# Liste der Biografien/Andr
Liste der Biografien |
Portal Biografien |
Personensuche
# |
A |
B |
C |
D |
E |
F |
G |
H |
I |
J |
K |
L |
M |
N |
O |
P |
Q |
R |
S |
T |
U |
V |
W |
X |
Y |
Z |
?
 
Aa |
Ab |
Ac |
Ad |
Ae |
Af |
Ag |
Ah |
Ai |
Aj |
Ak |
Al |
Am |
An |
Ao |
Ap |
Aq |
Ar |
As |
At |
Au |
Av |
Aw |
Ax |
Ay |
Az
 
Ana–Anc |
And |
Ane |
Anf |
Ang |
Anh |
Ani |
Anj |
Ank |
Anl |
Anm |
Ann |
Ano |
Anp |
Anq |
Anr |
Ans |
Ant–Anz
 
Anda |
Ande |
Andh |
Andi |
Andj |
Andl |
Ando |
Andr |
Ands |
Andu |
Andy |
Andz
Die Liste der Biografien führt alle Personen auf, die in der deutschsprachigen Wikipedia einen Artikel haben. Dieses ist eine Teilliste mit 1247 Einträgen von Personen, deren Namen mit den Buchstaben „Andr“ beginnt.

## Andr

### Andra
- Andra (* 1986), rumänische Pop- und R&B-Sängerin
- Andrä, Ahmed-Tobias (* 1996), österreichischer Fußballspieler
- Andrä, Armin (1926–2018), deutscher Kiefer-/Gesichtschirurg und Zahnmediziner
- Andrä, Erwin (1921–2022), deutscher Formgestalter und Hochschullehrer
- Andra, Fern (1893–1974), US-amerikanische Schauspielerin, Regisseurin, Drehbuchautorin und Filmproduzentin
- Andrä, Georg (1851–1923), deutscher Rittergutsbesitzer, Geheimer Ökonomierat und konservativer Politiker, MdL (Königreich Sachsen)
- Andrä, Hubertus (* 1956), deutscher Polizist, Polizeipräsident in München
- Andrä, Karl (1898–1981), deutscher Heimatforscher
- Andra, Rolf (1907–1998), deutscher Zauberkünstler und Autor
- Andrä, Wolfhardt (1914–1996), deutscher Bauingenieur
- Andrack, Manuel (* 1965), deutscher Fernsehredakteur, Autor und Sidekick der Harald Schmidt ShowManuel Andrack (* 1965)

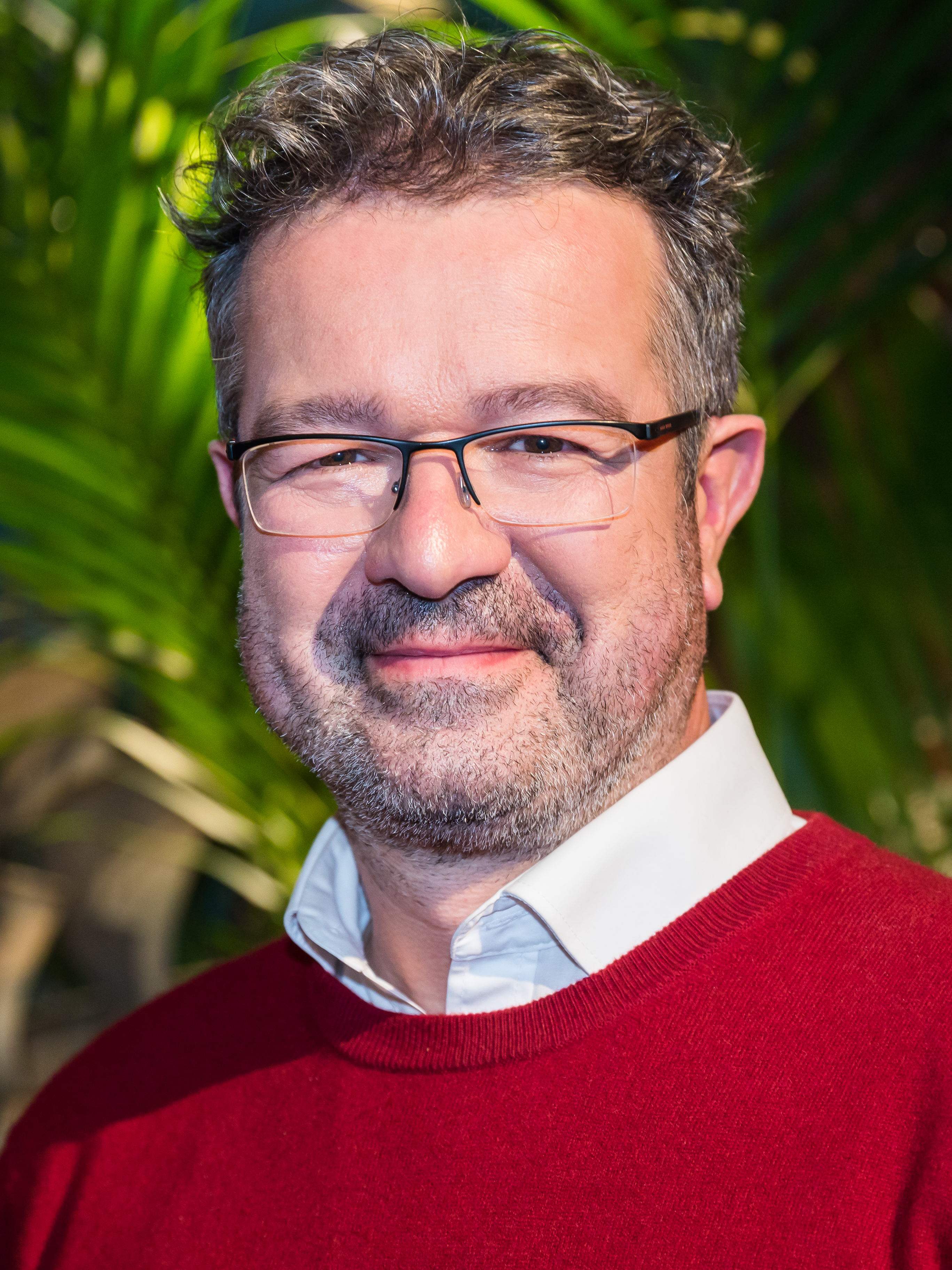
Manuel Andrack (* 1965)

- Andrada e Silva, José Bonifácio de (1763–1838), brasilianischer Politiker und Staatsmann
- Andrada, Antônio Carlos Diniz de (* 1932), brasilianischer Diplomat
- Andrada, Dani (* 1975), spanischer Sportkletterer
- Andrada, Gabriela (* 1999), spanische Schauspielerin
- Andrada, Manuel (1890–1962), argentinischer Polospieler und Olympiasieger
- Andrada, Marliece (* 1972), US-amerikanisches Model und Schauspielerin
- Andrade Borges, Wágner de (* 1987), brasilianischer Fußballspieler
- Andrade Brites, Christophe (* 2007), luxemburgischer Fußballspieler
- Andrade Caminha, Pedro de (1520–1589), portugiesischer Lyriker
- Andrade Cavalcanti, Newton de (1885–1965), brasilianischer General
- Andrade e Amaral, João da Matha de (1898–1954), brasilianischer Geistlicher, Bischof von Niterói
- Andrade Neves, Francisco Ramos de (1874–1951), brasilianischer Generalmajor
- Andrade Ponte, Gerardo de (1924–2006), brasilianischer Geistlicher, römisch-katholischer Bischof von Patos
- Andrade Pradillo, Pedro, mexikanischer Fußballspieler
- Andrade Sabando, Tania (* 2005), ecuadorianische Tennisspielerin
- Andrade Sánchez, Pedro Pablo (1892–1973), ecuadorianischer römisch-katholischer Ordensgeistlicher, Apostolischer Präfekt von Galápagos
- Andrade Santos, Valdemir Vicente (* 1973), brasilianischer Geistlicher, römisch-katholischer Bischof von Juazeiro
- Andrade Siqueira, Jefferson (* 1988), brasilianisch-italienischer Fußballspieler
- Andrade, Abigail de (* 1864), brasilianische Malerin und Zeichnerin
- Andrade, Alberto (1943–2009), peruanischer Anwalt und Politiker
- Andrade, Alfredo d’ (1839–1915), portugiesisch-italienischer Architekturhistoriker und Denkmalpfleger
- Andrade, Almir Moraes (* 1973), brasilianischer Fußballspieler
- Andrade, Andrés (* 1998), panamaischer Fußballspieler
- Andrade, Andrés (* 1998), ecuadorianischer Tennisspieler
- Andrade, Antonio Freire de (1580–1634), portugiesischer Jesuit, Missionar und Forschungsreisender
- Andrade, Baptista de (1811–1902), Admiral der portugiesischen Marine
- Andrade, Barbara (1934–2014), deutsche Theologin
- Andrade, Billy (* 1964), US-amerikanischer Golfer
- Andrade, Bruno (* 1991), brasilianischer Rennfahrer
- Andrade, Carlos Drummond de (1902–1987), brasilianischer Lyriker
- Andrade, Carlos Rebelo de (1887–1971), portugiesischer Architekt
- Andrade, Danilo Gabriel de (* 1979), brasilianischer Fußballspieler
- Andrade, Demetrius (* 1988), US-amerikanischer Boxer
- Andrade, Diogo de Paiva de (1528–1575), portugiesischer römisch-katholischer Theologe
- Andrade, Diogo de Paiva de der Jüngere (1586–1660), portugiesischer Dichter und Dramatiker
- Andrade, Edivalter (* 1962), brasilianischer Geistlicher und römisch-katholischer Bischof von Parnaíba
- Andrade, Edna (1917–2008), US-amerikanische Künstlerin und Hochschullehrerin
- Andrade, Edward (1887–1971), britischer Physiker
- Andrade, Elinton (* 1979), brasilianischer Fußballtorhüter
- Andrade, Eugénio de (1923–2005), portugiesischer Lyriker
- Andrade, Farnese de (1926–1996), brasilianischer Maler, Bildhauer, Zeichner, Graveur und Illustrator
- Andrade, Fernanda (* 1984), brasilianische Schauspielerin
- Andrade, Francisco d’ (1859–1921), portugiesischer Opernsänger (Bariton)
- Andrade, Francisco de (1923–2021), portugiesischer Segler
- Andrade, Francisco de (* 1969), osttimoresischer Politiker
- Andrade, Gabriel (* 1981), brasilianisch-deutscher Schauspieler
- Andrade, Guilherme Rebelo de (1891–1969), portugiesischer Architekt
- Andrade, Guillermo, peruanischer Fußballspieler
- Andrade, Henik Luiz de (* 1989), brasilianischer Fußballspieler
- Andrade, Ignacio (1839–1925), venezolanischer Politiker
- Andrade, Jacinto de, osttimoresischer Politiker
- Andrade, Janine (1918–1997), französische Violinistin
- Andrade, Joaquim (* 1969), portugiesischer Radrennfahrer
- Andrade, Joel (* 1948), mexikanischer Fußballspieler
- Andrade, Jordin (* 1992), Hürdenläufer aus Kap Verde
- Andrade, Jorge (* 1978), portugiesischer Fußballspieler
- Andrade, José Leandro (1901–1957), uruguayischer FußballspielerJosé Leandro Andrade (1901–1957)

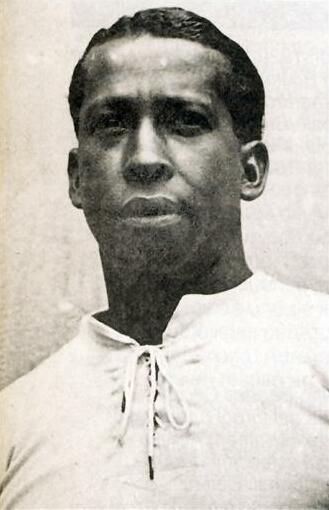
José Leandro Andrade (1901–1957)

- Andrade, Juan Pablo (* 1988), chilenischer Fußballspieler
- Andrade, Jules (1857–1933), französischer Mathematiker, Physiker und Uhrmacher
- Andrade, Lady (* 1992), kolumbianische Fußballspielerin
- Andrade, Leny (1943–2023), brasilianische Jazzsängerin
- Andrade, Léo (* 1998), brasilianischer Fußballspieler
- Andrade, Leonor (* 1994), portugiesische Sängerin und Schauspielerin
- Andrade, Librado (* 1978), mexikanischer Boxer
- Andrade, Lu (* 1978), brasilianische Sängerin, Songwriterin, Moderatorin und Schauspielerin
- Andrade, Lydia (* 1999), schweizerisch-angolanische Fußballspielerin
- Andrade, Maicon de (* 1993), brasilianischer Taekwondoin
- Andrade, Manoel Carlos de (1755–1817), portugiesischer Reiter und Autor
- Andrade, Manuel Correia de (1922–2007), brasilianischer Autor, Historiker, Geograph, Jurist und Hochschullehrer
- Andrade, Marcelo (* 1967), brasilianischer Serienmörder
- Andrade, Maria (* 1993), kap-verdische Taekwondoin
- Andrade, Mário Corino de (1906–2005), portugiesischer Neurologe
- Andrade, Mário de (1893–1945), brasilianischer Schriftsteller und MusikforscherMário de Andrade (1893–1945)

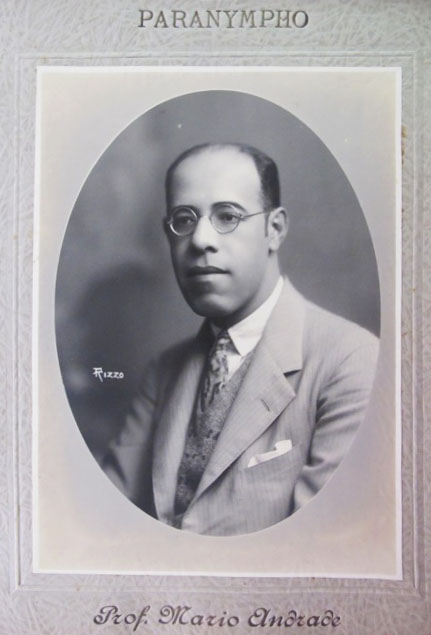
Mário de Andrade (1893–1945)

- Andrade, Mário Pinto de (1928–1990), angolanischer Politiker
- Andrade, Marta (* 1972), spanische Eiskunstläuferin
- Andrade, Mayra (* 1985), kap-verdische Sängerin
- Andrade, Michelle (* 1996), ukrainische Sängerin, Schauspielerin und Fernsehmoderatorin
- Andrade, Natália de (1910–1999), portugiesische Opernsängerin
- Andrade, Olegario Víctor (1839–1882), argentinischer Schriftsteller, Journalist und Politiker
- Andrade, Óscar (* 1957), chilenischer Cantautor
- Andrade, Osvaldo (* 1953), chilenischer Politiker, Jurist, Abgeordneter, Parlamentspräsident und Minister
- Andrade, Oswald de (1890–1954), brasilianischer Schriftsteller und Mitbegründer des brasilianischen Modernismus
- Andrade, Rafael Jácome de (1851–1900), portugiesischer Offizier und Kolonialverwalter
- Andrade, Rebeca (* 1999), brasilianische KunstturnerinRebeca Andrade (* 1999)

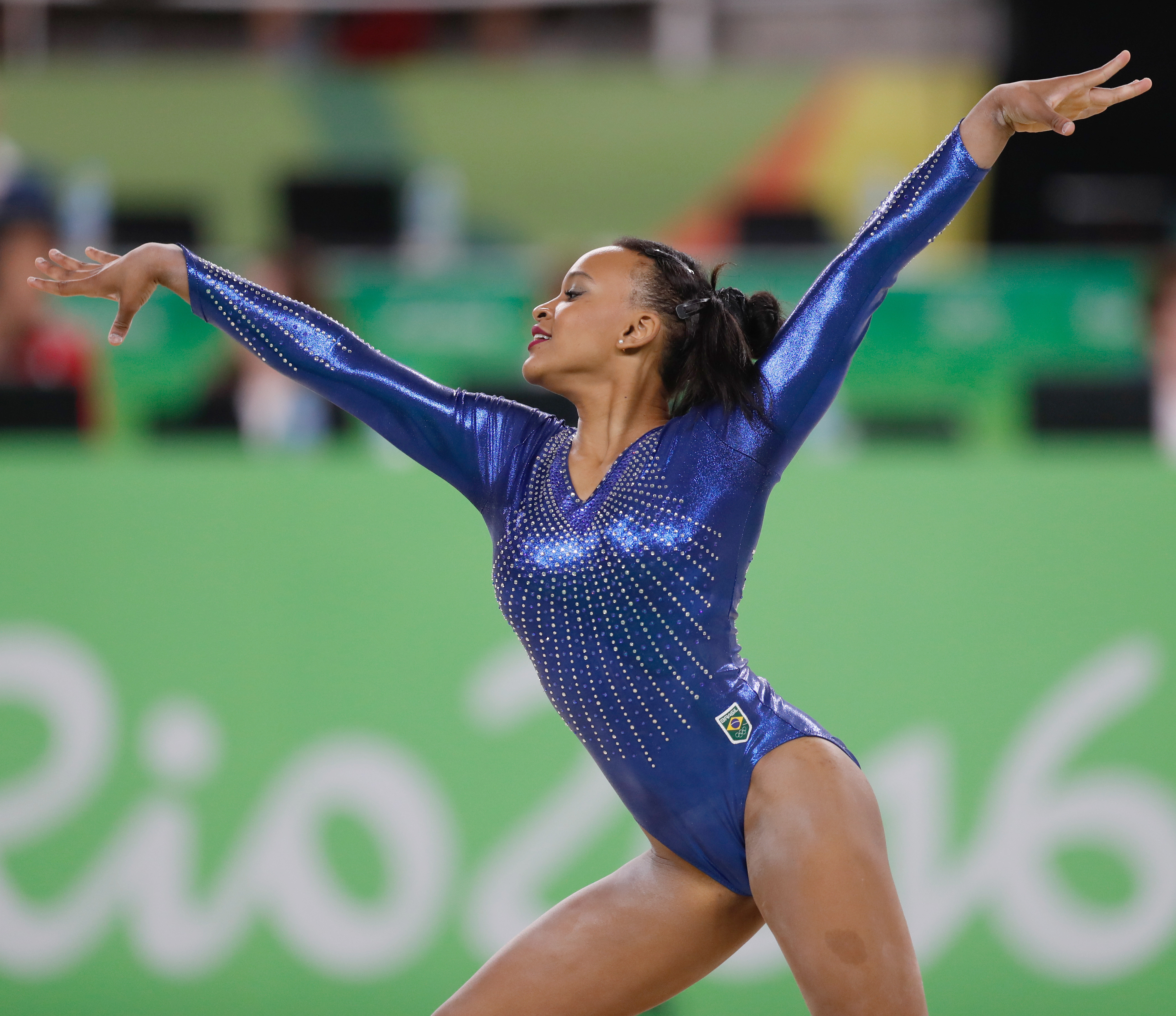
Rebeca Andrade (* 1999)

- Andrade, Rui (* 1999), angolanischer Autorennfahrer
- Andrade, Victor (* 1995), brasilianischer Fußballspieler
- Andrade, Virgílio Moretzsohn de (* 1941), brasilianischer Diplomat
- Andrade, Will Robson Emilio (* 1973), brasilianischer Fußballspieler
- Andrade, William Amaral de (* 1967), brasilianischer Fußballspieler
- Andradi, Norbert Marshall (* 1949), sri-lankischer Ordensgeistlicher, Bischof von Anuradhapura
- Andradina, Edi (* 1974), brasilianischer Fußballspieler
- Andrae, Alexander (1821–1903), deutscher Landwirt und Politiker
- Andrae, Alexander (1888–1979), deutscher Polizist und General der Artillerie im Zweiten Weltkrieg
- Andrae, Axel (* 1965), deutscher Fagottist
- Andrae, Björn (* 1981), deutscher Volleyball-Nationalspieler
- Andræ, Carl Christoffer Georg (1812–1893), dänischer Politiker und Premierminister
- Andrae, Carl Justus (1817–1885), deutscher Mineraloge und Paläobotaniker
- Andrae, Elisabeth (1876–1945), deutsche MalerinElisabeth Andrae (1876–1945)

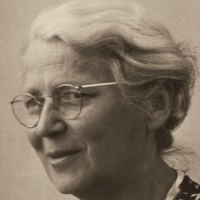
Elisabeth Andrae (1876–1945)

- Andrae, Günther (* 1928), deutscher Radrennfahrer
- Andrae, Hans (1849–1926), deutscher Richter
- Andrae, Karl Paul (1886–1945), deutscher Architekt
- Andrae, Manfred (1933–2020), deutscher Schauspieler, Synchronsprecher und Dokumentarfilmer
- Andrae, Marie (1854–1945), deutsche Schriftstellerin, Krankenschwester und Pädagogin
- Andrae, Matthias (* 1961), deutscher Politiker (FDP), MdA
- Andrae, Oswald (1926–1997), plattdeutscher Schriftsteller
- Andrae, Otto (1941–2021), Schweizer Jazztrompeter
- Andrae, Sebastian (* 1968), deutscher Drehbuchautor
- Andræ, Tor (1885–1947), schwedischer Religionshistoriker, Bischof von Linköping, Mitglied der Svenska Akademien
- Andrae, Walter (1875–1956), deutscher Bauforscher und Vorderasiatischer Archäologe
- Andragathius († 388), römischer Heermeister
- Andragoras, Seleukide
- Andraka, Jack (* 1997), US-amerikanischer ErfinderJack Andraka (* 1997)

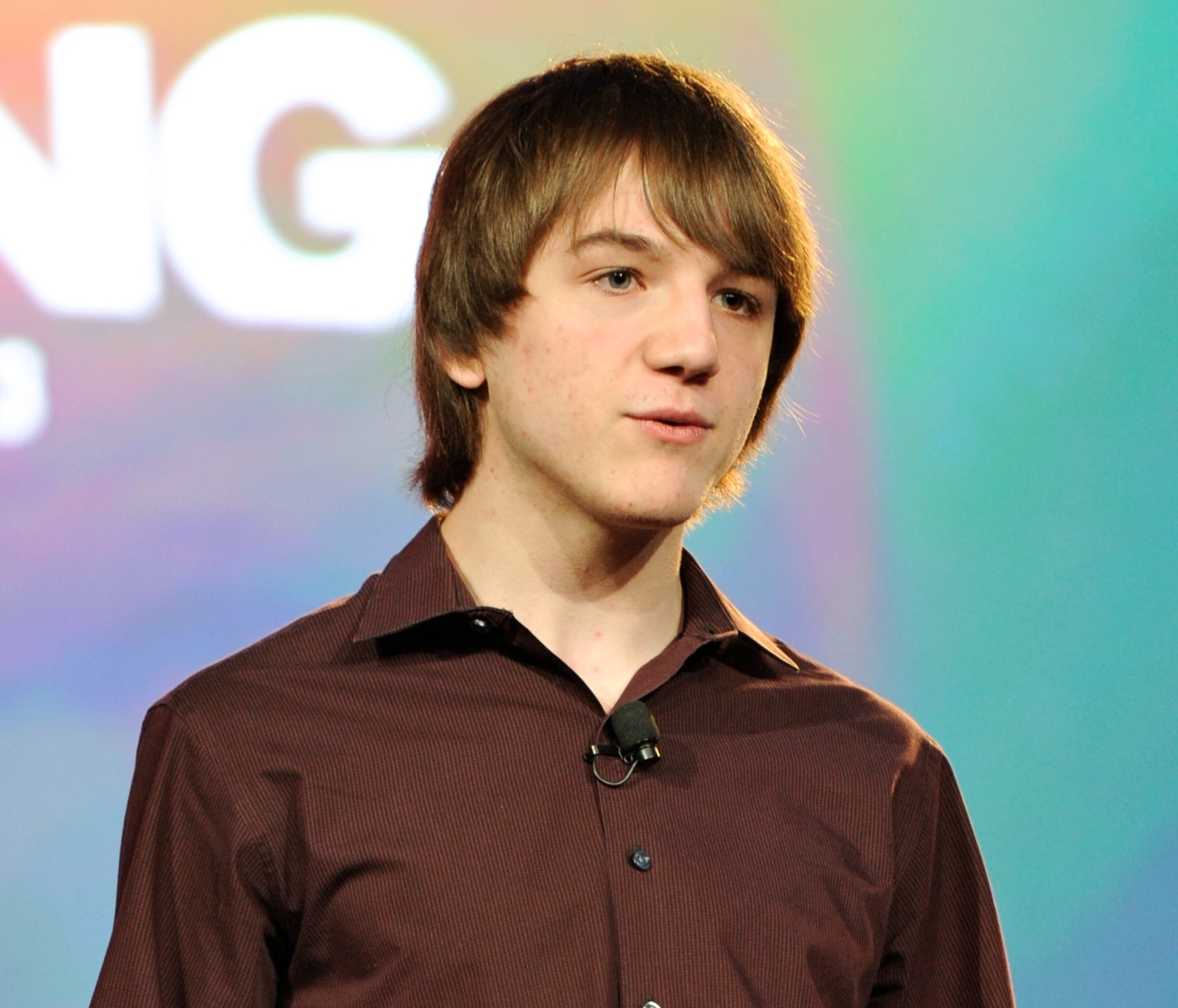
Jack Andraka (* 1997)

- Andral, Gabriel (1797–1876), französischer Mediziner und Mitglied der Leopoldina
- Andralojz, Maksim (* 1997), belarussischer Zehnkämpfer
- Andraos, Amale (* 1973), libanesische Architektin
- Andras, Joseph (* 1984), französischer Schriftsteller
- Andras, Robert (1921–1982), kanadischer Politiker
- Andraschek, Iris (* 1963), österreichische bildende Künstlerin
- Andraschek, Siegmund (* 1975), österreichischer Posaunist und Komponist
- Andraschek-Holzer, Ralph (* 1963), österreichischer Kunsthistoriker und Bibliothekar
- Andraschke, Peter (1939–2020), deutscher Musikwissenschaftler
- Andraschko, Armin (* 1961), österreichischer Maler und Grafiker
- Andrásfi, Tibor (* 1999), ungarischer Degenfechter
- Andrašovan, Tibor (1917–2001), slowakischer Komponist
- Andrašovský, Dušan (* 1976), slowakischer Eishockeyspieler
- Andrasson, Guttormur († 1572), Løgmaður der Färöer
- Andrássy, Adam Johann Joseph (1698–1753), kaiserlicher Feldmarschall-Lieutenant und Inhaber des Infanterie-Regimentes Nr. 33
- Andrássy, Barbara (1890–1968), ungarische Chronistin des Ungarischen Volksaufstandes
- Andrássy, David von (1762–1813), ungarischer Militär
- Andrássy, Dionysius (1835–1913), ungarischer Adliger und Kunstmäzen, Mitglied des Oberhauses im Ungarischen Reichstag
- Andrássy, Emanuel (1821–1891), ungarischer Politiker, Weltreisender und Industrieller
- Andrássy, Géza (1856–1938), ungarischer Offizier, Gutsbesitzer, Fabrikant, Politiker, Sportler, Vorstandsmitglied der Ungarischen Akademie der Wissenschaft (1931)
- Andrássy, Gyula (1823–1890), österreichisch-ungarischer PolitikerGyula Andrássy (1823–1890)

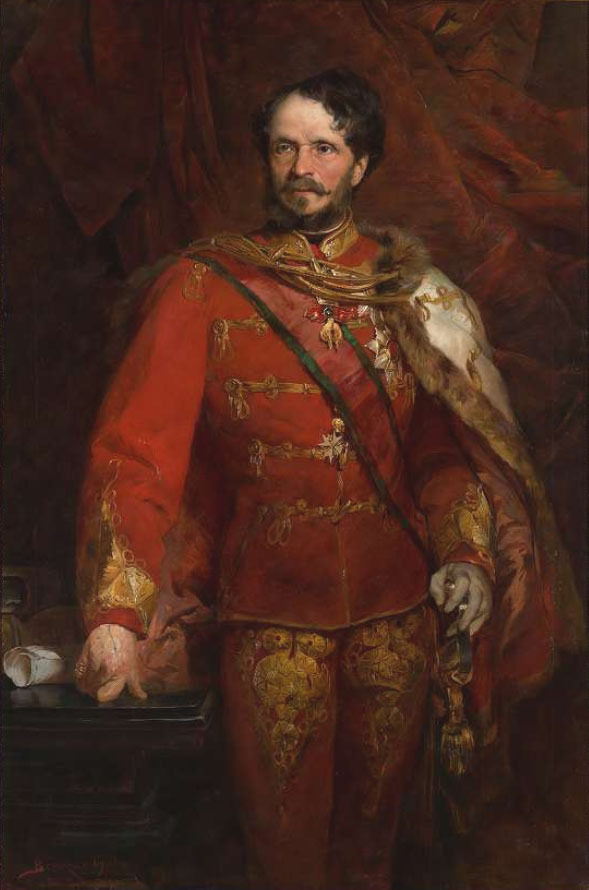
Gyula Andrássy (1823–1890)

- Andrássy, Gyula der Jüngere (1860–1929), ungarischer Politiker, k.u.k. Außenminister
- Andrássy, Ilona (1886–1967), ungarische Gräfin und Krankenpflegerin des Ersten Weltkrieges
- Andrássy, István I., ungarischer Adeliger und General der Kuruzen
- Andrássy, Johann von (1750–1817), ungarischer Militär
- Andrássy, Klára (1898–1941), ungarische Adelige und Journalistin
- Andrássy, Marizza (1886–1961), ungarische Adlige
- Andrássy, Stella (1902–1998), schwedische Schriftstellerin
- Andrássy, Tivadar (1857–1905), ungarischer Politiker, Mitglied des Ungarischen Reichstages, Kunstmaler
- Andraud, Mathilde (* 1989), französische Speerwerferin
- Andrault, Jean-Baptiste Louis (1677–1754), Marschall von Frankreich
- Andrawes, Souhaila (* 1953), palästinensische Terroristin

### Andre
- Andre († 1717), Opfer der Hexenverfolgung in Freising
- Andre (* 1979), armenischer Sänger
- André 3000 (* 1975), US-amerikanischer Musiker
- André de Chauvigny († 1202), französischer Ritter und Herr von Châteauroux
- André de Longjumeau, Dominikaner, Mongoleireisender
- André de Montbard († 1156), 5. Großmeister des Templerordens
- André d’Ypres, mittelalterlicher Buch- und Tafelbildmaler
- André the Giant (1946–1993), französischer Wrestler und SchauspielerAndré the Giant (1946–1993)

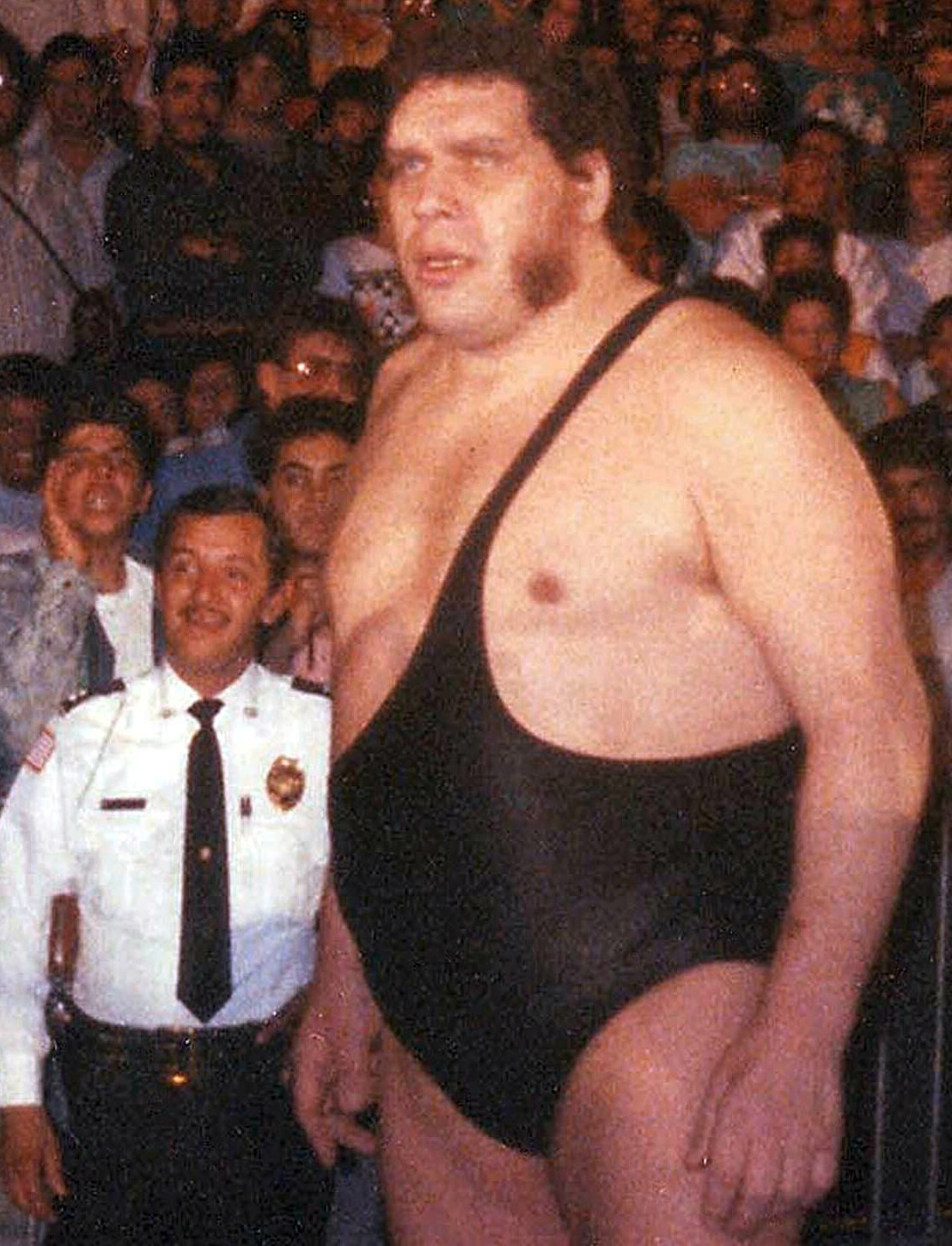
André the Giant (1946–1993)

- Andre, Aelita (* 2007), australische Künstlerin
- André, Albert (1930–2014), römisch-katholischer Priester, Dekan und Ordensoberer
- André, Alexis (1832–1893), römisch-katholischer Priester und Missionar
- André, André (* 1989), portugiesischer Fußballspieler
- André, Angélica (* 1994), portugiesische Schwimmerin
- Andre, Annette (* 1939), australische Schauspielerin
- André, António (* 1957), portugiesischer Fußballspieler
- André, Arnim (1943–2001), deutscher Schauspieler und Synchronsprecher
- André, Benjamin (* 1990), französischer Fußballspieler
- André, Bert (1941–2008), niederländischer Schauspieler
- André, Carl (1894–1985), deutscher Generalmajor der Wehrmacht im Zweiten Weltkrieg
- Andre, Carl (1935–2024), US-amerikanischer Bildhauer des Minimalismus
- André, Carole (* 1953), französische SchauspielerinCarole André (* 1953)

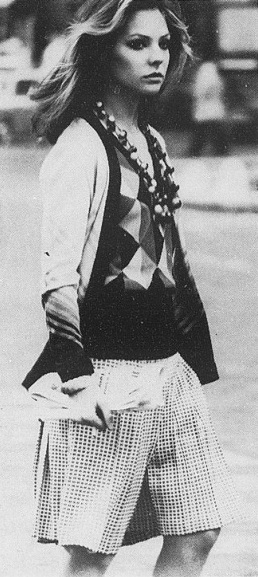
Carole André (* 1953)

- André, Christian Karl (1763–1831), deutscher Pädagoge und Landwirt
- André, Christophe (* 1956), französischer Psychiater, Psychotherapeut und Autor
- André, Christophe (* 1987), französischer Squashspieler
- André, Claudine (* 1946), belgisch-kongolesische Kunsthändlerin, Tierschützerin und Autorin
- Andre, Clifford (* 1970), seychellischer Rechtsanwalt, Offizier und Politiker, Mitglied der Nationalversammlung
- André, Daniel (1965–2022), mauritischer Leichtathlet
- André, Désiré (1840–1917), französischer Mathematiker
- André, Didier (* 1974), französischer Autorennfahrer
- André, Dietrich Ernst († 1734), Historien- und Bildnismaler
- André, Édouard (1833–1894), französischer Politiker, Mitglied der Nationalversammlung und Kunstsammler
- André, Édouard François (1840–1911), französischer Gärtner, Gartengestalter und Botaniker
- André, Elisabeth (* 1961), deutsche Informatikerin und Hochschullehrerin
- André, Emil (1790–1869), deutsch-österreichischer Forstwirt
- André, Emmanuel (1826–1903), französischer Benediktiner, Abt und Klostergründer
- André, Eric (* 1983), US-amerikanischer SchauspielerEric André (* 1983)

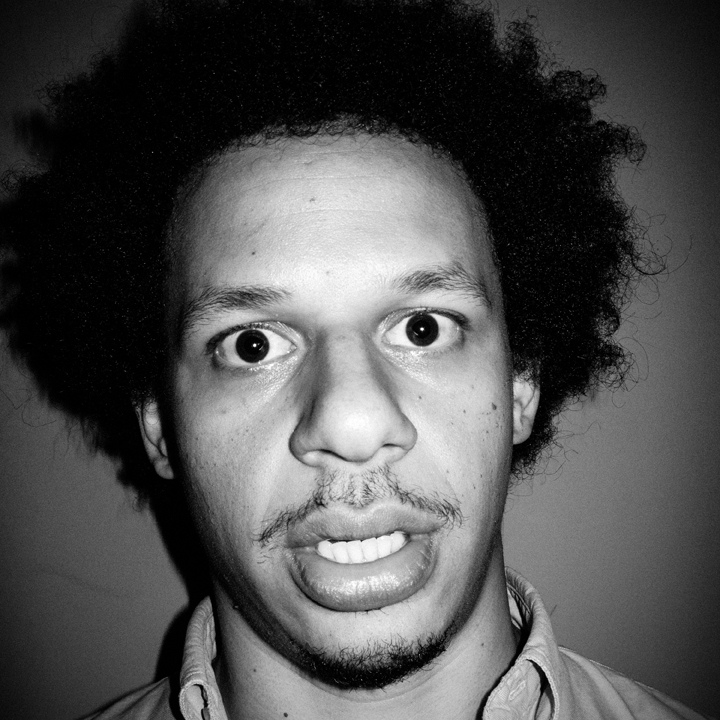
Eric André (* 1983)

- André, Ernest (1838–1914), französischer Notar und Hymenopterologe
- André, Ernest († 1911), französischer Lepidopterologe
- André, Etkar (1894–1936), deutscher Widerstandskämpfer, Politiker (KPD), MdHB, Antifaschist
- André, Fidel (1770–1827), deutscher Politiker und Oberbürgermeister von Freiburg (1824–1827)
- André, Floriane (* 2000), französische Handballspielerin
- André, Francis (1909–1946), französischer Milizionär und Kollaborateur
- Andre, Frederic N. (1933–2014), amerikanischer Jurist und Regierungsbediensteter
- André, Friedrich Bernhard (1859–1927), deutscher Rechtswissenschaftler und Hochschullehrer
- André, Fritz (* 1946), haitianischer Fußballspieler
- André, Gaspard (1840–1896), französischer Architekt
- André, Géo (1889–1943), französischer Leichtathlet und Rugby-Union-Spieler
- André, Georg (1920–1982), deutscher NDPD-Funktionär, MdV
- André, Georges (1876–1945), französischer Wintersportler
- André, Gustav (1900–1989), deutscher Kunsthistoriker, Bauhistoriker und beamteter Denkmalpfleger
- Andre, Hans (1902–1991), österreichischer Bildhauer und Maler
- Andre, Harvie (1940–2012), kanadischer Chemieingenieur, Hochschullehrer und Politiker, Unterhausabgeordneter und Bundesminister
- André, Jean (1916–1980), französischer Filmarchitekt und Ausstatter
- André, Johann (1741–1799), deutscher Musiker, Komponist und Musikverleger
- André, Johann Anton (1775–1842), deutscher Komponist und Musikverleger
- André, Johanna (1861–1926), deutsche Theaterschauspielerin, Opernsängerin (Sopran) und Gesangspädagogin
- André, John (1750–1780), Offizier der British ArmyJohn André (1750–1780)

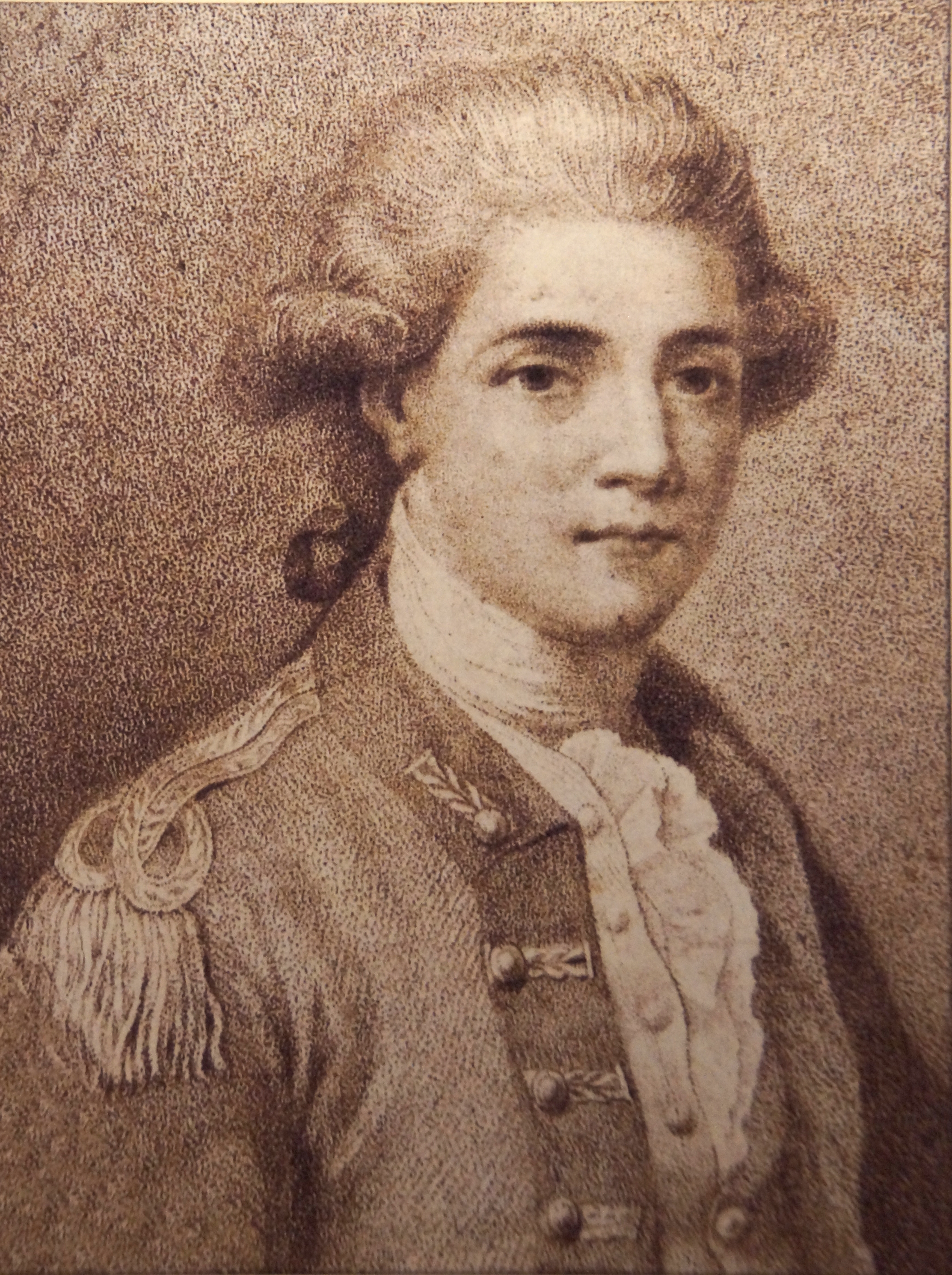
John André (1750–1780)

- Andre, Jon St. (1939–2017), US-amerikanischer Skispringer
- André, José (1881–1944), argentinischer Komponist und Musikkritiker
- André, José Joana (* 1963), angolanischer Politiker
- Andre, Josef (1879–1950), deutscher Politiker (Zentrum), MdL, MdR
- André, Jules (1807–1869), französischer Landschaftsmaler
- Andre, Leili (1922–2007), estnische Lyrikerin und Schriftstellerin
- Andre, Lona (1915–1992), US-amerikanische Schauspielerin
- André, Louis Joseph (1838–1913), französischer General und Kriegsminister
- André, Louise (1913–2001), kanadische Sängerin und Gesangslehrerin
- André, Lucjan (1893–1958), polnischer Schriftsteller, Literaturkritiker und Theaterkritiker
- André, Marc (* 1967), französischer Spieleautor
- André, Marius (1868–1927), französischer Schriftsteller okzitanischer Sprache
- Andre, Mark (* 1964), französischer Komponist und Hochschullehrer
- André, Martin (* 1960), britischer Dirigent
- André, Martina (* 1961), deutsche Autorin
- André, Mathieu (1909–1979), französischer Fußballspieler österreichischer Herkunft
- André, Maurice (1933–2012), französischer Trompeter
- André, Michel (1936–2009), Schweizer Mathematiker
- André, Nilson (* 1986), brasilianischer Sprinter
- André, Paul (1837–1896), Schweizer Politiker
- André, Paul-Émile (1911–1996), belgischer Radrennfahrer
- André, Peter (* 1973), britischer PopsängerPeter André (* 1973)

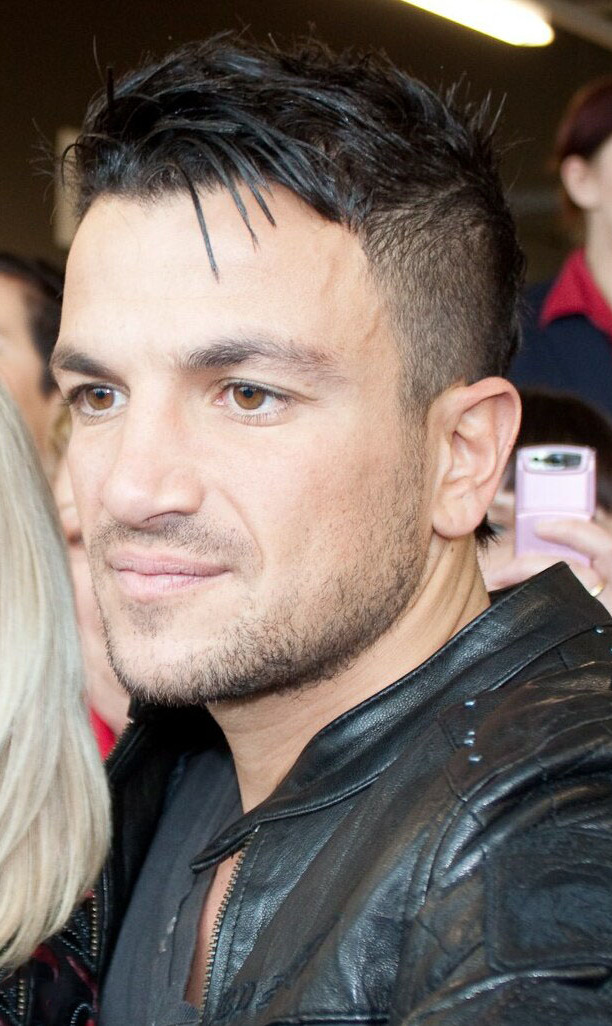
Peter André (* 1973)

- André, Raoul (1916–1992), französischer Maskenbildner, Kameramann, Filmregisseur und Drehbuchautor
- André, René, französischer Schwimmer
- André, Ricardo (* 1982), portugiesischer Fußballspieler
- André, Rogi (1900–1970), ungarisch-französische Malerin und Fotografin
- André, Rudolf (1792–1825), deutscher Landwirt
- André, Sylvain (* 1995), französischer Radrennfahrer
- André, Thiago (* 1995), brasilianischer Leichtathlet
- Andre, Walter (1902–1970), österreichisch-deutscher Bildhauer
- André, Wilhelm (1827–1903), deutscher Jurist und Politiker, Oberbürgermeister von Chemnitz (1874–1896)
- Andre, William (1931–2019), US-amerikanischer Pentathlet
- André, Yves (* 1959), französischer Mathematiker
- Andre-Itope, Neville, namibischer Politiker Regionalgouverneur
- André-Léonard, Anne (* 1948), belgische Politikerin, MdEP

#### Andrea
- Andrea (* 1987), bulgarische Popfolk-Sängerin
- Andrea da Firenze († 1415), Florentiner Komponist und Organist
- Andrea Dandolo († 1298), italienischer Adeliger und Admiral der Republik Venedig
- Andrea Dandolo (1306–1354), Doge von VenedigAndrea Dandolo (1306–1354)

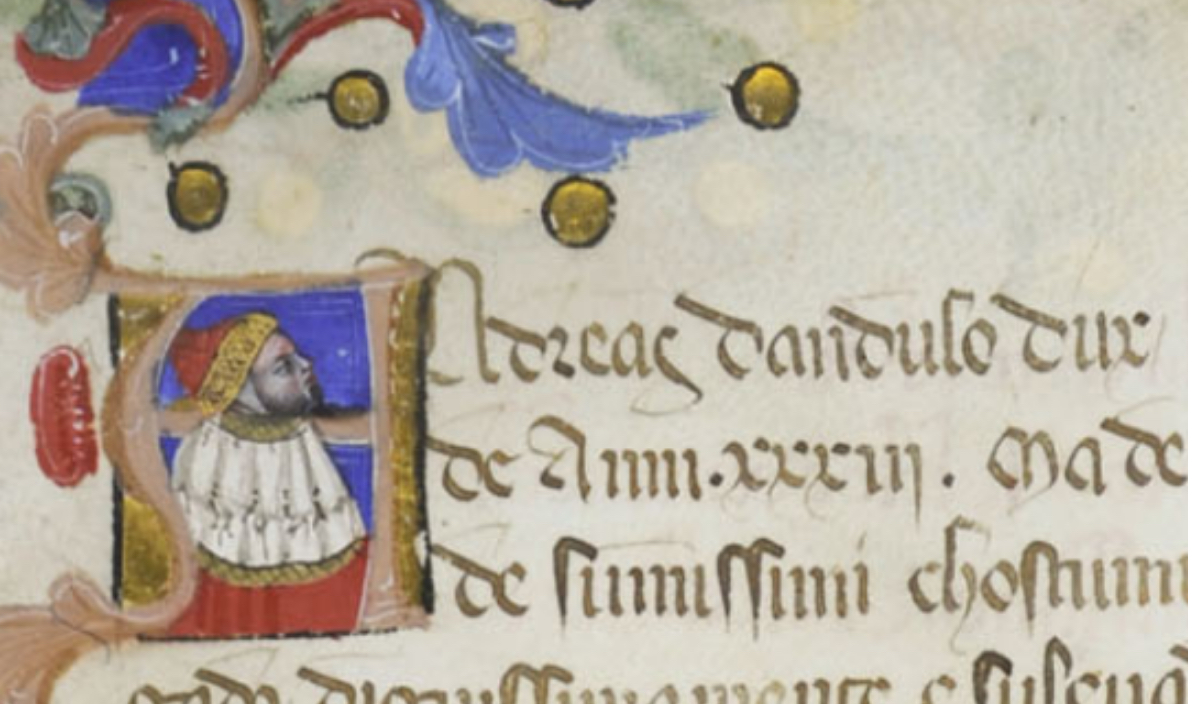
Andrea Dandolo (1306–1354)

- Andrea dei Bruni (1355–1377), italienischer Maler
- Andrea dei Conti (1240–1302), italienischer Franziskaner, Einsiedler und Seliger
- Andrea di Bonaiuto († 1379), italienischer Maler
- Andrea di Niccolò, italienischer Maler
- Andrea Gylfadóttir, isländische Sängerin, Songwriterin und Schauspielerin
- Andrea Hauksdóttir (* 1996), isländische Fußballspielerin
- Andrea I. Muzaka († 1319), albanischer Fürst und Sebastokrator
- Andrea II. Muzaka († 1372), albanischer Despot
- Andrea III. Muzaka, albanischer Fürst und Sebastokrator
- Andrea Jacobsen (* 1998), isländische Handballspielerin
- Andréa, Camille (1909–2002), kanadische Songwriterin
- Andreä, Friedrich Wilhelm († 1844), deutscher Verleger
- Andrea, Jean-Baptiste (* 1971), französischer Schriftsteller, Filmregisseur und DrehbuchautorJean-Baptiste Andrea (* 1971)

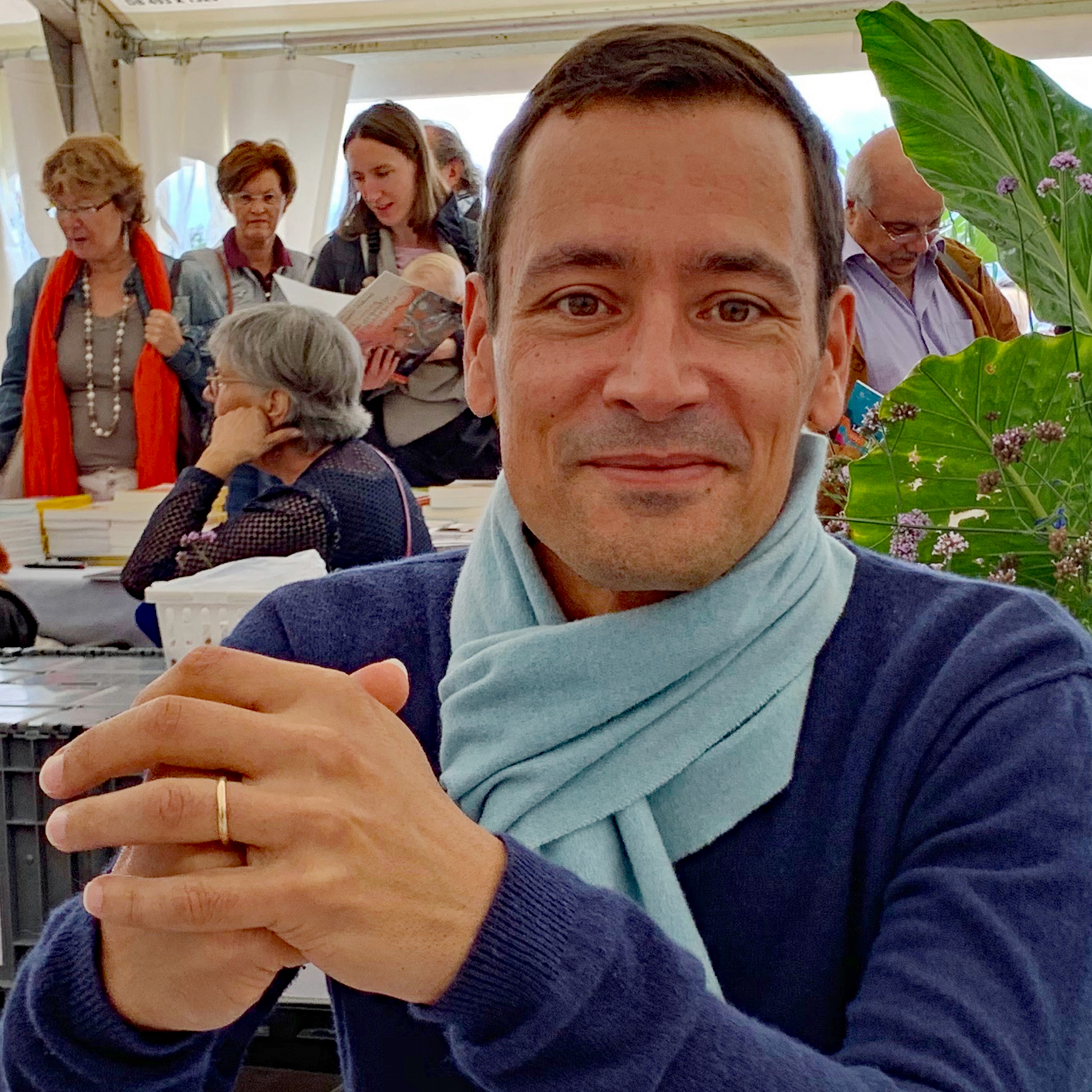
Jean-Baptiste Andrea (* 1971)

- Andreä, Karl (1841–1913), deutscher Politiker, Pädagoge und Autor
- Andrea, Lorena (* 1994), britische Schauspielerin
- Andrea, Marco D’ (* 1989), deutscher Pâtissier
- Andreä, Paul Christoph Gottlob (1772–1824), deutscher Rechtswissenschaftler
- Andrea, Silvia (1840–1935), Schweizer Schriftstellerin
- Andreadis, Ivan (1924–1992), tschechoslowakischer Tischtennisspieler
- Andreadis, Vladimiros (* 2006), griechischer Sprinter
- Andreae de Neufville, Albert (1854–1940), deutscher Bankier und Besitzer der Degussa
- Andreae, Abraham (1819–1875), deutscher Maschinenbauingenieur
- Andreae, Achilles (1859–1905), deutscher Geologe und Paläontologe
- Andreae, Antonius († 1320), Franziskaner und Theologe
- Andreae, August Gottfried Wilhelm (1757–1830), preußischer Beamter
- Andreae, August Heinrich (1804–1846), Architekt, Baubeamter und Maler
- Andreae, Bernard (* 1930), deutscher Klassischer Archäologe
- Andreae, Bernd (1923–1985), deutscher Agrarwissenschaftler und Agrargeograph
- Andreae, Charles (1874–1964), Schweizer Bauingenieur
- Andreae, Christoph (1735–1804), deutscher Industrieller
- Andreae, Christoph (1896–1975), deutscher Unternehmer, Handelsrichter, Volkswirt und Mediziner
- Andreae, Clemens August (1929–1991), österreichischer Nationalökonom
- Andreae, Daniel Gottlieb (1711–1778), preußischer Beamter
- Andreae, Edith (1883–1952), deutsche Salonnière und Nachlassverwalterin
- Andreae, Eric (* 1981), Schweizer Filmemacher und Dozent
- Andreae, Frieda (* 1840), deutsche Schriftstellerin
- Andreae, Friedrich (1879–1939), deutscher Historiker
- Andreae, Friedrich Wilhelm (1822–1872), deutscher Schuldirektor, Autor, Chronist und Schriftsteller
- Andreae, Fritz (1873–1950), deutscher Bankier
- Andreae, Gabriele (* 1933), deutsche Germanistin und Schriftstellerin
- Andreae, Georg (1888–1983), deutscher Jurist und Landesrat
- Andreae, Gert (1927–1972), deutscher Schauspieler
- Andreae, Hans (1908–1978), Schweizer Pianist, Cembalist, Organist und Musikpädagoge
- Andreae, Hans-Georg (1934–2014), deutscher Agrarfunktionär und Landwirt
- Andreae, Heinrich Volkmar (1817–1900), deutsch-schweizerischer Apotheker
- Andreae, Hermann (1846–1925), deutscher Bankier
- Andreae, Hermann Victor (1817–1889), deutscher Theologe, Arzt, Philosoph, Jurist und Sprachwissenschaftler
- Andreae, Horst (* 1923), deutscher Hydrologe und Hochschullehrer
- Andreae, Illa (1902–1992), deutsche Schriftstellerin
- Andreae, Jakob (1528–1590), deutscher lutherischer Theologe
- Andreae, Jean Valentin (1841–1915), Bankier
- Andreae, Joachim († 1655), niederländischer Politiker, Diplomat und Richter
- Andreae, Johann († 1645), Registrator und Hofhistoriograph in Saarbrücken bei Ludwig II. (Nassau-Weilburg)
- Andreae, Johann Carl (1789–1843), Bankier und Politiker der Freien Stadt Frankfurt
- Andreae, Johann Gerhard Reinhard († 1793), Naturforscher, Chemiker und Hofapotheker in Hannover
- Andreae, Johann Jacob (1741–1819), Politiker Freie Stadt Frankfurt
- Andreae, Johann Ludwig (1669–1725), deutscher protestantischer Theologe, Kartograph, Globenbauer und Buchautor
- Andreae, Johann Philipp (1699–1760), deutscher Mathematiker, Globenmacher, Mechanikus, Sonnenuhr- und Kompaßmacher sowie Herausgeber
- Andreae, Johann Valentin (1586–1654), deutscher Schriftsteller, Mathematiker, Theologe
- Andreae, Johannes (1554–1601), deutscher lutherischer Theologe
- Andreae, Johannes (1780–1850), deutscher Spezerei- und Farbwarenhändler
- Andreae, Karl Christian (1823–1904), deutscher Maler
- Andreae, Kerstin (* 1968), deutsche Politikerin (Bündnis 90/Die Grünen) und LobbyistinKerstin Andreae (* 1968)

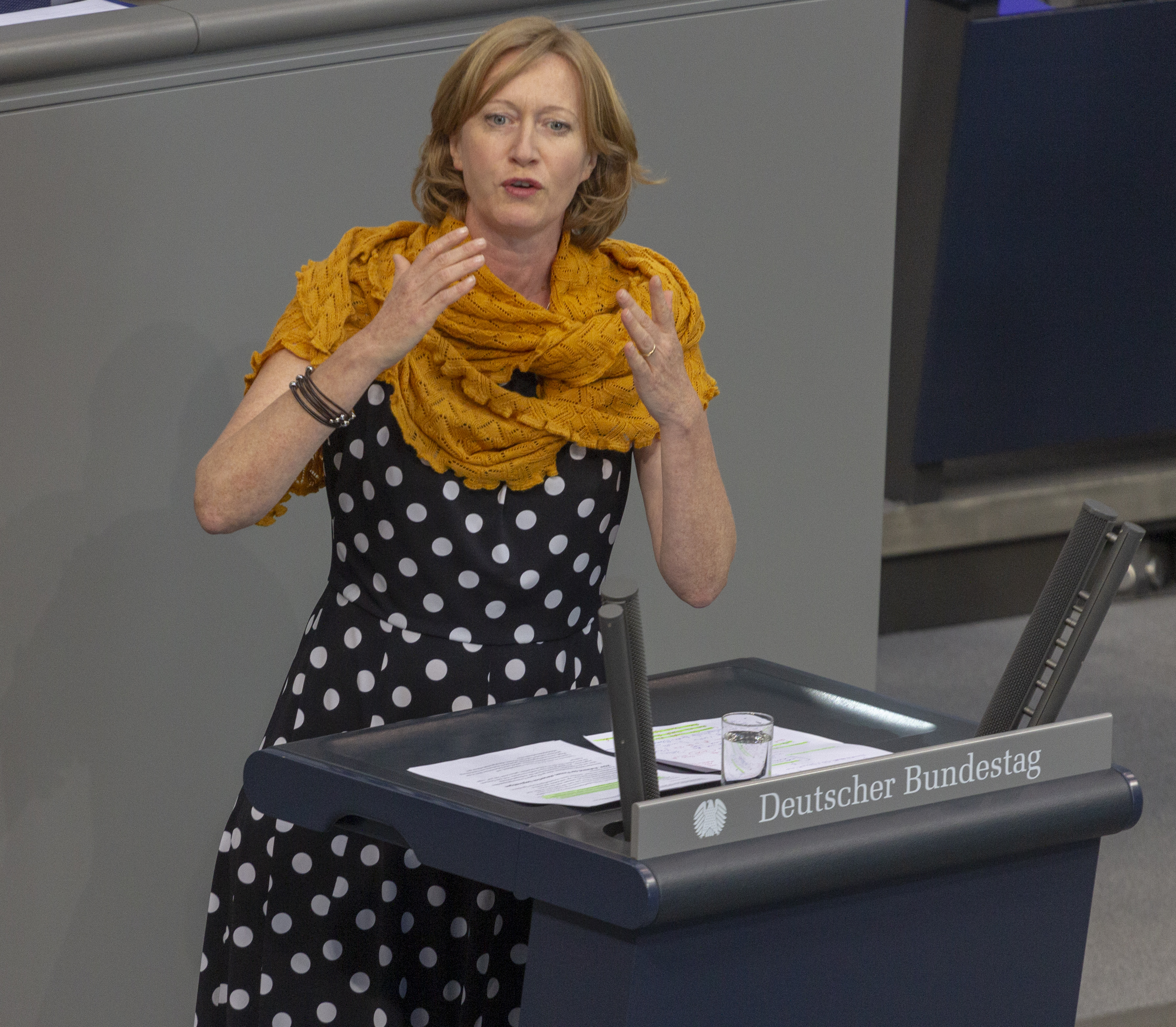
Kerstin Andreae (* 1968)

- Andreae, Laurentius († 1552), schwedischer Theologe, Reformator und Staatsmann
- Andreae, Lucrèce (* 1988), französische Animationsfilmerin
- Andreae, Marc (* 1939), Schweizer Dirigent und Komponist
- Andreae, Maria (1550–1632), deutsche Apothekerin, Armen- und Krankenpflegerin
- Andreae, Max (1887–1973), deutscher Manager und Wehrwirtschaftsführer
- Andreae, Meinrat (* 1949), deutscher Biogeochemiker
- Andreae, Novella (* 1312), bolognesische Juristin und Universitätslehrerin
- Andreae, Otto (1833–1910), deutscher Unternehmer und Kunstmäzen
- Andreae, Paul von (1850–1922), deutscher Industrieller und Gutsbesitzer
- Andreae, Sam, britischer Improvisationsmusiker (Saxophon)
- Andreae, Samuel (1640–1699), deutscher reformierter Theologe
- Andreae, Stefan (1931–2011), römisch-katholischer Pastoraltheologe
- Andreae, Susanne (* 1964), deutsche Ärztin und Fachbuchautorin
- Andreae, Tobias (1823–1873), deutscher Historien-, Genre- und Landschaftsmaler
- Andreae, Volkmar (1879–1962), Schweizer Dirigent und Komponist
- Andreae, Wilhelm (1888–1962), deutscher Sozialökonom
- Andreae, Wilhelm (1895–1970), deutscher Kakteenspezialist
- Andreae-Goll, Johann Carl August (1816–1889), deutscher Bankier und Abgeordneter
- Andreae-Graubner, Gustav Adolph (1812–1892), Politiker Freie Stadt Frankfurt
- Andreani, Adriano (1879–1960), italienischer Turner
- Andreani, Andrea, italienischer Kupferstecher und Formschneider
- Andréani, Nicolas (* 1984), französischer Voltigierer
- Andreani, Pierangelo (* 1947), italienischer Fahrzeugdesigner
- Andreantonelli, Sebastiano (1594–1643), italienischer Priester und Historiker
- Andreas, Apostel Jesu ChristiAndreas
- Andreas, römischer Mosaizist

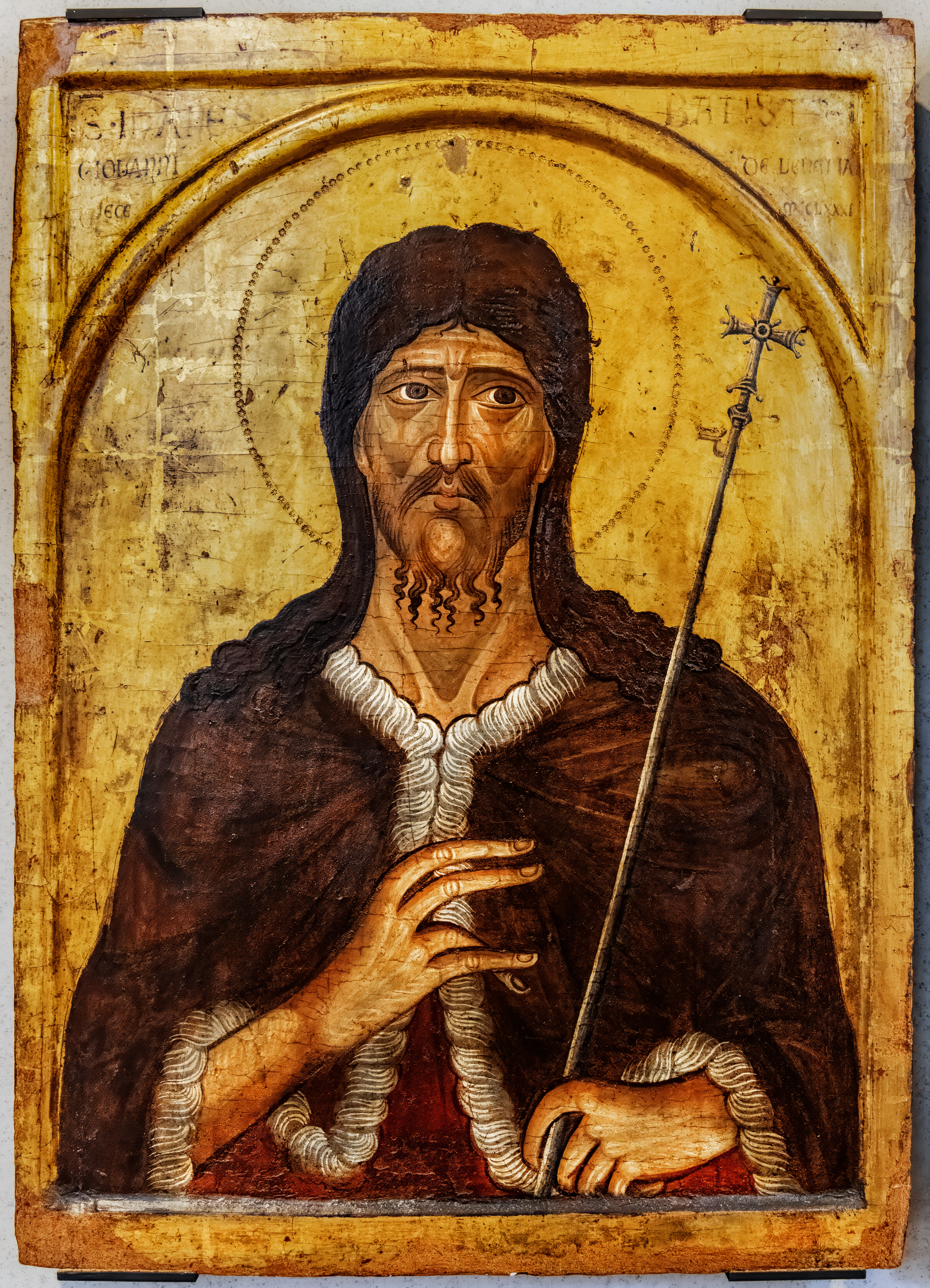
Andreas

- Andreas († 1430), Negus (Kaiser) von Äthiopien
- Andreas Asanes, byzantinischer Aristokrat, Enkel des bulgarischen Zaren Iwan Assen III.
- Andreas Capellanus, Kaplan und Schriftsteller
- Andreas de Maydeburg, Dresdner Ratsherr und Bürgermeister
- Andreas Grego von Peschiera († 1485), italienischer Theologe
- Andreas I. († 1096), Bischof von Olmütz (1091–1096)
- Andreas I. († 1435), deutscher Benediktiner und Abt
- Andreas I. (1015–1060), ungarischer König Andreas I. (1047–1060)
- Andreas II. († 1235), König von Ungarn
- Andreas III. († 1301), König von Ungarn
- Andreas Palaiologos (1453–1502), byzantinischer Titularkaiser
- Andreas Thopia, albanischer Adeliger
- Andreas von Beneschau und Tworkau, Stammvater des böhmischen Adelsgeschlechts Krawarn von Tvorkov
- Andreas von Brienne († 1189), Herr von Ramerupt
- Andreas von Caesarea (563–637), byzantinischer Kleriker und Schriftsteller
- Andreas von Everdingen, deutscher Handwerker, Kölner Dombaumeister
- Andreas von Galizien, ungarischer Fürst von Halitsch (1227–1229 und 1231–1233)
- Andreas von Greißenegg (1425–1471), österreichischer Adliger
- Andreas von Griechenland (1882–1944), Prinz von GriechenlandAndreas von Griechenland (1882–1944)

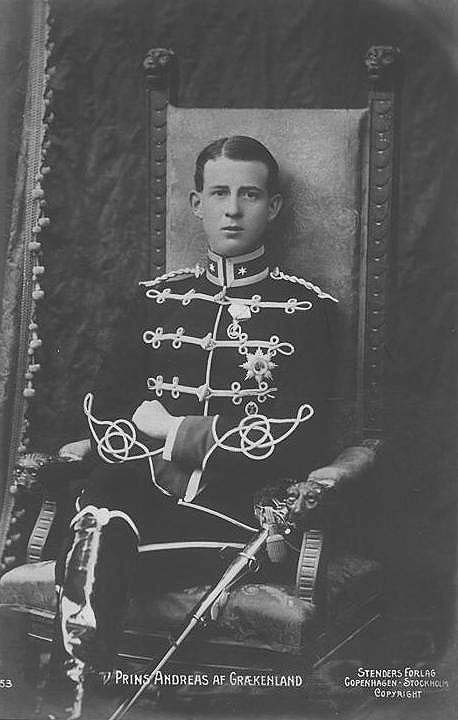
Andreas von Griechenland (1882–1944)

- Andreas von Guttenstein († 1224), Bischof von Prag
- Andreas von Jugoslawien (1929–1990), jugoslawischer Adliger und PrinzAndreas von Jugoslawien (1929–1990)

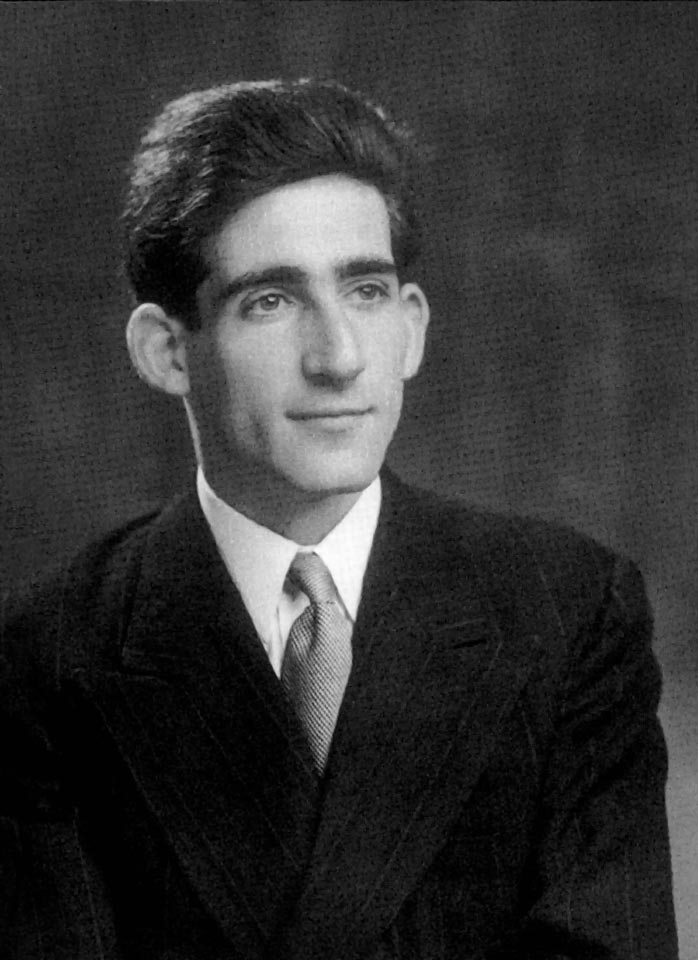
Andreas von Jugoslawien (1929–1990)

- Andreas von Karystos († 217 v. Chr.), griechischer Arzt
- Andreas von Kiew († 1434), römisch-katholischer Bischof von Kiew
- Andreas von Könneritz († 1496), deutscher Domherr
- Andreas von Kreta, byzantinischer Mönch und Heiliger
- Andreas von Kreta, byzantinischer Hymnendichter, Theologe und Erzbischof von Gortyn
- Andreas von Kuik († 1139), Bischof von Utrecht
- Andreas von Oberstein († 1450), adeliger Domherr, Stiftsdekan und Archidiakon in den Bistümern Speyer und Worms
- Andreas von Phú Yên († 1644), vietnamesischer Märtyrer, Seliger der römisch-katholischen Kirche
- Andreas von Samosata, Bischof von Samosata
- Andreas von St. Viktor († 1175), Regularkanoniker an der Abtei St. Victor (Paris)
- Andreas von Steinberg, Landmeister von Livland des Deutschen Ordens
- Andreas von Ungarn (1327–1345), ungarischer Prinz aus dem Haus Anjou
- Andreas von Wislica († 1356), Bischof
- Andréas, Bert (1914–1984), deutscher Historiker, Bibliograf und Marx-Engels-Forscher
- Andreas, Dietrich (* 1943), deutscher Diplomat
- Andreas, Fred (1898–1975), deutscher Unterhaltungsschriftsteller, Drehbuchautor und Übersetzer
- Andreas, Friedrich Carl (1846–1930), deutscher IranistFriedrich Carl Andreas (1846–1930)

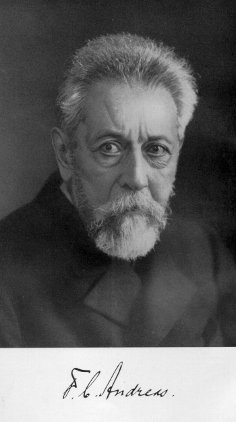
Friedrich Carl Andreas (1846–1930)

- Andreas, Friedrich Gustav (1914–1982), deutscher Chemiker
- Andreas, Hans (1912–1982), deutscher Mediziner
- Andreas, Jörg (* 1966), deutscher Filmemacher
- Andreas, Knut (* 1979), deutscher Dirigent und Musikwissenschaftler
- Andreas, Lisa (* 1987), englisch-zypriotische Sängerin
- Andreaš, Michael (1762–1821), slowenischer Dichter
- Andreas, Neshani (1964–2011), namibische Schriftstellerin und Lehrerin
- Andreas, Reinhard (1598–1686), Bürgermeister von Kassel
- Andreas, Steve (1935–2018), US-amerikanischer Psychologe und Gestalttherapeut
- Andreas, Valerius (1588–1655), Literaturhistoriker, Rechtswissenschaftler und Hochschullehrer
- Andreas, Vincent (* 1972), deutscher Autor und Komponist
- Andreas, Wilhelm (1882–1951), deutscher Bildhauer
- Andreas, Willy (1884–1967), deutscher Historiker und Hochschullehrer
- Andreas-Friedrich, Ruth (1901–1977), deutsche Widerstandskämpferin gegen den Nationalsozialismus und Schriftstellerin
- Andreas-Grisebach, Manon (* 1931), deutsche Literaturwissenschaftlerin und Übersetzerin
- Andreas-Salomé, Lou (1861–1937), deutsche Schriftstellerin, Erzählerin und EssayistinLou Andreas-Salomé (1861–1937)

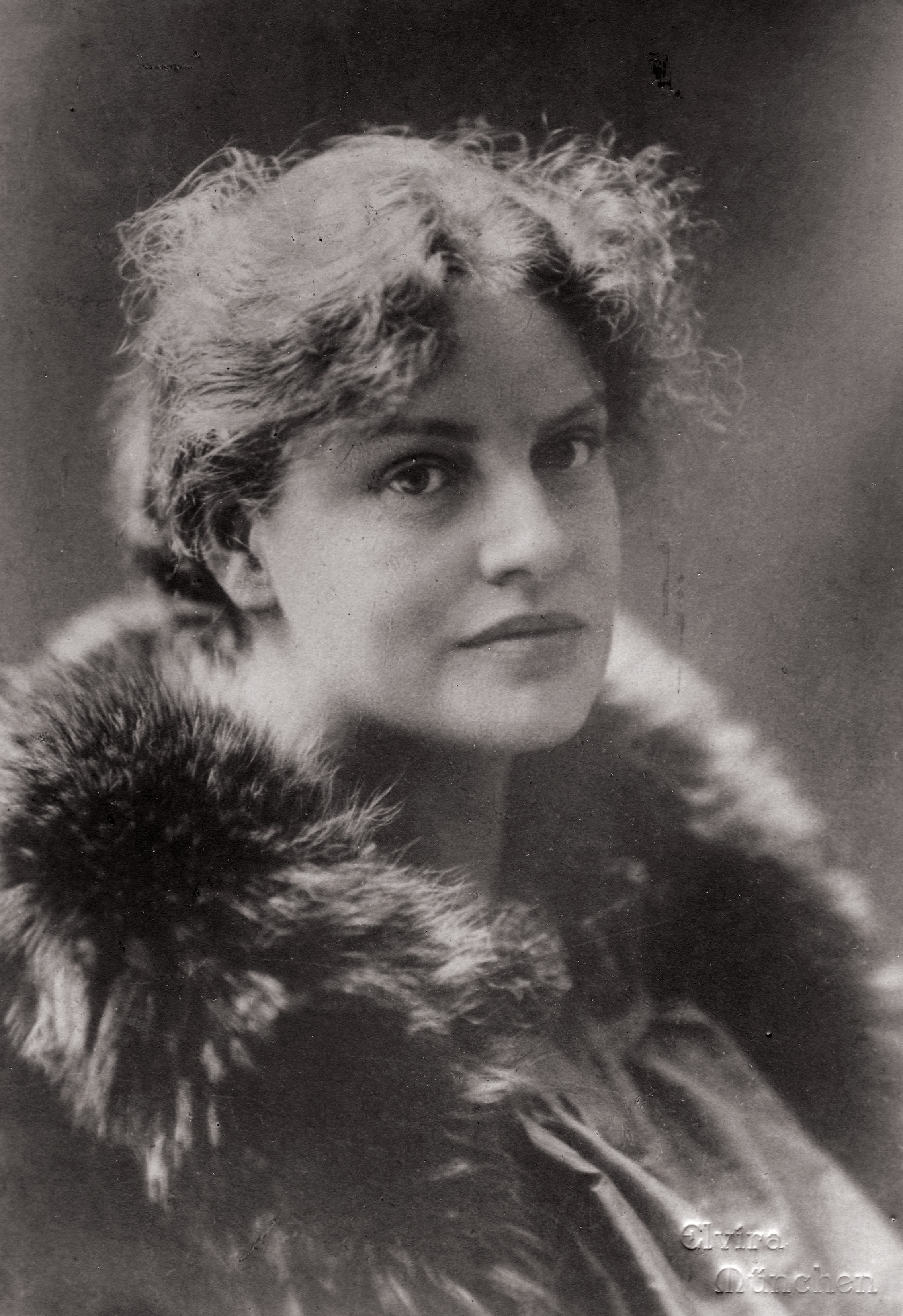
Lou Andreas-Salomé (1861–1937)

- Andreasen, Ann (* 1960), färöische Sozialpädagogin und Filmproduzentin
- Andreasen, Astrid (* 1948), färöische Künstlerin, Briefmarkengestalterin und wissenschaftliche Illustratorin
- Andreasen, Axel (1878–1953), dänischer Werbezeichner, Lithograph und Songwriter
- Andreasen, Carl (* 1874), dänischer Radrennfahrer
- Andreasen, Claus (* 1947), dänischer Archäologe, Museumsdirektor und Hochschulrektor
- Andreasen, Hans Henrik (* 1979), dänischer Fußballspieler
- Andreasen, Heidi (* 1985), färöische Schwimmerin bei den Paralympics
- Andreasen, Lawrence (1945–1990), US-amerikanischer Wasserspringer
- Andreasen, Leon (* 1983), dänischer Fußballspieler
- Andreasen, Marta (* 1954), spanisch-britische Buchhalterin und Politikerin (UKIP), MdEP
- Andreasen, Mie (* 1972), dänische Filmproduzentin
- Andreasen, Nancy (* 1938), US-amerikanische Anglistin und Psychiaterin
- Andreasen, Ole (* 1939), dänischer Journalist und EU-Parlamentarier
- Andreasen, Rannvá Biskopstø (* 1980), färöische Fußballspielerin
- Andreasen, Valdemar (* 2005), dänischer Fußballspieler
- Andreasen, Vivi (* 1976), färöische Fußballspielerin
- Andreasi, Felice (1928–2005), italienischer Schauspieler
- Andreasjan, Arkadi (1947–2020), sowjetischer bzw. armenischer Fußballspieler und -trainer
- Andréason, Lotti (1903–1992), deutsch-schwedische Violinistin
- Andreassa, Irineu (* 1949), brasilianischer Ordensgeistlicher und römisch-katholischer Bischof von Ituiutaba
- Andreassen, Anders (* 1944), grönländischer Politiker (Siumut) und Polizist
- Andreassen, Birger (1891–1961), norwegischer Radrennfahrer
- Andreassen, Elisabeth (* 1958), schwedisch-norwegische Sängerin
- Andreassen, Geir Hartly (* 1971), norwegischer Kameramann
- Andreassen, Gunn Margit (* 1973), norwegische Biathletin
- Andreassen, Harriet (1925–1997), norwegische Politikerin
- Andreassen, Janne (* 1959), norwegische Fußballspielerin
- Andreassen, Jørgen (1919–1999), dänischer Generalmajor
- Andreassen, Kârale (1890–1934), grönländischer Maler, Zeichner und Katechet
- Andreassen, Reidar (* 1932), norwegischer Skilangläufer und Leichtathlet
- Andreassen, Rolf (* 1949), norwegischer Ruderer
- Andreassen, Simon (* 1997), dänischer Mountainbiker
- Andreassen, Tormod (* 1951), norwegischer Curler
- Andreassi, Raffaele (1924–2008), italienischer Dichter, Journalist und Dokumentarfilmer
- Andreassian, Nvart (* 1952), französische Dirigentin
- Andréassian, Vazken (1903–1995), französischer Ingenieur und Pfadfinder armenischer Abstammung
- Andreasson, Frida (* 1980), schwedische Badmintonspielerin
- Andreasson, Katarina, schwedische Geigerin und Dirigentin
- Andreasson, Martin (* 1970), schwedischer Autor und Politiker der Liberalerna
- Andreasson, Patrik (* 1966), schwedischer Badmintonspieler
- Andreasson, Per (* 1981), schwedischer Rock-Musiker, Schlagzeuger und Songwriter
- Andreasson, Rikard (* 1979), schwedischer Skilangläufer
- Andréasson, Rune (1925–1999), schwedischer Comic-Zeichner und Trickfilmer
- Andreatta, Beniamino (1928–2007), italienischer Politiker und Ökonom
- Andreatta, Fabrizio (* 1972), italienischer Mathematiker
- Andreatta, Melissa (* 1979), australische Fußballtrainerin
- Andreatti, Claudia (* 1987), italienische Moderatorin der Rai 1 und Miss Italien 2006
- Andreau, Jean Édouard (1890–1953), französischer Aerodynamiker

#### Andrec
- Andrece, Alyce (1936–2005), amerikanische Sängerin und Schauspielerin
- Andrece, Rhae (1936–2009), amerikanische Sängerin und Schauspielerin

#### Andree
- Andrée, Adolf (1841–1917), deutscher Apotheker, Botaniker, Autor und Kommunalpolitiker
- Andree, Axel (* 1944), deutscher Theaterregisseur, Schriftsteller, Kunstmaler und Bühnenbildner
- Andrée, Carl August (1762–1809), deutscher Zahnchirurg
- Andree, Christian (* 1938), deutscher Wissenschafts- und Medizinhistoriker
- Andree, Christian (* 1990), deutscher Behindertensportler im Fechten
- Andree, Christoph (* 1965), deutscher Arzt für Plastische Chirurgie und Handchirurgie
- Andrée, Elfrida (1841–1929), schwedische Organistin und Komponistin
- Andrée, Ellen (1856–1933), französische Schauspielerin, Modell
- Andrée, Ernst (1883–1969), deutscher Politiker
- Andree, Hans (* 1937), deutscher Typograf
- Andree, Hans-Joachim (* 1950), deutscher Fußballspieler
- Andree, Ingrid (* 1931), deutsche Schauspielerin
- Andrée, Johann Christian († 1847), Klavierbauer und Hofinstrumentenmacher in Berlin
- Andree, Julius (1889–1942), deutscher Hochschullehrer und Prähistoriker
- Andree, Karl (1808–1875), deutscher Geograph, Publizist und Konsul
- Andrée, Karl Erich (1880–1959), deutscher Geologe und Paläontologe
- Andree, Karl Maximilian (1781–1827), deutscher Mediziner und Gynäkologe
- Andrée, Kathrin (* 1948), deutsche Schlagersängerin
- Andrée, Leif (* 1958), schwedischer Schauspieler
- Andree, Martin (* 1971), deutscher Wissenschaftler, Gründer und Manager im Bereich digitale Medien und MarketingMartin Andree (* 1971)

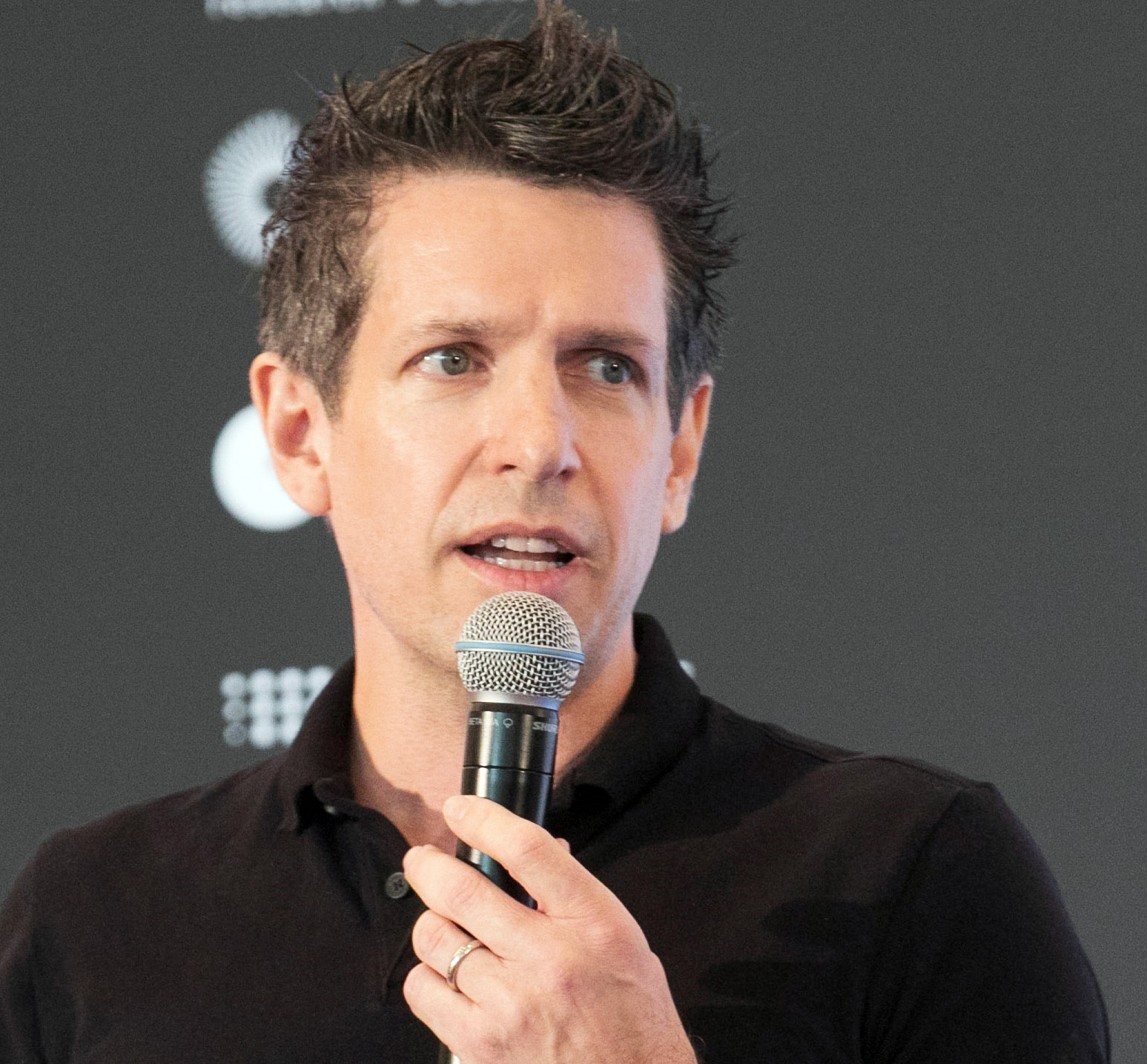
Martin Andree (* 1971)

- Andrée, Melanie (* 1869), Theaterschauspielerin und Opernsängerin (Sopran)
- Andree, Richard (1835–1912), deutscher Geograph und Ethnograph
- Andree, Rolf (1928–1993), deutscher Kunsthistoriker
- Andrée, Salomon August (1854–1897), schwedischer Ingenieur und PolarforscherSalomon August Andrée (1854–1897)

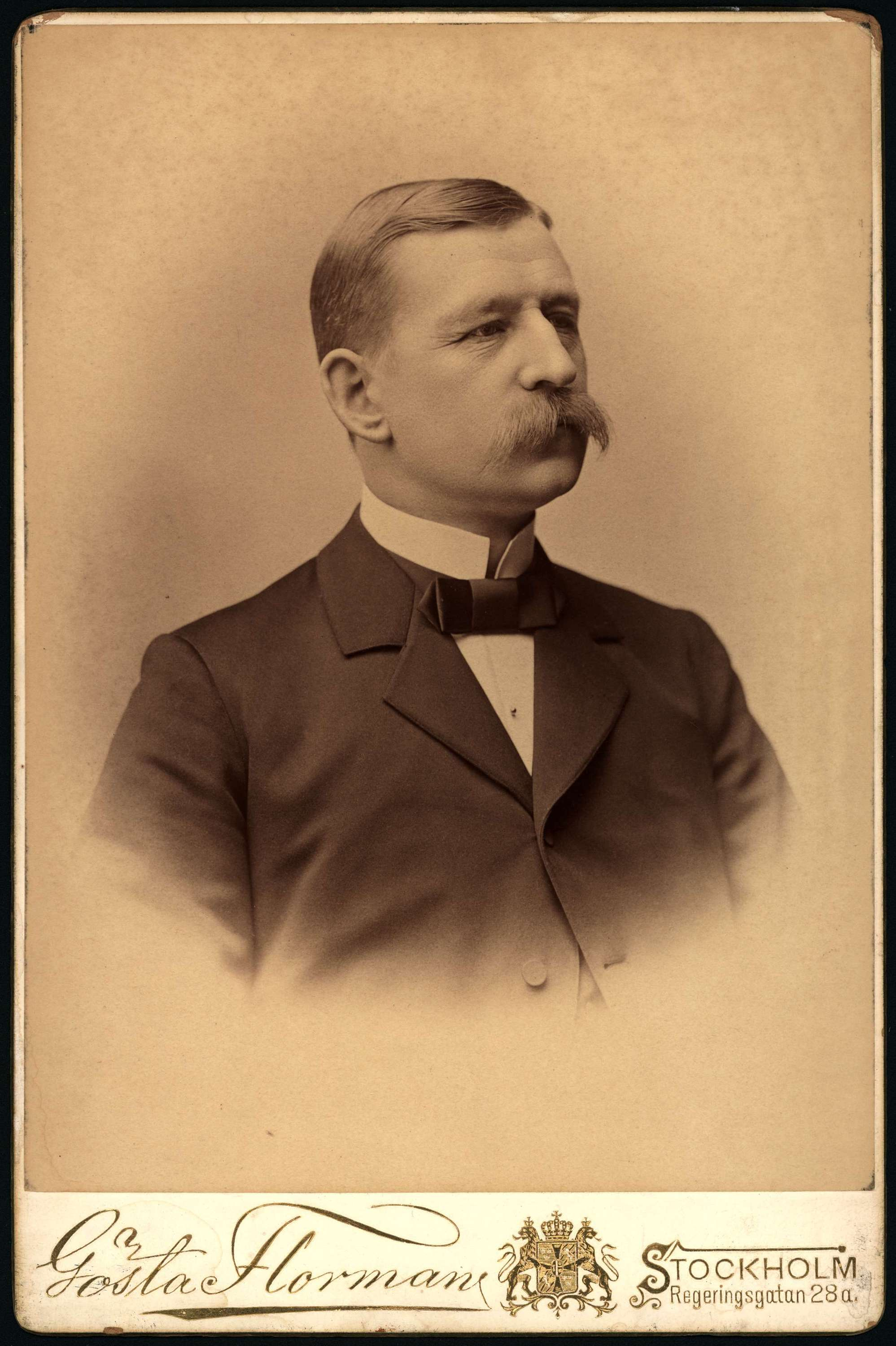
Salomon August Andrée (1854–1897)

- Andrée, W. Ludwig (1877–1920), deutscher Baustatiker und Konstrukteur
- Andree-Eysn, Marie (1847–1929), österreichisch-deutsche Volkskundlerin
- Andrée-Hanslik, Judith (1906–1951), österreichische Klassische Philologin und Gymnasiallehrerin
- Andreen, Andrea (1888–1972), schwedische Ärztin, Pazifistin und Frauenrechtlerin
- Andrees, Angelika (* 1951), deutsche Filmemacherin
- Andrées, Gerhard (* 1936), deutscher Maler und Objektkünstler
- Andrees, Jörg (* 1951), deutscher Schauspiellehrer
- Andrees, Jürgen (* 1935), deutscher Wirtschaftsingenieur und Politiker (CDU)
- Andreescu, Bianca (* 2000), kanadische Tennisspielerin
- Andreescu, Ion (1850–1882), rumänischer Maler des Impressionismus
- Andreesen, Alfred (1886–1944), deutscher Pädagoge
- Andreesen, Jan (* 1980), deutscher Schauspieler und Synchronsprecher
- Andreeski, Sote (* 1993), nordmazedonischer Skilangläufer und Biathlet
- Andreessen, Marc (* 1971), US-amerikanischer Informatiker, Gründer des Unternehmens Netscape Communications Corporation und Entwickler des Browsers MosaicMarc Andreessen (* 1971)

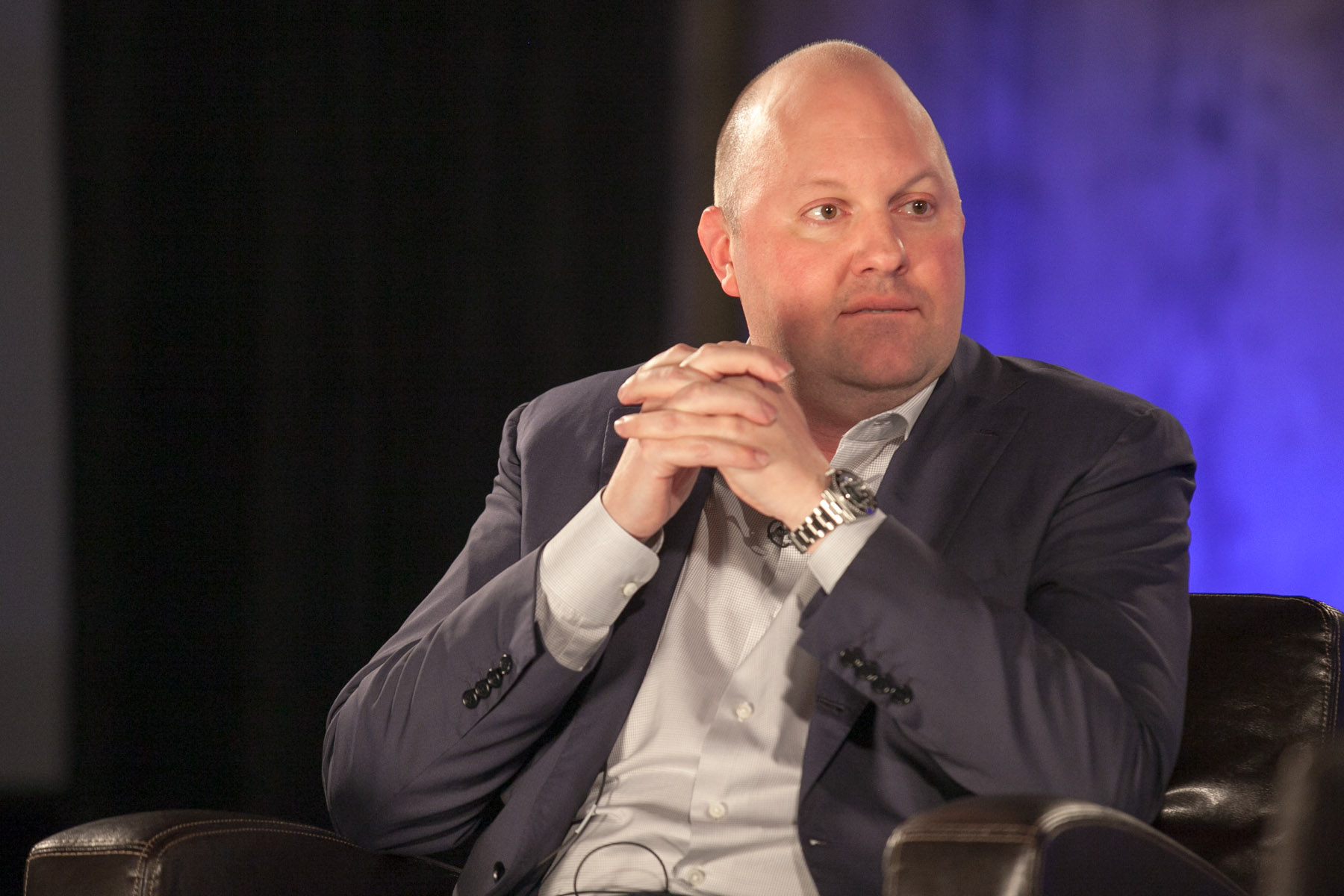
Marc Andreessen (* 1971)

- Andreessen, Willy (* 1895), deutscher Funktionär
- Andreev, Andrey (* 1974), russisch-britischer Unternehmer
- Andreev, Damyan (* 2000), österreichisch-bulgarischer Schauspieler
- Andreeva, Mina (* 1983), bulgarisch-deutsche Pressesprecherin
- Andreew, Adrian (* 2001), bulgarischer Tennisspieler
- Andreew, Anton (* 1993), deutscher Schauspieler
- Andreew, Emil (* 1956), bulgarischer Schriftsteller
- Andreew, Iwan (* 2001), bulgarischer Mittel- und Langstreckenläufer
- Andreew, Walentin (* 2002), bulgarischer Hammerwerfer
- Andreew, Wesselin (1918–1991), bulgarischer Schriftsteller

#### Andref
- Andreff, Jakob (1919–1976), Schweizer Zirkusclown

#### Andreg
- Andregoto Galíndez, Gräfin von Aragón

#### Andrei
- Andrei II. († 1264), Großfürst von Wladimir (1248–1252)
- Andrei, Alessandro (* 1959), italienischer Kugelstoßer
- Andrei, Alina (* 1978), Stuntfrau, Schauspielerin, Drehbuchautorin und Filmproduzentin
- Andrei, Damir (* 1955), kroatisch-kanadischer Schauspieler
- Andrei, Ioana (* 2003), rumänische Sprinterin
- Andrei, Ionuț (* 1985), rumänischer Bobsportler
- Andrei, Marcello (* 1922), italienischer Filmregisseur und Drehbuchautor
- Andrei, Michael (* 1985), deutscher Volleyballspieler
- Andrei, Natan, US-amerikanischer Physiker
- Andrei, Petre (1891–1940), rumänischer Soziologe und Politiker
- Andrei, Ștefan (1931–2014), rumänischer Politiker (PCR)
- Andrei, Theodor (* 2004), rumänischer Sänger
- Andrei, Vasile (* 1955), rumänischer Ringer
- Andrei, Violeta (* 1941), rumänische Schauspielerin
- Andreiana, Răzvan (* 1990), rumänischer Boxer
- Andreica, Romică (* 1970), rumänischer Politiker
- Andreicheva, Elena, ukrainische Filmregisseurin und Dokumentarfilmerin
- Andreides, Amandus (1700–1795), Perspektivzeichner, Historien- und Theatermaler
- Andreiev, Anatolii (1990–2024), ukrainisch-deutscher Werkstoffwissenschaftler
- Andreikin, Dmitri Wladimirowitsch (* 1990), russischer Schachgroßmeister
- Andreini, Gabriella (* 1938), italienische Schauspielerin
- Andreini, Guglielmo (* 1954), italienischer Endurosportler
- Andreini, Isabella (1562–1604), italienische Schauspielerin und Dichterin
- Andreis, Sandra (* 1975), schwedische Schauspielerin
- Andreitschenko, Natalja Eduardowna (* 1956), russische SchauspielerinNatalja Eduardowna Andreitschenko (* 1956)

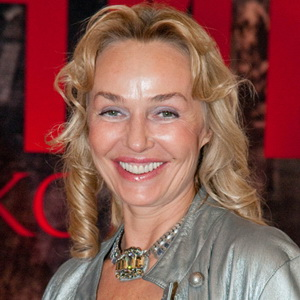
Natalja Eduardowna Andreitschenko (* 1956)

#### Andrej
- Andrejanoff, Victor von (1857–1895), deutschbaltischer Schriftsteller
- Andrejanowa, Jelena Iwanowna (1819–1857), russische Balletttänzerin
- Andrejczyk, Maria (* 1996), polnische Leichtathletin
- Andrejev, Roman (* 1990), estnischer Eishockeyspieler
- Andrejević Kun, Đorđe (1904–1964), jugoslawischer Maler und Grafiker
- Andrejević, Anđelko (* 1992), serbischer Pokerspieler
- Andrejević, Dragan (* 1974), serbischer Basketballtrainer
- Andrejevs, Georgs (1932–2022), lettischer Politiker, Mitglied der Saeima, MdEP
- Andrejew, Alexander (* 1983), russischer Pianist
- Andrejew, Alexander Fjodorowitsch (1939–2023), sowjetischer und russischer Physiker
- Andrejew, Andrei Anatoljewitsch (* 1976), russischer Politiker
- Andrejew, Andrei Andrejewitsch (1895–1971), sowjetischer Politiker, Volkskommissar und Minister, Politbüromitglied der KPdSU
- Andrejew, Andrej (1887–1967), russischstämmiger Filmarchitekt, Zeichner und Bühnenbildner
- Andrejew, Boris Dmitrijewitsch (1940–2021), sowjetischer Kosmonautenanwärter
- Andrejew, Boris Fjodorowitsch (1915–1982), sowjetischer Schauspieler
- Andrejew, Boris Wassiljewitsch (1906–1987), sowjetischer Sportschütze
- Andrejew, Daniil Leonidowitsch (1906–1959), russischer Schriftsteller und Dichter
- Andrejew, German Anatoljewitsch (* 1966), russischer Fußballspieler und -trainer
- Andrejew, Grigori Alexandrowitsch (* 1976), russischer Marathonläufer
- Andrejew, Igor Walerjewitsch (* 1983), russischer Tennisspieler
- Andrejew, Jewgeni Nikolajewitsch (1926–2000), russischer Testpilot und Fallschirmspringer
- Andrejew, Konstantin Alexejewitsch (1848–1921), russischer Mathematiker und Hochschullehrer
- Andrejew, Leonid Nikolajewitsch (1871–1919), russischer SchriftstellerLeonid Nikolajewitsch Andrejew (1871–1919)

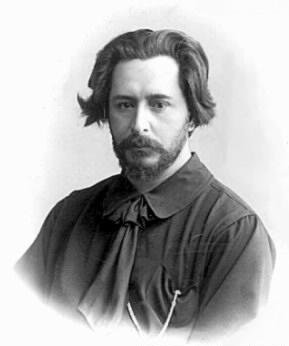
Leonid Nikolajewitsch Andrejew (1871–1919)

- Andrejew, Nikita Sergejewitsch (* 1988), estnischer Fußballspieler
- Andrejew, Nikolai (1890–1919), russischer Attentäter
- Andrejew, Nikolai Andrejewitsch (1873–1932), russischer Bildhauer, Grafiker und Bühnenbildner
- Andrejew, Nikolai Nikolajewitsch (1880–1970), ukrainisch-russischer Physiker und Hochschullehrer
- Andrejew, Nikolai Nikolajewitsch (1929–2006), sowjetischer und russischer Wissenschaftler auf dem Gebiet der Kryptographie
- Andrejew, Nikolai Nikolajewitsch (* 1975), russischer Mathematiker
- Andrejew, Oleg Andrejewitsch (* 1937), russischer Autor und Pädagoge
- Andrejew, Pawel Wiktorowitsch (* 1983), russischer Triathlet
- Andrejew, Sergei Wassiljewitsch (* 1956), sowjetischer Fußballspieler
- Andrejew, Waleri Nikolajewitsch (* 1957), mutmaßlicher russischer Serienmörder und Flüchtling
- Andrejew, Wassili Wassiljewitsch (1861–1918), russischer Balalaikavirtuose, Orchesterleiter und Komponist
- Andrejew, Wjatscheslaw Michailowitsch (* 1941), russischer Physiker und Hochschullehrer
- Andrejew, Wladimir Alexejewitsch (1930–2020), sowjetischer bzw. russischer Schauspieler, Regisseur, künstlerischer Leiter und Schauspiellehrer
- Andrejew, Wladimir Michailowitsch (* 1958), russisch-sowjetischer Skirennläufer
- Andrejew, Wladimir Wassiljewitsch (* 1966), russischer Geher
- Andrejewa, Anna Semjonowna (1915–1997), sowjetische Kugelstoßerin
- Andrejewa, Erika Alexandrowna (* 2004), russische Tennisspielerin
- Andrejewa, Galina Petrowna (1933–2016), sowjetische bzw. russische Dichterin und Übersetzerin
- Andrejewa, Jelena Leonidowna (* 1969), russische Leichtathletin
- Andrejewa, Marija Andrejewna (1924–2005), sowjetische bzw. russische Hydrologin und Hochschullehrerin
- Andrejewa, Marija Fjodorowna (1868–1953), russische Theaterschauspielerin
- Andrejewa, Mirra Alexandrowna (* 2007), russische TennisspielerinMirra Alexandrowna Andrejewa (* 2007)

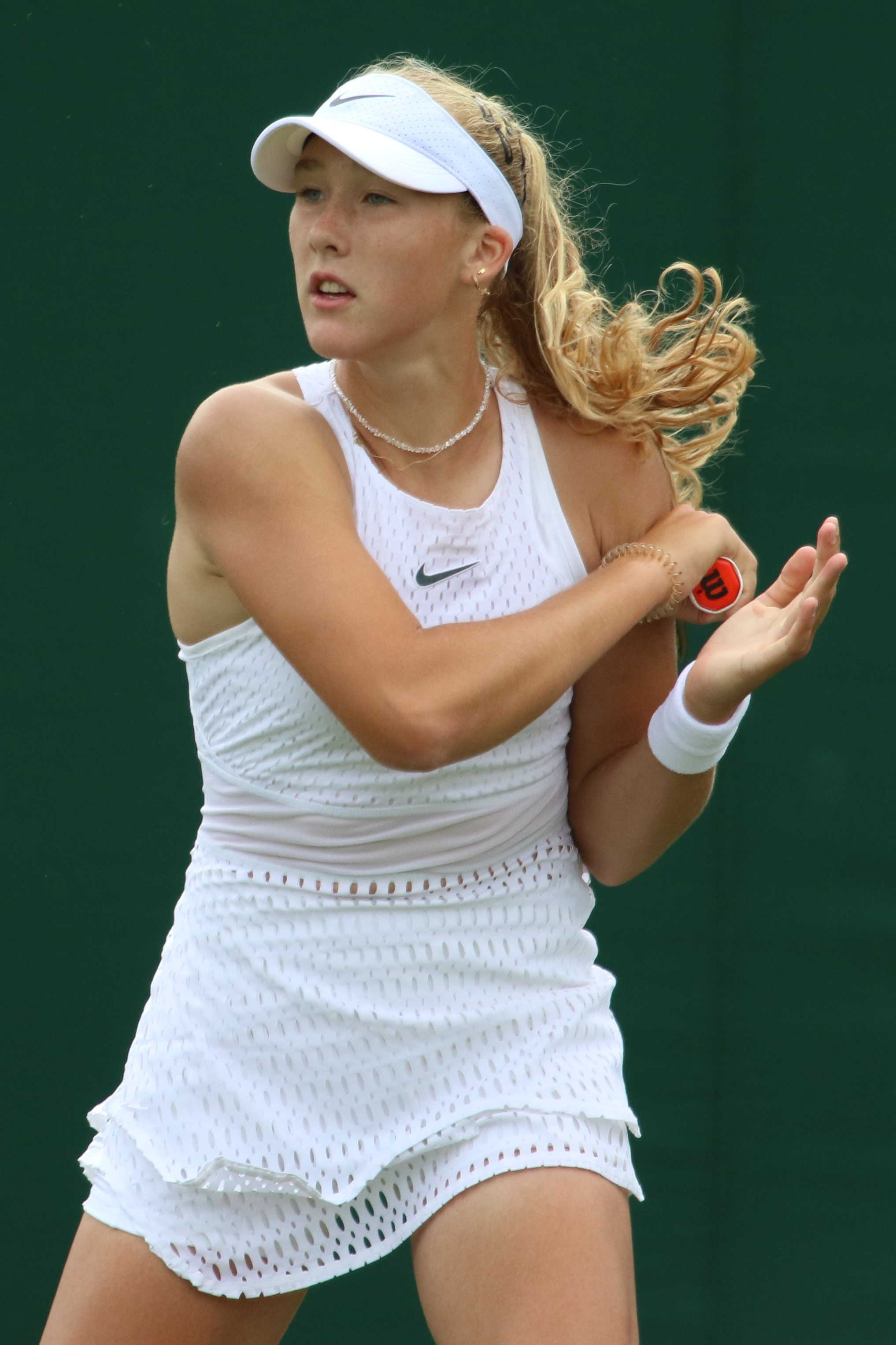
Mirra Alexandrowna Andrejewa (* 2007)

- Andrejewa, Nina Alexandrowna (1938–2020), sowjetisch-russische Chemikerin, Hochschullehrerin und Politikerin
- Andrejewa, Olga (* 1993), kasachische Sprinterin
- Andrejewa, Paulina Olegowna (* 1988), russische Schauspielerin
- Andrejewitsch, Jakow Maximowitsch (1801–1840), russischer Offizier und Dekabrist
- Andrejewskaja, Wladislawa (* 2005), kirgisische Tennisspielerin
- Andrejewski, Michael (* 1959), deutscher rechtsextremer Politiker (DVU, NPD) und Rechtsanwalt
- Andrejka, Boris, slowenischer Bogenbiathlet
- Andrejkiw, Witalij (* 1996), ukrainischer Eishockeyspieler
- Andrejtschin, Ljubomir (1910–1975), bulgarischer Philologe
- Andrejuk, Wjatscheslaw Nikolajewitsch (1945–2010), russischer Fußballspieler

#### Andrek
- Andrek, Willy (1888–1942), deutscher Kommunist und Antifaschist

#### Andren
- Andrén, Claes (* 1949), schwedischer Zoologe
- Andrén, Nils (1918–2004), schwedischer Politikwissenschaftler und Hochschullehrer
- Andrenacci, Danilo (* 1978), italienischer Radrennfahrer

#### Andreo
- Andreo, Ángel Luis (* 1972), spanischer Wasserballspieler
- Andreoff, Andy (* 1991), kanadischer EishockeyspielerAndy Andreoff (* 1991)

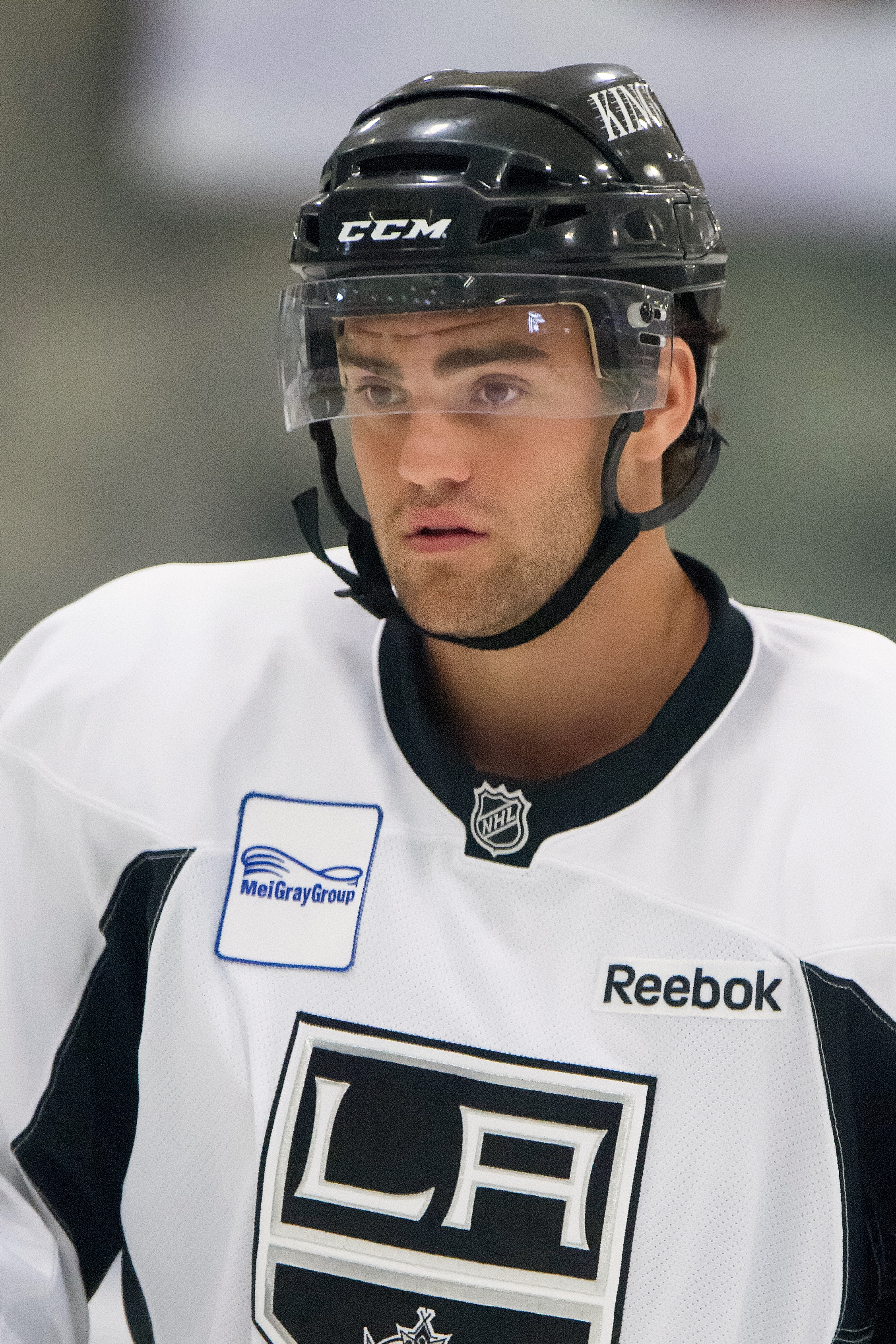
Andy Andreoff (* 1991)

- Andreoglou, Angelos-Tzanis (* 1999), griechischer Leichtathlet
- Andreola, Michela (* 1986), italienische Biathletin
- Andreoli, Arnaldo (1893–1952), italienischer Turner
- Andreoli, Enrico (1921–2000), san-marinesischer Politiker
- Andreoli, Franco (1915–2009), Schweizer Fußballspieler und -trainer
- Andreoli, Gianni (1919–1971), Schweizer Ingenieur und Erfinder
- Andreoli, Giorgio († 1553), italienischer Bildhauer, Töpfer und Majolikamaler
- Andreoli, Maria Elisa (1861–1935), italienische römisch-katholische Ordensfrau und Ordensgründerin
- Andreoli, Paride (* 1956), san-marinesischer Politiker
- Andreoli, Severino (* 1941), italienischer Radsportler
- Andreolli, Marco (* 1986), italienischer Fußballspieler
- Andreolli, Paolo (* 1972), italienischer römisch-katholischer Ordensgeistlicher und Weihbischof in Belém do Pará in Brasilien
- Andreolo, Miguel (1912–1981), uruguayisch-italienischer Fußballspieler
- Andreone, Franco (* 1961), italienischer Herpetologe und Zoologe
- Andreoni, Giovanni Battista (1720–1797), italienischer Opernsänger (Alt-Kastrat)
- Andreoni, James (* 1959), US-amerikanischer Ökonom
- Andreoni, Luis (1853–1936), italienischer Ingenieur und Architekt
- Andreossi, Gian (1902–1964), Schweizer Eishockeyspieler
- Andréossi, Maurice (1866–1931), Schweizer Fotograf und Kinobetreiber
- Andreossi, Mezzi (1897–1958), Schweizer Eishockeyspieler
- Andréossy, Antoine-François (1761–1828), französischer General und Staatsmann
- Andréossy, François (1633–1688), französischer Ingenieur, Topograf, Kartograf
- Andreotta, Glenn (1947–1968), US-amerikanischer Militär-Hubschrauberpilot
- Andreotti, Aldo (1924–1980), italienischer Mathematiker
- Andreotti, Benito Stanislao (1924–2003), italienischer Priester, Abt von Subiaco
- Andreotti, Carlo (* 1943), italienischer Politiker und Journalist
- Andreotti, Federico (1847–1930), italienischer Maler und Illustrator
- Andreotti, Giulio (1919–2013), italienischer Politiker, Mitglied der camera, Mitglied des Senato della RepubblicaGiulio Andreotti (1919–2013)

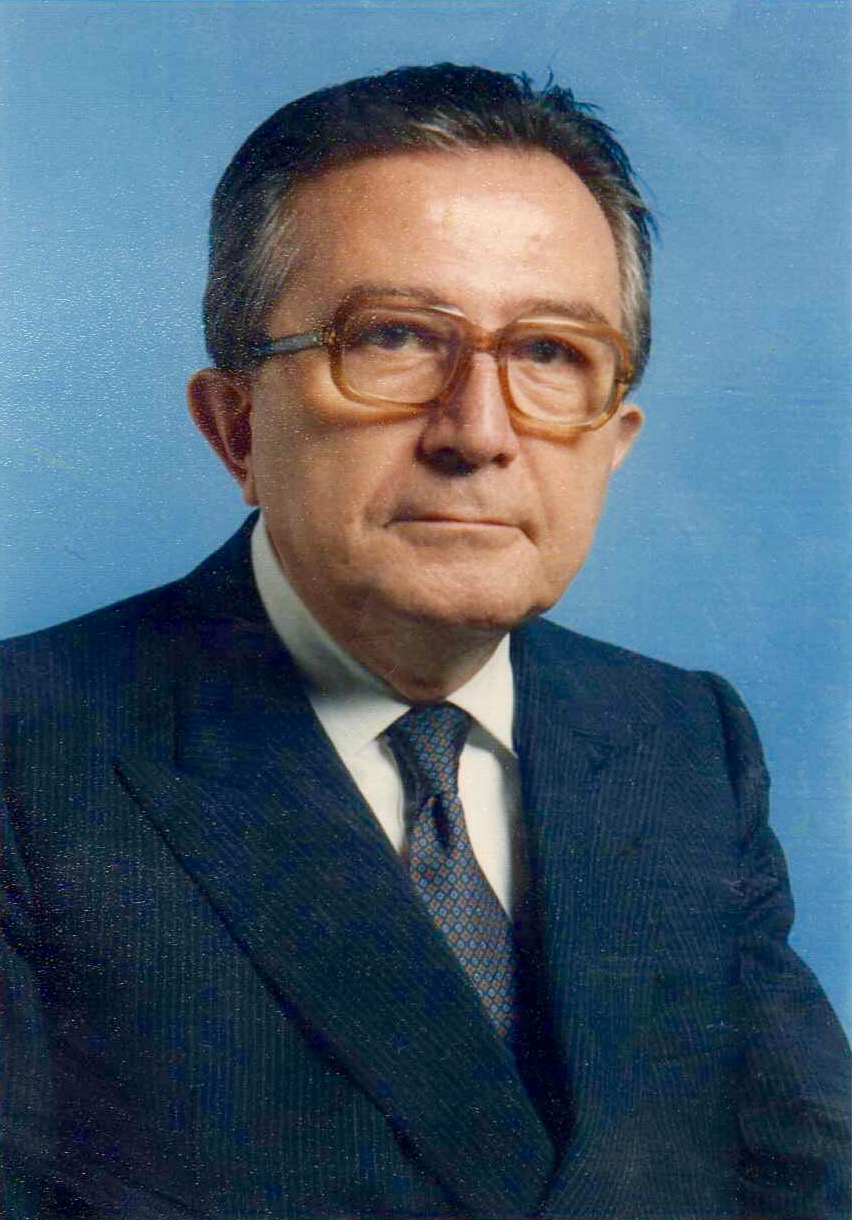
Giulio Andreotti (1919–2013)

- Andreotti, Libero (1875–1933), italienischer Bildhauer, Illustrator und Keramiker
- Andreotti, Maila (* 1995), italienische Bahnradsportlerin
- Andreotti, Mario (* 1947), Schweizer Literaturwissenschaftler
- Andreotti, Paolo Vieri (1921–1995), italienischer Ordensgeistlicher, Bischof von Faisalabad
- Andreou, Anastasios (1877–1947), griechischer Sportler
- Andreou, Constantin (1917–2007), griechisch-französischer Maler
- Andreou, Ioannis, griechischer Schwimmer, Olympiateilnehmer
- Andreou, Panagiotis (* 1978), griechischer Fusion- und Weltmusiker (E-Bass, Gesang)
- Andreou, Stelios (* 2002), zyprischer Fußballspieler
- Andreozzi, Andrea (* 1968), italienischer römisch-katholischer Geistlicher und Bischof von Fano-Fossombrone-Cagli-Pergola
- Andreozzi, Eduardo (1892–1979), brasilianischer Orchesterleiter und Jazzmusiker
- Andreozzi, Gaetano (1755–1826), italienischer Opernkomponist
- Andreozzi, Guido (* 1991), argentinischer Tennisspieler
- Andreozzi, Robert (1932–2020), französischer Opernsänger (Tenor)

#### Andres
- Andrés Barea, Josefa (* 1958), spanische Politikerin (PSOE), MdEP
- Andrés Cuellar, Jesús Marcelo (* 1990), argentinischer Boxer
- Andrés Estellés, Vicent (1924–1993), valencianischer Journalist, Schriftsteller und Dichter
- Andrés Ingi Jónsson (* 1979), isländischer Politiker (Links-Grüne Bewegung)
- Andrés Ingólfsson (1935–1979), isländischer Jazzmusiker
- Andrés Mina, Carlos (* 1992), ecuadorianischer Boxer
- Andrés Rodríguez, Rosa María (* 1977), spanische Tennisspielerin
- Andres Soori, Keyvan (* 2000), deutscher Automobilrennfahrer
- Andrés Zamora, Teresa (1907–1946), spanische Bibliothekarin
- Andres, Alissa (* 2002), deutsche Fußballspielerin
- Andrés, Antonio (* 1974), spanischer Sprinter
- Andres, Armin (* 1959), deutscher Basketballspieler und -trainerArmin Andres (* 1959)

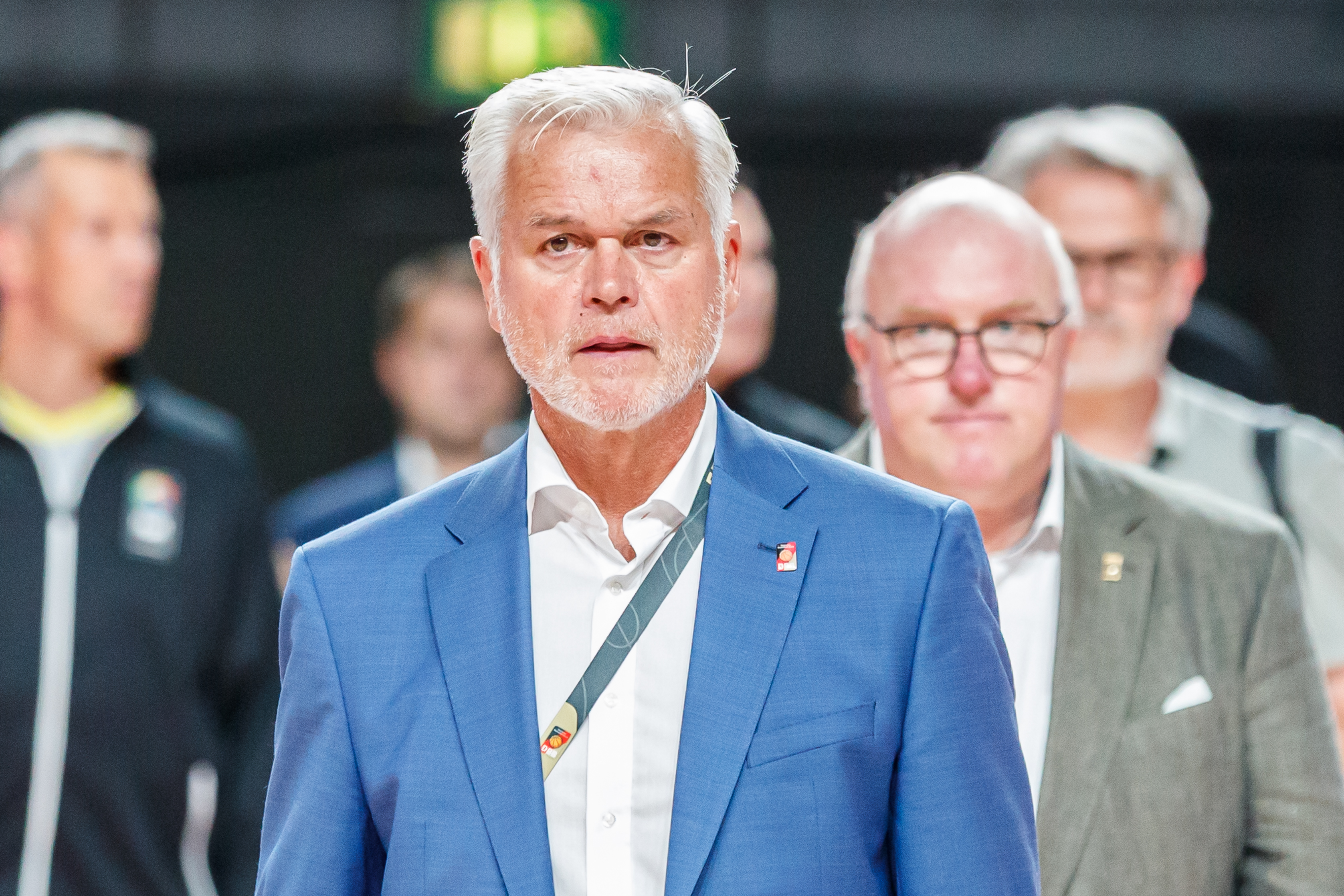
Armin Andres (* 1959)

- Andres, Beate (* 1965), deutsche Hörspielautorin und -regisseurin
- Andrès, Bernard (* 1941), französischer Komponist und Harfenist
- Andres, Bernhard (* 1951), deutscher Polizist und Politiker (REP), MdA
- Andres, Bonaventura (1743–1822), deutscher Ordensgeistlicher, Pädagoge, Hochschullehrer und Autor
- Andrès, Camille (1864–1904), französischer Organist und Komponist
- Andrés, Chema (* 2005), spanischer Fußballspieler
- Andres, Dagmar (* 1969), deutsche Politikerin (SPD), MdB, MdL
- Andres, Daniel (* 1937), Schweizer Komponist
- Andres, David (* 1984), deutscher Kontrabassist, E-Bassist und Musikpädagoge
- Andres, Dirk (* 1970), deutscher Rechtsanwalt und Insolvenzverwalter
- Andres, Dominic (* 1972), Schweizer Curler
- Andres, Dora (* 1957), Schweizer Politikerin
- Andres, Dörte (* 1952), deutsche Dolmetschwissenschaftlerin
- Andrés, Eduard (1900–1972), deutscher Filmsammler und Filmvermittler
- Andres, Emil (1911–1999), US-amerikanischer Autorennfahrer
- Andres, Erich (1905–1992), deutscher Fotoreporter
- Andres, Friedrich (1882–1947), deutscher Religionswissenschaftler
- Andres, Gerd (* 1951), deutscher Politiker (SPD), MdB und Parlamentarischer Staatssekretär
- Andres, Gerhard (* 1922), deutscher Geologe und Hydrologe
- Andres, Hans (1901–1953), deutscher Archivar
- Andres, Heinz-Eberhardt (1908–1977), deutscher Verwaltungsjurist, Politiker (FDP), MdL und Landrat
- Andrés, Ivana (* 1994), spanische Fußballspielerin
- Andres, Jan (* 1974), deutscher Schauspieler und Synchronsprecher
- Andres, Johann (1887–1970), österreichischer Fußballspieler
- Andres, Johann Baptist (1768–1823), deutscher Historiker, katholischer Theologe, Philosoph und Kirchenrechtler
- Andrés, Juan (1740–1817), spanischer Jesuit und Aufklärer, der überwiegend in Italien wirkte
- Andres, Karl (1876–1935), deutscher Gutsbesitzer, Weinbaulobbyist und Politiker
- Andres, Karl (1906–1996), deutscher Ministerialbeamter
- Andres, Klaus (* 1934), Schweizer Physiker (Festkörperphysik)
- Andres, Leopold (1866–1950), österreichischer General, Kartograph und Geodät
- Andres, Lilly (* 1983), deutsche Tischfußball-Spielerin
- Andres, Luka (* 1997), deutscher Synchronsprecher und Schauspieler
- Andres, Michelle (* 1997), Schweizer Radsportlerin
- Andres, Otto (1902–1975), deutscher Politiker (NSDAP)
- Andres, Otto (1907–1985), deutscher Winzer und Weinbau- und Landwirtschaftsfunktionär
- Andres, Pascal (* 1993), deutscher SchauspielerPascal Andres (* 1993)

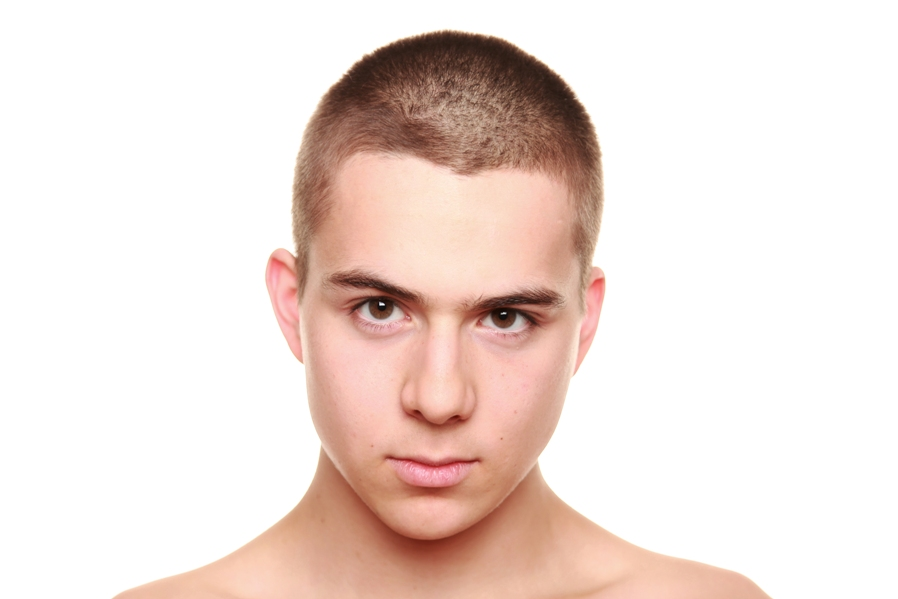
Pascal Andres (* 1993)

- Andres, Paul (1882–1974), Schweizer Arzt und Politiker (LdU)
- Andres, Peter (* 1956), österreichischer Ingenieur, Lichtdesigner und Hochschullehrer
- Andres, Stefan (1906–1970), deutscher Schriftsteller
- Andres, Thomas (* 1964), deutscher Basketballspieler
- Andres, Tomáš (* 1996), deutsch-tschechischer Eishockeyspieler
- Andres, Werner (1946–2012), deutscher Hochschullehrer für Maschinenbau an der Fachhochschule Hannover
- Andres, Wilhelm (1891–1967), Politiker (CDU), MdL
- Andres, Wolfgang (1939–2002), deutscher Geograph, Geologe, Geomorphologe und Hochschullehrer
- Andres, Zbigniew (* 1934), polnischer Literaturhistoriker und Literaturkritiker
- Andres-Suárez, Irene (* 1948), spanische Hispanistin
- Andresen, Allan Bo (* 1972), dänischer Straßenradrennfahrer
- Andresen, Andreas (1828–1871), deutscher Kunsthistoriker
- Andresen, Andreas Peter (1771–1832), deutscher Kaufmann und Bürgermeister von Flensburg
- Andresen, August H. (1890–1958), US-amerikanischer Politiker
- Andresen, Bent (* 2003), deutscher Fußballspieler
- Andrésen, Björn (* 1955), schwedischer Schauspieler
- Andresen, Bjørnar (1945–2004), norwegischer Jazz-Musiker (Bass, Gitarre, Banjo)
- Andresen, Brit (* 1945), norwegisch-australische Architektin und Hochschullehrerin
- Andresen, Carl (1909–1985), deutscher evangelischer Theologe und Kirchenhistoriker
- Andresen, Cecilio (* 2011), deutscher Schauspieler
- Andresen, Charles (1902–1973), deutscher Politiker (SPD), Mitglied der Stadtverordnetenversammlung von Groß-Berlin
- Andresen, Cyril (1929–1977), dänischer Segler
- Andresen, Dieter (* 1935), evangelischer Pastor und niederdeutscher Schriftsteller
- Andresen, Dirk (* 1956), deutscher Fußballspieler
- Andresen, Egon Christian (1928–2010), deutscher Elektrotechniker
- Andresen, Emmerich (1843–1902), deutscher Bildhauer und Porzellangestalter
- Andresen, Felicitas (* 1939), deutsche Autorin
- Andresen, Fjodor Fjodorowitsch (* 1806), russischer Maler
- Andresen, Frode (* 1973), norwegischer Biathlet
- Andresen, Geertje (* 1962), deutsche Tanzwissenschaftlerin, Autorin, Lektorin und Ausstellungskuratorin
- Andresen, Georg (1845–1929), deutscher Pädagoge und Altphilologe
- Andresen, Georg Julius (1815–1882), deutscher Autor, Mediziner, Hydrotherapeut und Gründer des Sophienbads in Reinbek
- Andresen, Hans (1863–1927), deutscher Theater- und Stummfilmschauspieler sowie Theaterregisseur
- Andresen, Hans (1927–2014), dänischer Radrennfahrer
- Andresen, Heinrich (1875–1958), deutscher Handelsvertreter und Schriftsteller
- Andresen, Helga (* 1948), deutsche Germanistin
- Andresen, Hugo (1844–1918), deutscher Romanist und Mediävist
- Andresen, Ingeborg (1878–1955), deutsche Schriftstellerin
- Andrésen, Ivar F. (1896–1940), norwegischer Opernsänger (Bass)
- Andresen, Jan Egil (* 1978), norwegischer Skilangläufer
- Andresen, Jan Malte (* 1972), deutscher Moderator und freier JournalistJan Malte Andresen (* 1972)

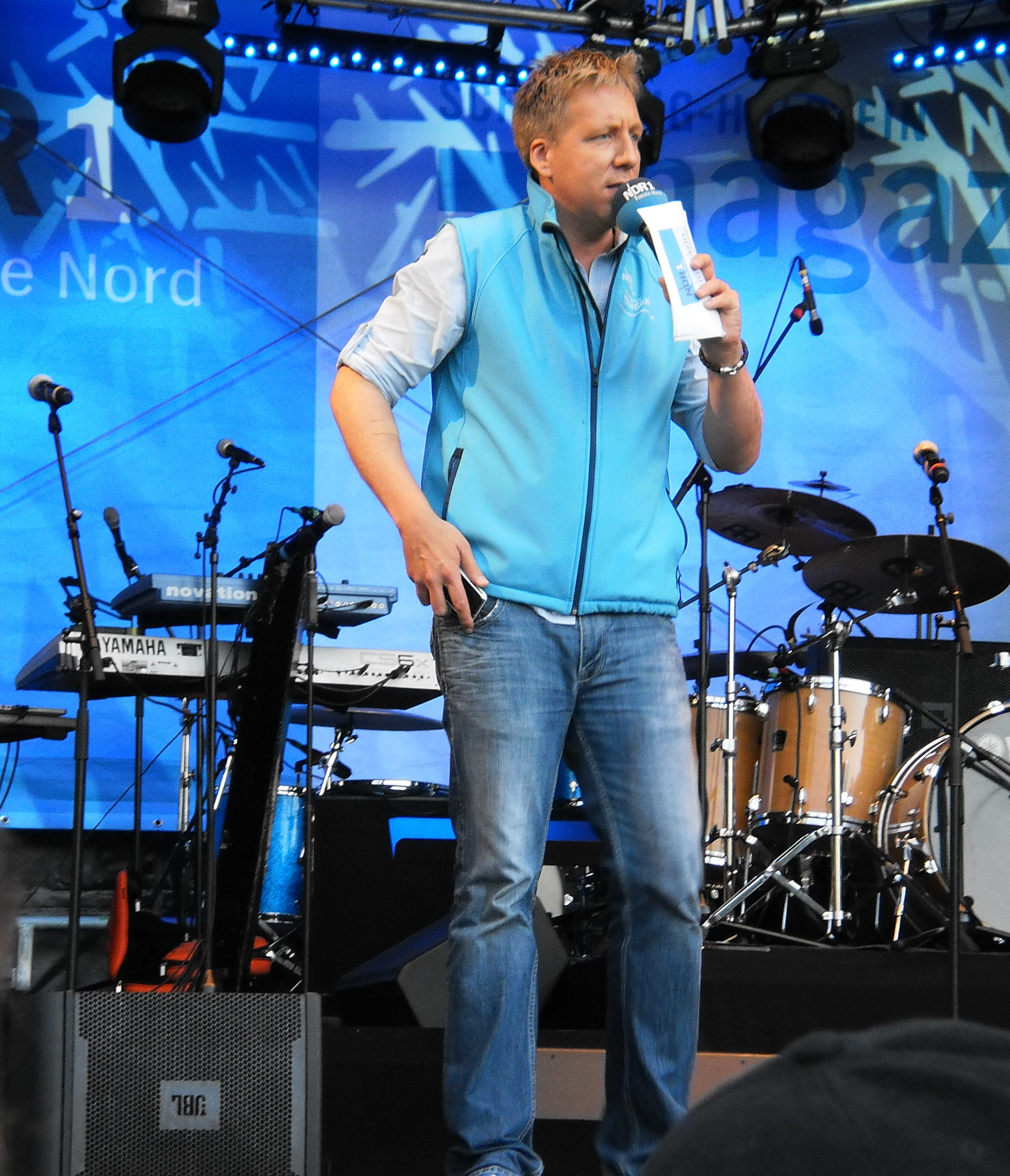
Jan Malte Andresen (* 1972)

- Andresen, Johanna (* 1999), deutsche Handballspielerin
- Andresen, Kaj (1907–1998), dänischer Politiker (Socialdemokraterne), Folketing-Mitglied und Wohnungsminister
- Andresen, Karl (1813–1891), deutscher Germanist
- Andresen, Knud (* 1965), deutscher Historiker
- Andresen, Mandy, australische Sängerin und Musikerin
- Andresen, Marie (* 1994), deutsche Handballspielerin
- Andresen, Martin (* 1977), norwegischer Fußballspieler und -trainer
- Andresen, Matthias (1904–1992), deutscher Politiker (CDU), MdL
- Andresen, Momme (1857–1951), deutscher Chemiker
- Andresen, Nigol (1899–1985), estnischer Literaturwissenschaftler, Übersetzer und Publizist
- Andresen, Ørnulf (* 1944), norwegischer Radrennfahrer
- Andresen, Ragnar Bragvin (* 1988), norwegischer Skilangläufer
- Andresen, Rasmus (* 1986), deutscher Politiker (Bündnis 90/Die Grünen), MdL Schleswig-Holstein, MdEPRasmus Andresen (* 1986)

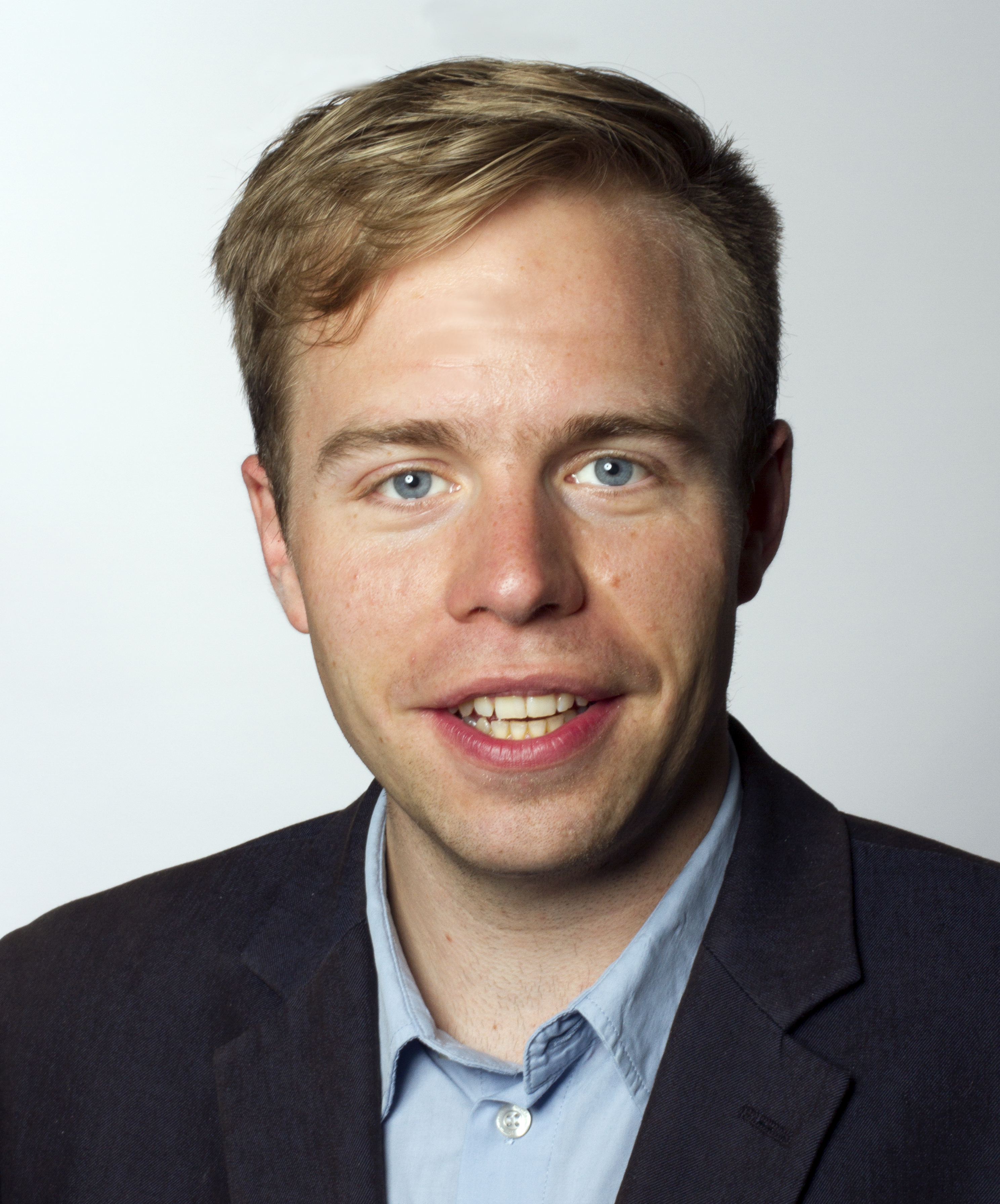
Rasmus Andresen (* 1986)

- Andresen, Rolf (1925–2008), deutscher Sportfunktionär
- Andresen, Romanus (1874–1926), deutscher Bildhauer
- Andresen, Sabine (* 1966), deutsche Pädagogin, Hochschullehrerin
- Andresen, Sönke (* 1977), deutscher Autor
- Andresen, Sophia de Mello Breyner (1919–2004), portugiesische Autorin
- Andresen, Stine (1849–1927), deutsche Dichterin
- Andresen, Theodor (1907–1945), deutscher Widerstandskämpfer in der Zeit des Nationalsozialismus
- Andresen, Thomas (1897–1972), deutscher Politiker (CDU), MdL
- Andresen, Thomas (1934–1989), deutscher Arzt und Kriminalschriftsteller
- Andresen, Thorleif (1945–2022), norwegischer Radrennfahrer
- Andresen, Tobias Lund (* 2002), dänischer Radrennfahrer
- Andresen, Ulrike (1949–2006), deutsche Malerin und Grafikerin
- Andresen, Werner (* 1932), dänischer Radrennfahrer
- Andresen, Wilhelm Ludwig (1885–1983), deutscher Journalist und Minderheitenpolitiker
- Andresíková, Jana (1941–2020), tschechische Schauspielerin und Schauspiellehrerin
- Andreski, Stanislav (1919–2007), polnischer Soziologe
- Andresky, Sophie (* 1973), deutsche Autorin
- Andreß, Erika (* 1953), deutsche Juristin
- Andreß, Franz (1870–1944), sudetendeutscher Lehrer und Heimatforscher
- Andreß, Hans-Jürgen (1952–2020), deutscher Soziologe und Hochschullehrer
- Andress, Herb (1935–2004), österreichischer Schauspieler
- Andress, Ingrid (* 1991), amerikanische Country-Sängerin und Songwriterin
- Andress, Reinhard (* 1957), deutsch-US-amerikanischer Autor und Sprachwissenschaftler
- Andress, Tuck (* 1952), US-amerikanischer Jazz-Gitarrist
- Andress, Ursula (* 1936), Schweizer SchauspielerinUrsula Andress (* 1936)

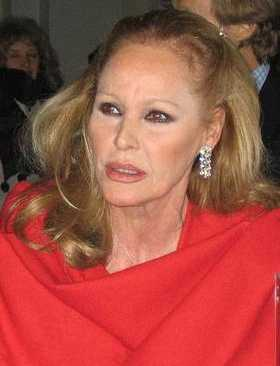
Ursula Andress (* 1936)

- Andresse, Johann Heinrich Michael (1756–1824), preußischer Jurist
- Andreßen, Rüdiger (* 1936), deutscher Diplomvolkswirt, Betriebswirt (FH) und Hochschullehrer
- Andreßen, Wolfgang (* 1950), deutscher Fußballspieler
- Andresson, Arvo (1954–1994), estnischer Kapitän (M/S Estonia)

#### Andret
- Andretta, Gabriele (* 1961), deutsche Politikerin (SPD), MdL
- Andretta, Giancarlo (* 1962), italienischer Dirigent und Komponist
- Andretta, Lindsay (* 1992), US-amerikanische Schauspielerin
- Andretta, Nini (1910–1987), österreichische Skirennläuferin
- Andretti, Adam (* 1979), US-amerikanischer Rennfahrer
- Andretti, Aldo (1940–2020), US-amerikanischer Automobilrennfahrer
- Andretti, Jeff (* 1964), US-amerikanischer Rennfahrer
- Andretti, John (1963–2020), US-amerikanischer Automobilrennfahrer
- Andretti, Julian (* 1970), US-amerikanischer Pornodarsteller chilenischer Herkunft
- Andretti, Marco (* 1987), US-amerikanischer Automobilrennfahrer
- Andretti, Mario (* 1940), US-amerikanischer AutorennfahrerMario Andretti (* 1940)

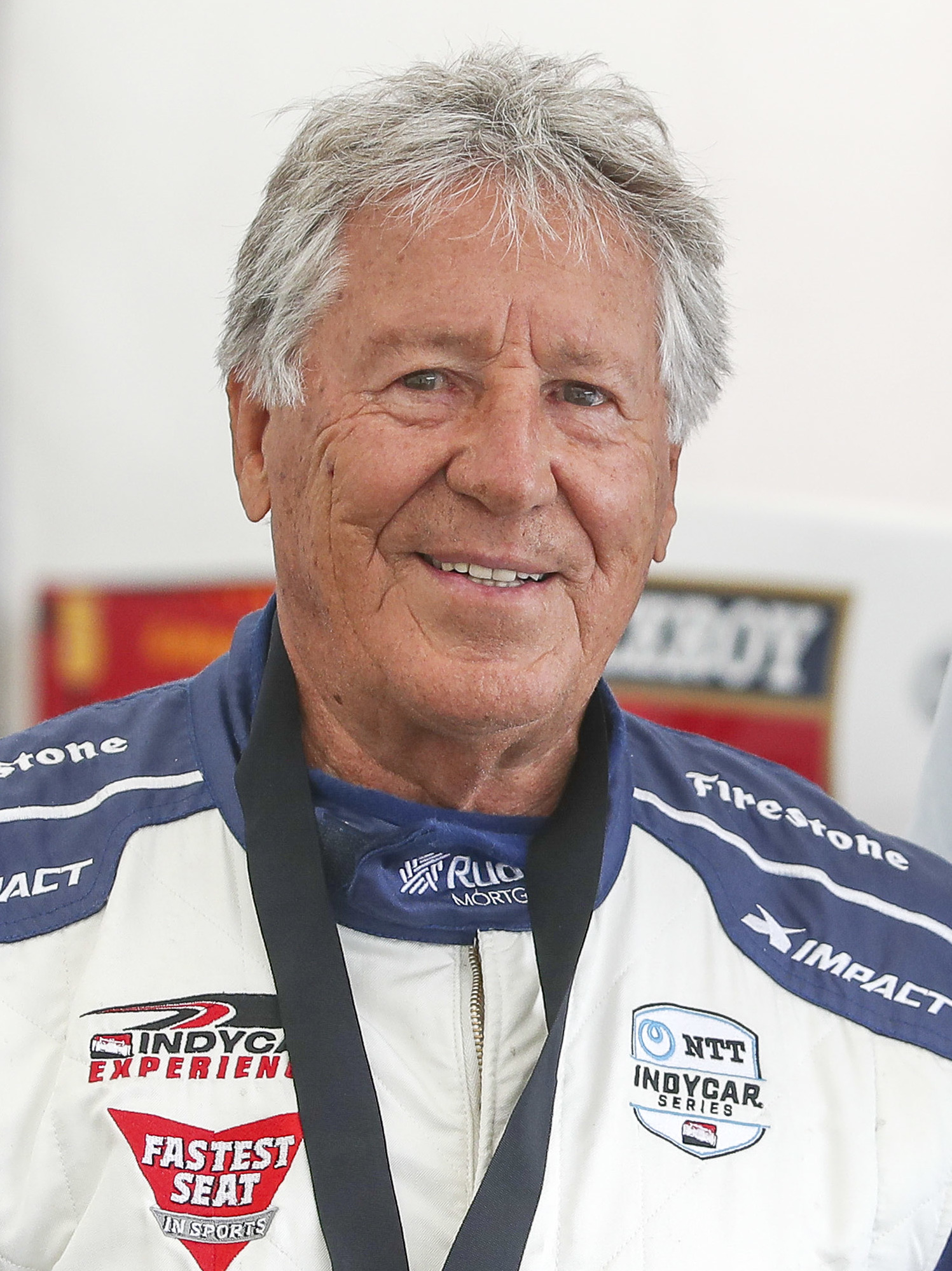
Mario Andretti (* 1940)

- Andretti, Michael (* 1962), US-amerikanischer Autorennfahrer

#### Andreu
- Andreu de Aguilar, Isabel (1887–1948), puerto-ricanische Schriftstellerin, Pädagogin, Frauenrechtlerin und Philanthropin
- Andreu, Frankie (* 1966), US-amerikanischer Radsportler und Sportdirektor
- Andreu, Gogó (1919–2012), argentinischer Schauspieler, Komiker und Autor
- Andreu, Juan (* 1985), spanischer Handballspieler
- Andreu, Juan Alberto (* 1984), spanischer Fußballspieler
- Andreu, Paul (1938–2018), französischer Architekt und Autor
- Andreu, Simón (* 1941), spanischer Schauspieler
- Andreucci, Lucilla (* 1969), italienische Langstreckenläuferin
- Andreutti, Giada (* 1995), italienische Leichtathletin und Bobfahrerin

#### Andrev
- Andrevon, Jean-Pierre (* 1937), französischer Science-Fiction-Autor, Maler und Sänger

#### Andrew
- Andrew († 1184), schottischer Geistlicher
- Andrew (Bischof, Argyll), schottischer Geistlicher
- Andrew (Bischof, Dunblane), schottischer Geistlicher
- Andrew of Buchan, schottischer Geistlicher
- Andrew W. K. (* 1979), US-amerikanischer RockmusikerAndrew W. K. (* 1979)

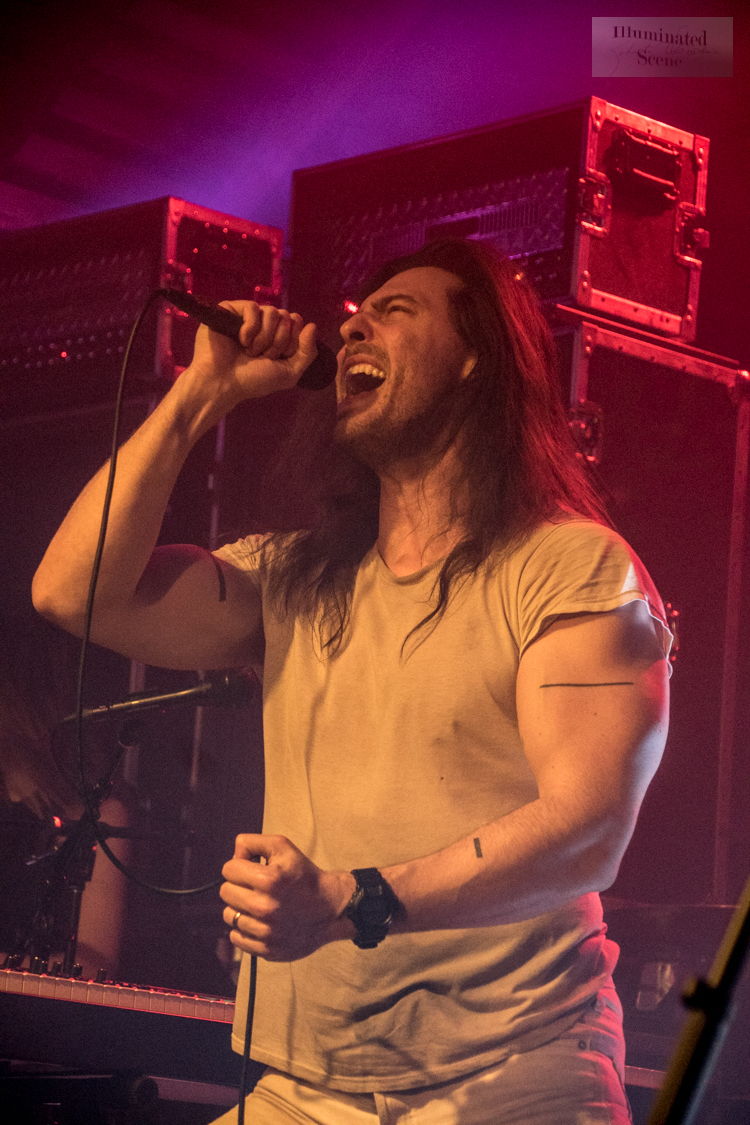
Andrew W. K. (* 1979)

- Andrew, Abram (1873–1936), US-amerikanischer Politiker
- Andrew, Bruder (1928–2022), evangelischer Missionar und Gründer der Organisation Open Doors
- Andrew, Christopher (* 1941), britischer Historiker, Professor an der Universität Cambridge und Fachbuchautor
- Andrew, Duke of York (* 1960), britischer Prinz, drittes Kind und zweiter Sohn von Königin Elisabeth II.Andrew, Duke of York (* 1960)

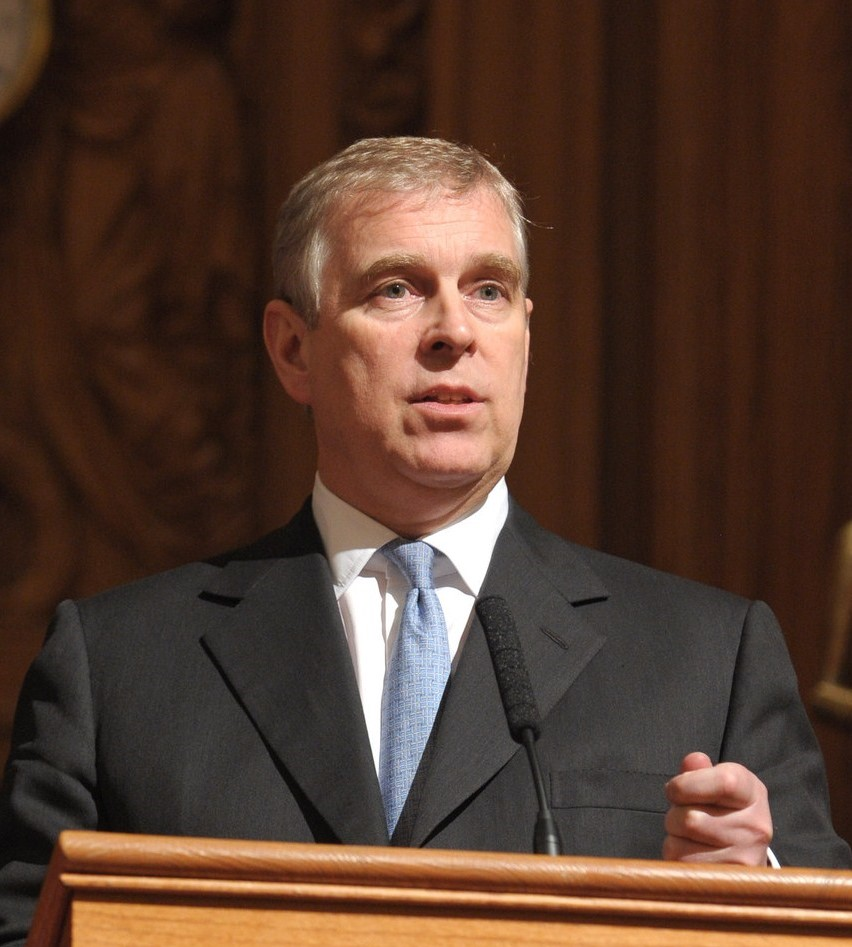
Andrew, Duke of York (* 1960)

- Andrew, Hollie, australische Schauspielerin
- Andrew, Jan (* 1943), australische Schwimmerin
- Andrew, John Albion (1818–1867), US-amerikanischer Politiker
- Andrew, John F. (1850–1895), US-amerikanischer Politiker
- Andrew, Michael (* 1943), malaysischer Radrennfahrer
- Andrew, Michael (* 1999), amerikanischer Schwimmer
- Andrew, Sally, südafrikanische Schriftstellerin
- Andrew, Sam (1941–2015), amerikanischer Singer-Songwriter und Gitarrist
- Andrew, Skylet (* 1962), englischer Tischtennisspieler
- Andrew, Stuart (* 1971), britischer Politiker
- Andrewartha, Roy (1938–2020), walisischer Snookerspieler
- Andrewes, Christopher (1896–1988), britischer Virologe
- Andrewes, Lancelot (1555–1626), englischer Geistlicher, Theologe und Bischof von Winchester
- Andrews, Abby (* 2000), australische Wasserballspielerin
- Andrews, Andy (Tennisspieler) (* 1959), US-amerikanischer Tennisspieler
- Andrews, Anthony (* 1948), englischer Schauspieler und Filmproduzent
- Andrews, Antoine (* 2003), bahamaischer Hürdenläufer
- Andrews, Arthur (1876–1930), US-amerikanischer Radrennfahrer
- Andrews, Barry (* 1967), irischer Politiker
- Andrews, Bill (1901–1986), britischer Filmarchitekt
- Andrews, Billy (1874–1921), schottischer Fußballspieler
- Andrews, Bob (* 1959), britischer Musiker
- Andrews, Bradley (* 1979), englischer Fußballspieler
- Andrews, Brittany (* 1973), US-amerikanische Pornodarstellerin, Produzentin und DJBrittany Andrews (* 1973)

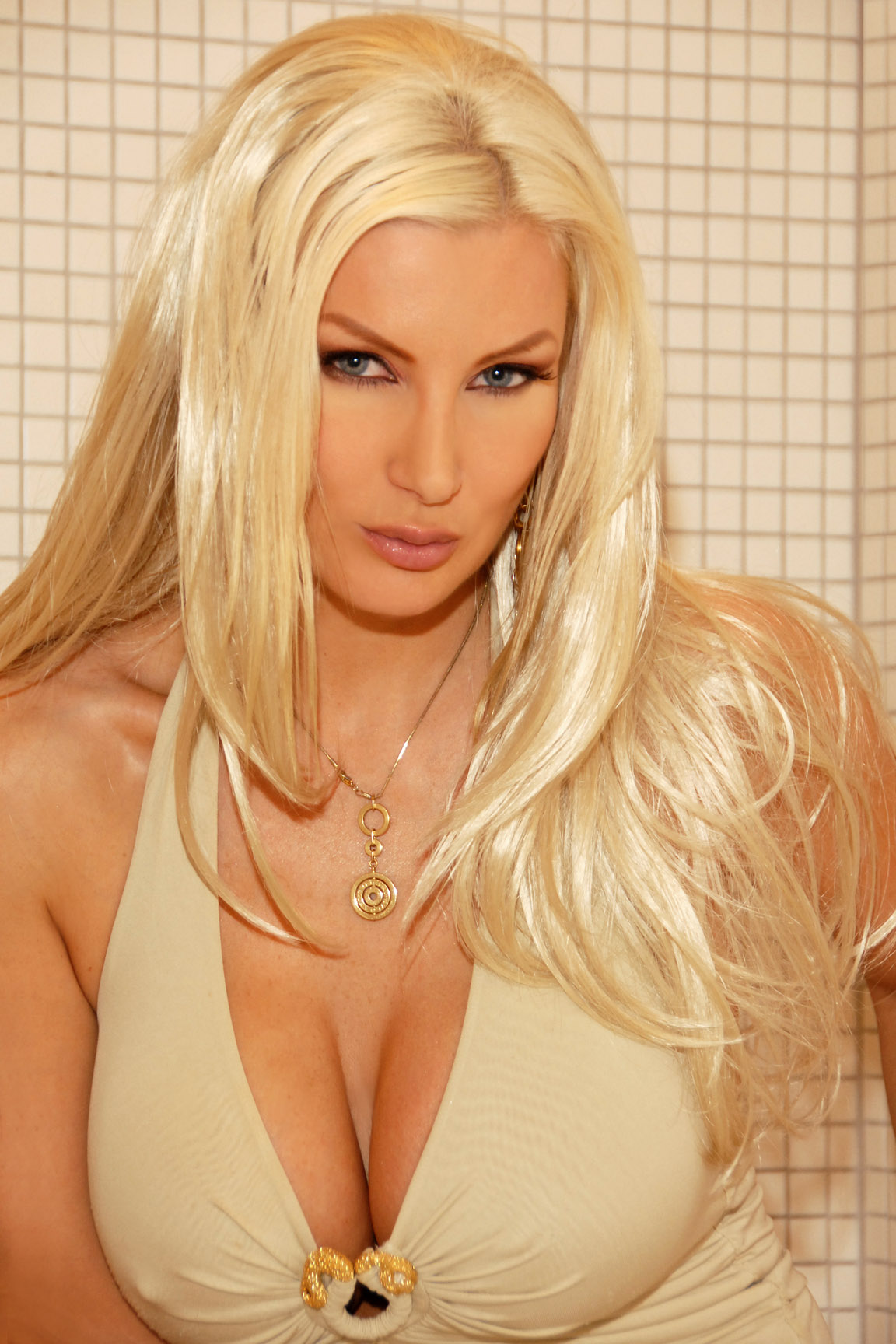
Brittany Andrews (* 1973)

- Andrews, Bruce (* 1948), US-amerikanischer Dichter, Politikwissenschaftler und Hochschullehrer
- Andrews, Charles (1814–1852), US-amerikanischer Politiker
- Andrews, Charles B. (1836–1902), US-amerikanischer Anwalt und Politiker; Gouverneur von Connecticut
- Andrews, Charles McLean (1863–1943), US-amerikanischer Historiker und Hochschullehrer
- Andrews, Charles O. (1877–1946), US-amerikanischer Politiker (Demokratische Partei)
- Andrews, Charles William (1866–1924), britischer Paläontologe, Zoologe und Botaniker
- Andrews, Charlize (* 2001), australische Wasserballspielerin
- Andrews, Cherish (* 1989), US-amerikanische Pokerspielerin
- Andrews, Chris (* 1942), britischer Songschreiber und SängerChris Andrews (* 1942)

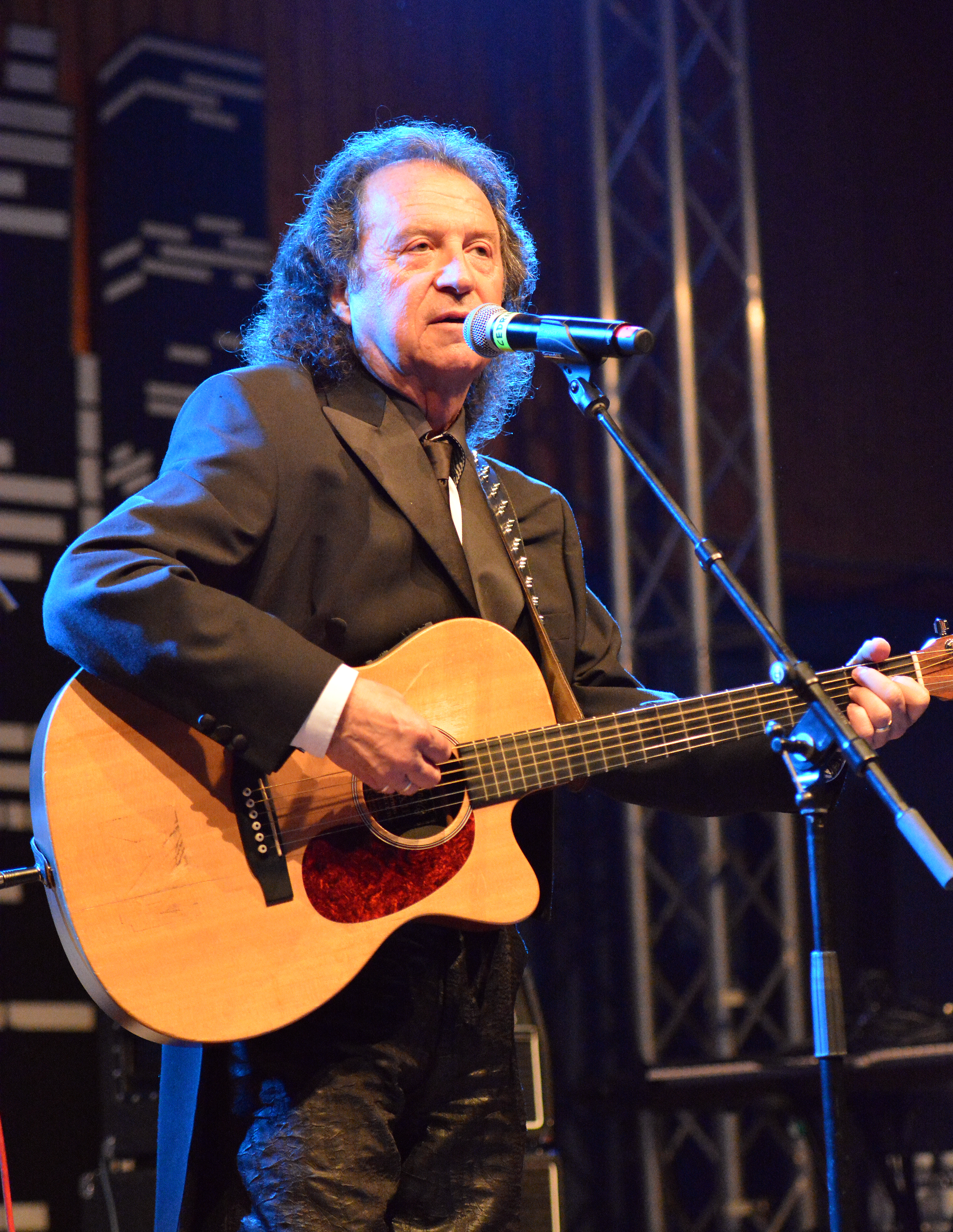
Chris Andrews (* 1942)

- Andrews, Chris (* 1964), irischer Politiker
- Andrews, Christopher Columbus (1829–1922), US-amerikanischer Brigadegeneral der Nordstaaten im Amerikanischen Bürgerkrieg, Jurist, Diplomat und Politiker
- Andrews, Cooper (* 1985), US-amerikanischer Schauspieler, Stuntman und Tontechniker
- Andrews, Cyril, kanadischer Badmintonspieler
- Andrews, Dana (1909–1992), US-amerikanischer Schauspieler
- Andrews, Daniel (* 1972), australischer Politiker der Australian Labor Party (ALP)
- Andrews, Daryl (* 1977), kanadischer Eishockeyspieler
- Andrews, David (* 1935), irischer Politiker
- Andrews, David (* 1952), US-amerikanischer Schauspieler
- Andrews, David (* 1992), US-amerikanischer American-Football-Spieler
- Andrews, David A. (* 1933), britischer (nordirischer) Astronom
- Andrews, Del (1894–1942), US-amerikanischer Filmregisseur und Drehbuchautor
- Andrews, Denise (* 1959), US-amerikanische Politikerin
- Andrews, Donald (* 1955), US-amerikanisch-kanadischer Wirtschaftswissenschaftler
- Andrews, Ed, US-amerikanischer Blues-Sänger und -Gitarrist
- Andrews, Edward (1914–1985), US-amerikanischer Schauspieler
- Andrews, Eliphalet Frazer (1835–1915), US-amerikanischer Porträt-, Genre-, Interieur- und Landschaftsmaler sowie Kopist und Kunstlehrer
- Andrews, Eliza Frances (1840–1931), US-amerikanische Schriftstellerin, Pädagogin und Botanikerin
- Andrews, Elizabeth B. (1911–2002), US-amerikanische Politikerin
- Andrews, Ellesse (* 1999), neuseeländische Radsportlerin
- Andrews, Ernie (1927–2022), US-amerikanischer Blues- und Jazzsänger
- Andrews, Gabrielle Faith (* 1996), US-amerikanische Tennisspielerin
- Andrews, George (* 1938), US-amerikanischer Mathematiker
- Andrews, George Leonard (1828–1899), US-amerikanischer Brigadegeneral der Nordstaaten im Amerikanischen Bürgerkrieg
- Andrews, George R. (1808–1873), US-amerikanischer Jurist und Politiker
- Andrews, George W. (1906–1971), US-amerikanischer Politiker
- Andrews, George Whitfield (1861–1932), US-amerikanischer Komponist, Organist und Musikpädagoge
- Andrews, Giuseppe (* 1979), US-amerikanischer Filmschauspieler und Filmemacher
- Andrews, Glen David (* 1979), US-amerikanischer Rhythm-and-Blues- und Jazzmusiker (Posaune, auch Gesang)
- Andrews, Glenn (1909–2008), US-amerikanischer Politiker
- Andrews, Grace (1869–1951), US-amerikanische Mathematikerin
- Andrews, Harry (1911–1989), britischer Theater- und FilmschauspielerHarry Andrews (1911–1989)

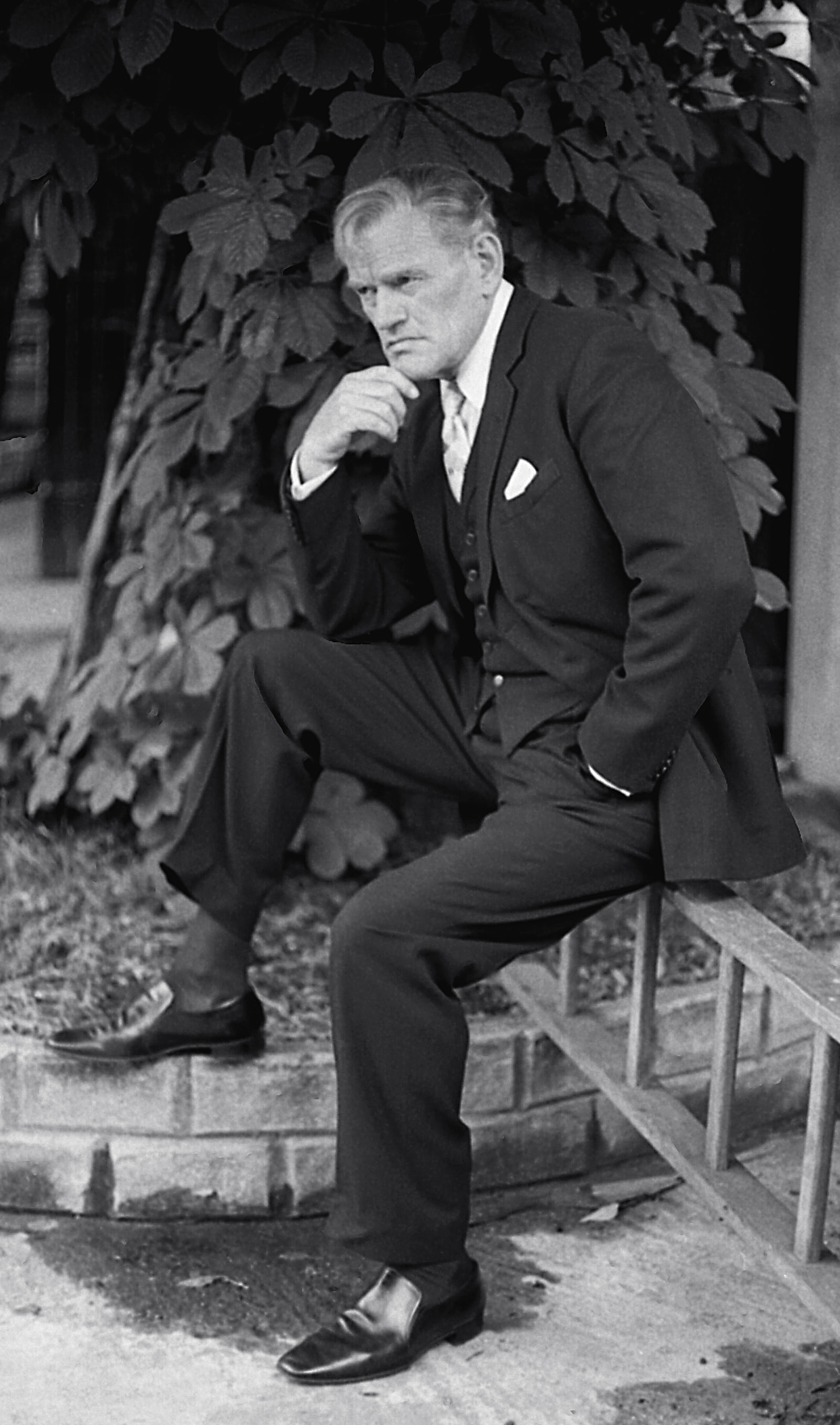
Harry Andrews (1911–1989)

- Andrews, Harry Thomson (1897–1985), südafrikanischer Diplomat
- Andrews, Henry Cranke, englischer Botaniker, Pflanzenmaler und Kupferstecher
- Andrews, Henry Nathaniel (1910–2002), US-amerikanischer Paläobotaniker
- Andrews, Ike Franklin (1925–2010), US-amerikanischer Politiker
- Andrews, Isaiah (* 1986), US-amerikanischer Wirtschaftswissenschaftler und Professor an der Harvard University
- Andrews, Isobel (1905–1990), neuseeländische Autorin und Bühnenautorin
- Andrews, Jessica (* 1983), US-amerikanische Country- und Pop-Sängerin
- Andrews, Jessie (* 1992), US-amerikanische Pornodarstellerin und Musikerin
- Andrews, Jimmy (1927–2012), schottischer Fußballspieler und -trainer
- Andrews, Joely (* 2002), nordirische Fußballspielerin
- Andrews, John (1933–2022), australisch-kanadischer Architekt
- Andrews, John (1934–2000), britischer Radrennfahrer
- Andrews, John Miller (1871–1956), nordirischer Politiker und zweiter nordirischer Premierminister
- Andrews, John Nevins (1829–1883), Reiseprediger und Bibeltheologe
- Andrews, John T. (1803–1894), US-amerikanischer Jurist und Politiker
- Andrews, John T. (* 1937), britischer Geologe und Arktisforscher
- Andrews, Jon (* 1967), neuseeländischer Radrennfahrer
- Andrews, Josette (* 1995), US-amerikanische Leichtathletin
- Andrews, Julie (* 1935), britische Schauspielerin, Sängerin und AutorinJulie Andrews (* 1935)

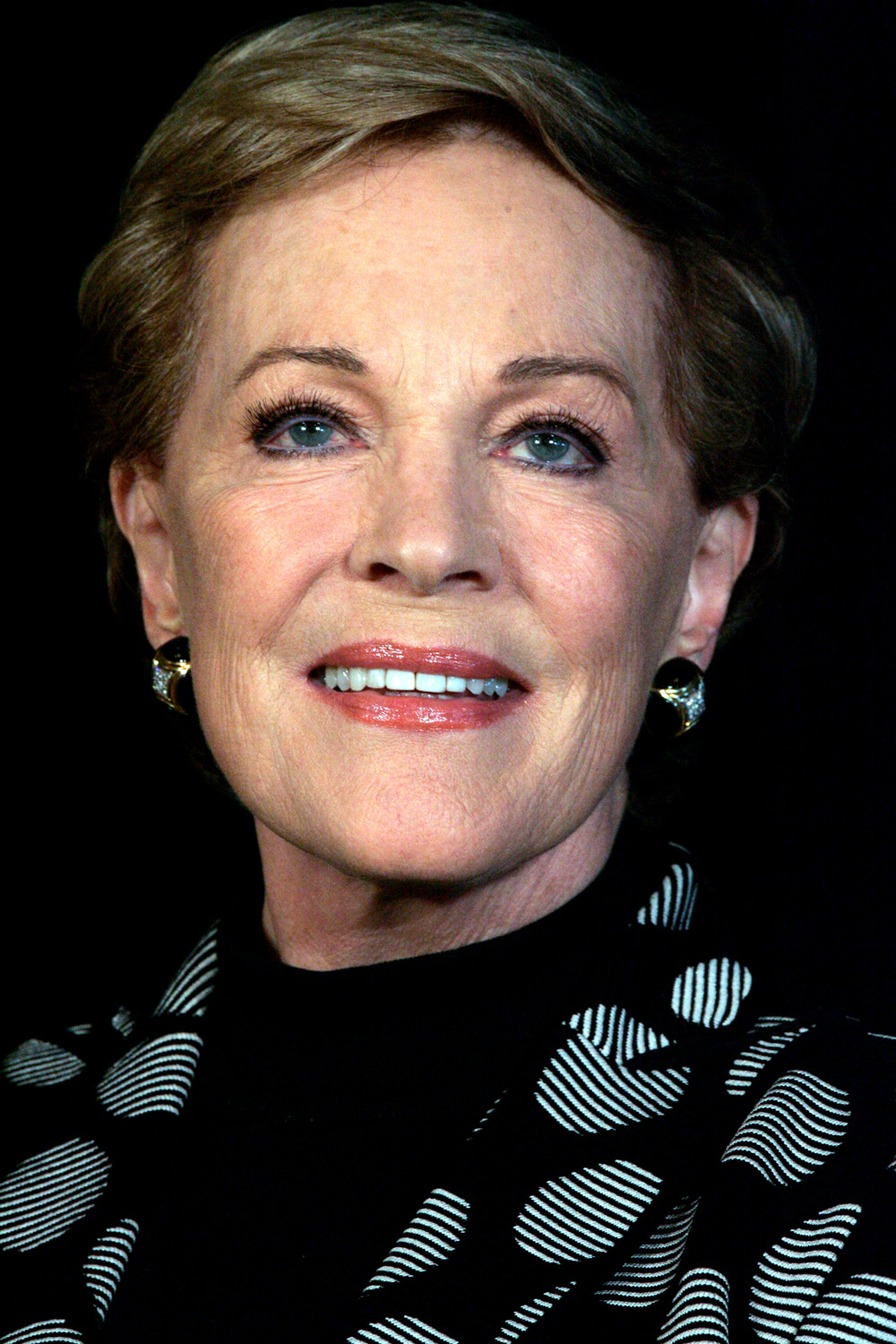
Julie Andrews (* 1935)

- Andrews, Justin, US-amerikanischer Schauspieler, Synchronsprecher, Tänzer, Tanzlehrer und DJ
- Andrews, Kay, Baroness Andrews (* 1943), britische Politikerin (Labour) und Life Peer
- Andrews, Keith (1920–1957), US-amerikanischer Autorennfahrer
- Andrews, Keith (1920–1989), britischer Kunsthistoriker
- Andrews, Keith (* 1980), irischer Fußballspieler und -trainerKeith Andrews (* 1980)

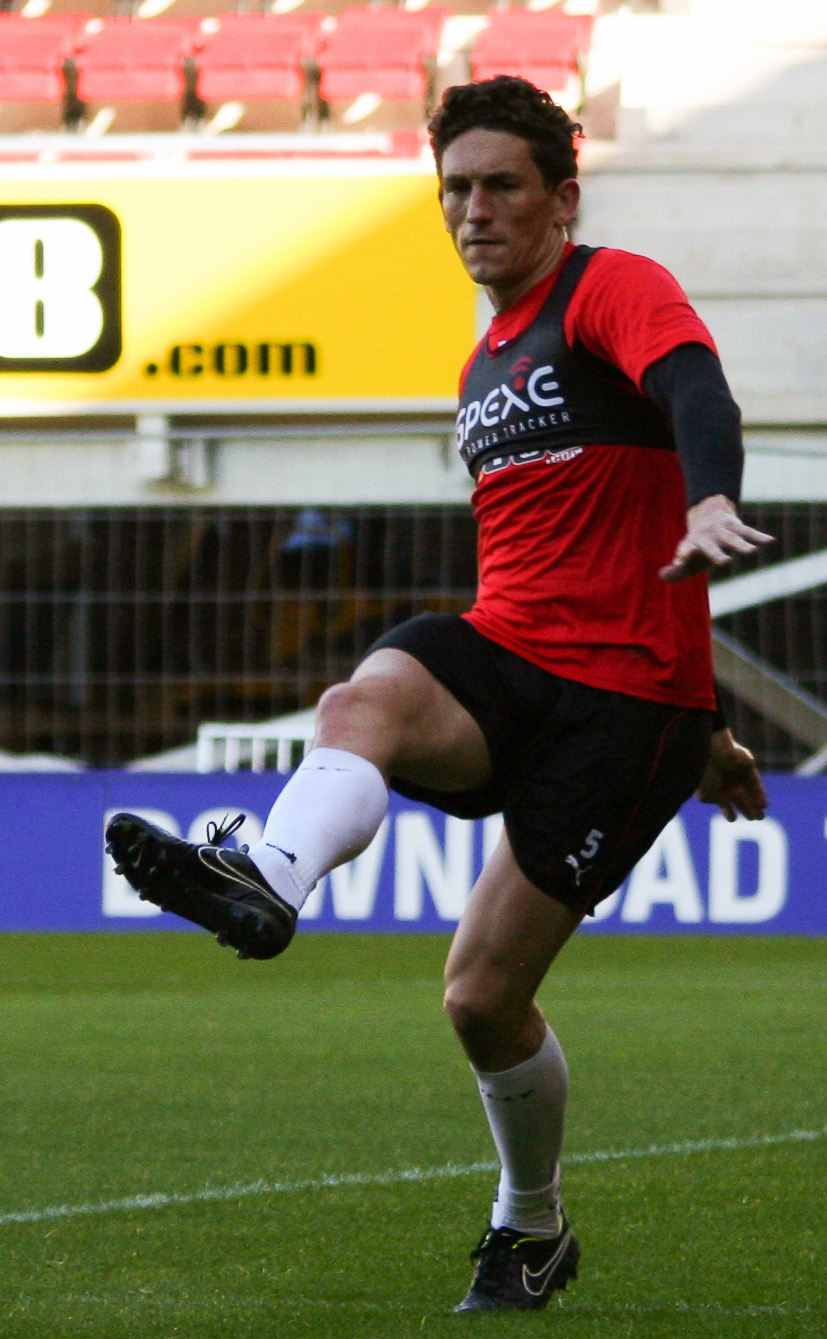
Keith Andrews (* 1980)

- Andrews, Kristos (* 1990), britisch-US-amerikanischer Schauspieler, Filmproduzent, Filmregisseur und Skateboarder
- Andrews, Landaff (1803–1887), US-amerikanischer Politiker
- Andrews, LaVerne Sofie (1911–1967), amerikanische Sängerin, Mitglied von The Andrews Sisters
- Andrews, Linda (* 1973), färöische Gospelsängerin
- Andrews, Lloyd (1894–1974), kanadischer Eishockeyspieler
- Andrews, Lori (* 1952), US-amerikanische Rechtswissenschaftlerin, Hochschullehrerin und Schriftstellerin
- Andrews, Lowell (1940–1962), US-amerikanischer Mörder
- Andrews, Marian (1839–1929), britische Schriftstellerin
- Andrews, Mark (1926–2020), US-amerikanischer Politiker der Republikanischen Partei
- Andrews, Mark (* 1968), US-amerikanischer Filmregisseur und Animator
- Andrews, Mark (* 1992), walisischer Wrestler
- Andrews, Mark (* 1995), US-amerikanischer American-Football-Spieler
- Andrews, Marvin (* 1975), trinidadischer Fußballspieler
- Andrews, Maxine Angelyn (1916–1995), amerikanische Sängerin, Mitglied von The Andrews Sisters
- Andrews, Meghan (* 1979), US-amerikanische Schauspielerin
- Andrews, Michael (* 1967), US-amerikanischer Musiker und Filmmusikkomponist
- Andrews, Michael A. (* 1944), US-amerikanischer Politiker
- Andrews, Michael James (1928–1995), britischer Maler
- Andrews, Michelle (* 1971), australische Hockeyspielerin
- Andrews, Nancy (1924–1989), US-amerikanische Schauspielerin
- Andrews, Naveen (* 1969), britischer SchauspielerNaveen Andrews (* 1969)

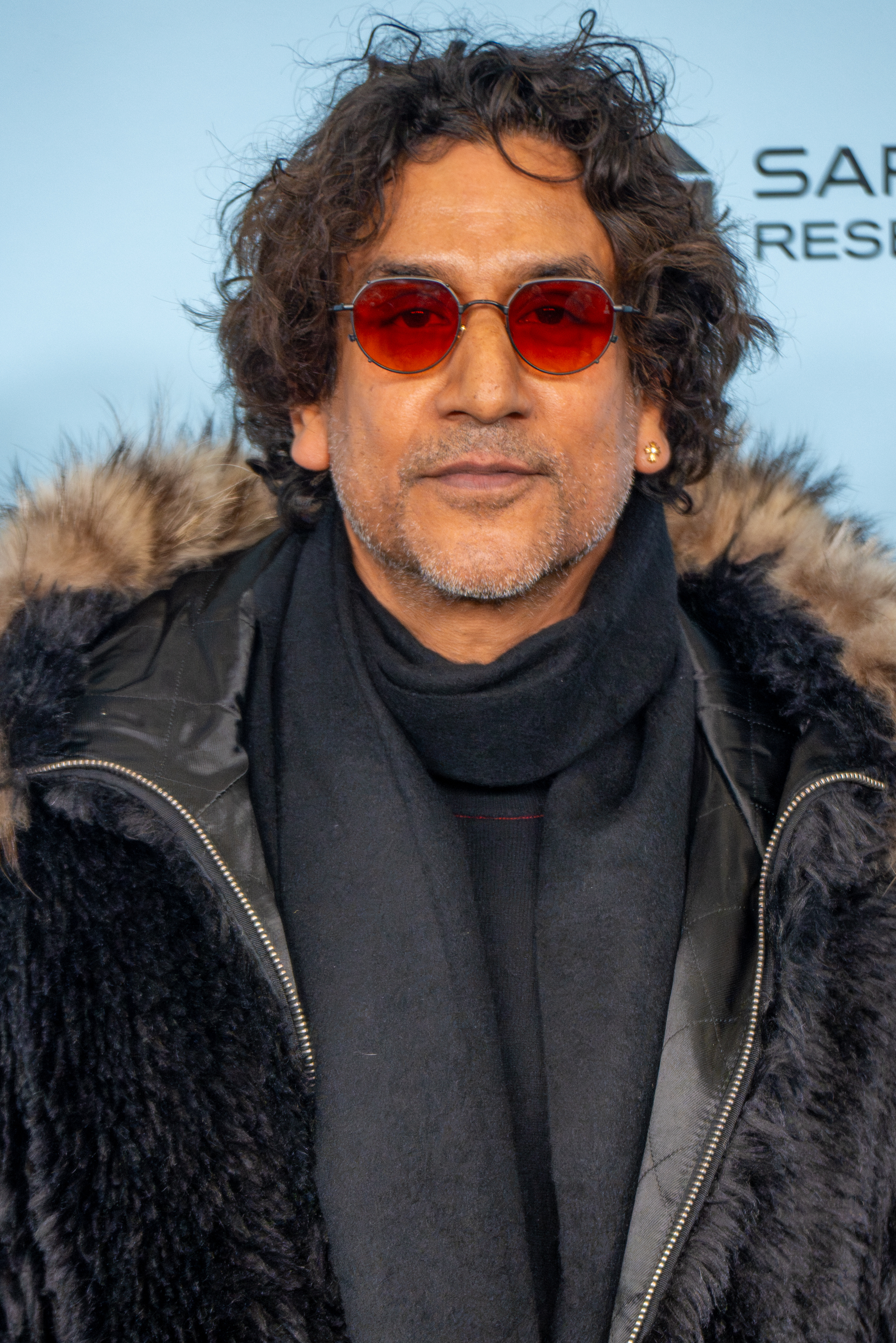
Naveen Andrews (* 1969)

- Andrews, Niall (1937–2006), irischer Politiker, MdEP
- Andrews, Nicholas (* 1997), australischer Hürdenläufer
- Andrews, Nigel (* 1947), britischer Filmkritiker
- Andrews, Patty (1918–2013), US-amerikanische Sängerin und Schauspielerin
- Andrews, Peter (* 1940), britischer Paläoanthropologe
- Andrews, Réal (* 1963), kanadischer Schauspieler
- Andrews, Rob (* 1957), US-amerikanischer Politiker
- Andrews, Roy Chapman (1884–1960), US-amerikanischer Forscher, Abenteurer, Paläontologe und Direktor des American Museum of Natural History
- Andrews, Ruby (* 1947), US-amerikanische Soulsängerin
- Andrews, Samuel G. (1796–1863), US-amerikanischer Politiker
- Andrews, Sasha (* 1983), kanadische Fußballspielerin
- Andrews, Scott (* 1990), australischer Autorennfahrer
- Andrews, Shelley (* 1953), kanadische Hockeyspielerin
- Andrews, Sherlock James (1801–1880), US-amerikanischer Politiker
- Andrews, Stanley (1891–1969), US-amerikanischer Schauspieler
- Andrews, Starr (* 2001), US-amerikanische Eiskunstläuferin
- Andrews, Susan (* 1971), australische Sprinterin und Mittelstreckenläuferin
- Andrews, Tara Lee (* 1978), US-amerikanische Kulturwissenschaftlerin
- Andrews, Theresa (* 1962), US-amerikanische Schwimmerin
- Andrews, Thomas (1813–1885), irischer Physiker und Chemiker
- Andrews, Thomas (1873–1912), irischer SchiffskonstrukteurThomas Andrews (1873–1912)

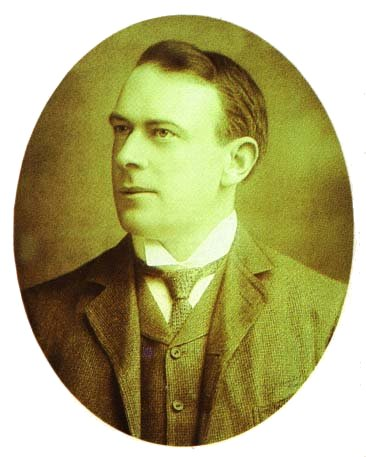
Thomas Andrews (1873–1912)

- Andrews, Thomas (* 1953), US-amerikanischer Politiker
- Andrews, Tige (1920–2007), US-amerikanischer Schauspieler
- Andrews, Tom († 2022), US-amerikanischer Jazzmusiker (Schlagzeug)
- Andrews, Tom (* 1954), US-amerikanischer Hürdenläufer und Sprinter
- Andrews, V. C. (1923–1986), US-amerikanische Schriftstellerin
- Andrews, Walter G. (1889–1949), US-amerikanischer Politiker
- Andrews, William (* 1955), US-amerikanischer American-Football-Spieler
- Andrews, William E. (1854–1942), US-amerikanischer Politiker
- Andrews, William Henry (1846–1919), US-amerikanischer Politiker
- Andrews, William Noble (1876–1937), US-amerikanischer Politiker
- Andrews-Paul, Alison (* 1997), kanadisch-neuseeländische Mittelstreckenläuferin

#### Andrex
- Andrex (1907–1989), französischer Schauspieler und Sänger

#### Andrey
- Andrey, Dominique (* 1955), Schweizer Berufsoffizier
- Andrey, Edy (* 1946), Schweizer Badmintonspieler
- Andrey, Georges (* 1938), Schweizer Historiker
- Andrey, Gerhard (* 1976), Schweizer Politiker (Grüne)Gerhard Andrey (* 1976)

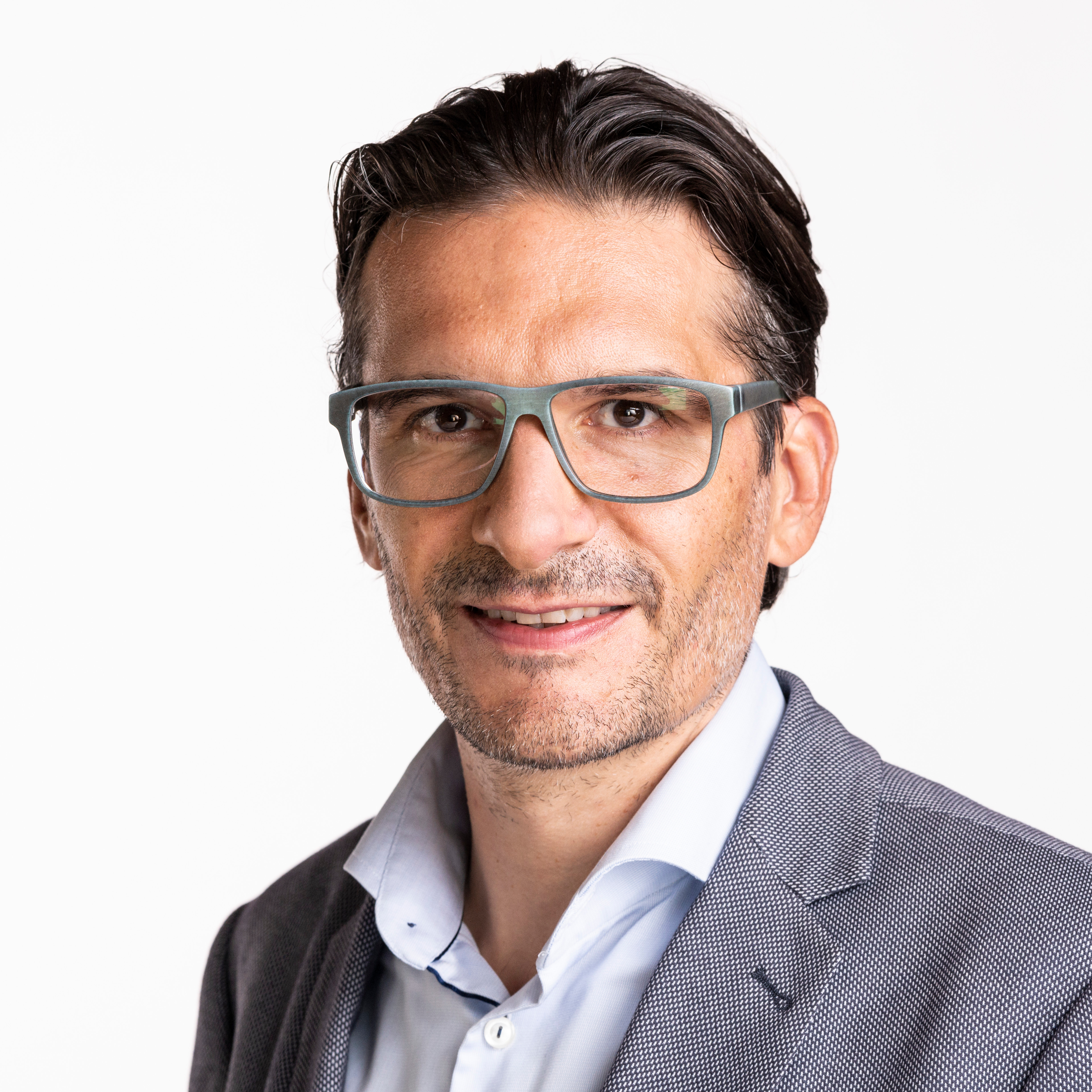
Gerhard Andrey (* 1976)

- Andrey, Michael (* 1983), Schweizer Badmintonspieler
- Andrey, Olivier (* 1980), Schweizer Badmintonspieler
- Andreychuk, Dave (* 1963), kanadischer Eishockeyspieler
- Andreychuk, Raynell (* 1944), kanadische Politikerin der Konservativen Partei Kanadas
- Andreyev, Leonid (* 1983), usbekischer Leichtathlet

#### Andrez
- Andrezinho (* 1981), brasilianischer Fußballspieler
- Andrezinho (* 1989), brasilianischer Fußballspieler

### Andri
- Andri Helgason (* 1995), isländischer Eishockeyspieler
- Andri Már Rúnarsson (* 2002), isländischer HandballspielerAndri Már Rúnarsson (* 2002)

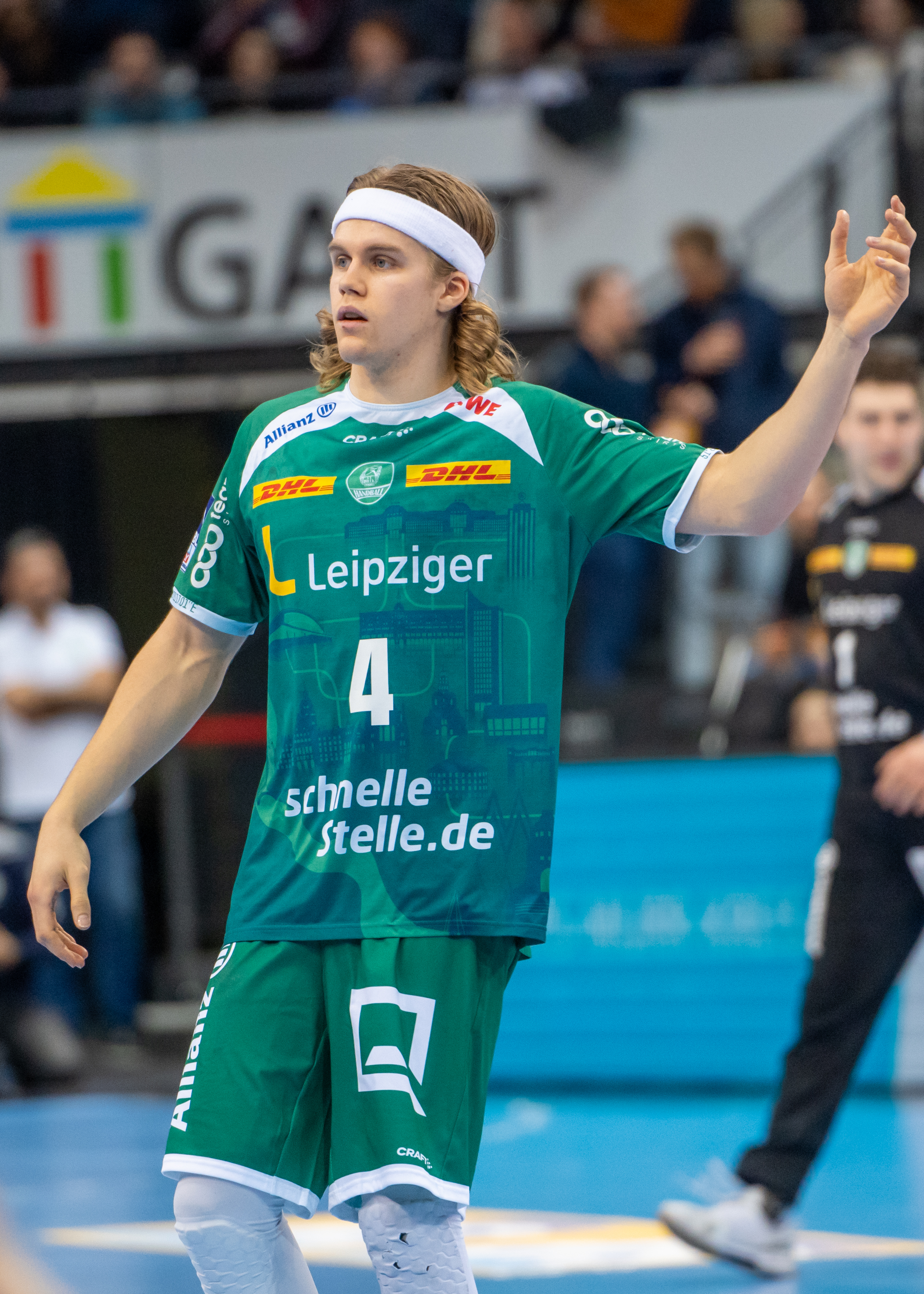
Andri Már Rúnarsson (* 2002)

- Andri Marteinsson (* 1965), isländischer Fußballspieler
- Andri Mikaelsson (* 1990), isländischer Eishockeyspieler
- Andri Rúnar Bjarnason (* 1990), isländischer Fußballspieler
- Andri Sigþórsson (* 1977), isländischer Fußballspieler
- Andri Snær Magnason (* 1973), isländischer Schriftsteller
- Andri, Ferdinand (1871–1956), österreichischer Maler
- Andriacchi, Joseph (1932–2024), US-amerikanischer Mobster
- Andriakopoulos, Nikolaos (* 1878), griechischer Turner
- Andrial, Jindřich (1888–1959), tschechoslowakischer Diplomat
- Andriamahazo, Gilles (1919–1989), madagassischer General und Chef der Militärregierung Madagaskars
- Andriamanelo (1540–1575), König von Alasora im zentralen Hochland von Madagaskar
- Andriamanjato, Richard (1930–2013), madagassischer protestantischer Pfarrer und kommunistischer Politiker
- Andrian, Carl (1680–1745), österreichischer Jesuit und Historiker
- Andrian, Dieter von (1925–1992), deutscher Grafiker
- Andrian, Leopold (1875–1951), österreichischer Schriftsteller und DiplomatLeopold Andrian (1875–1951)

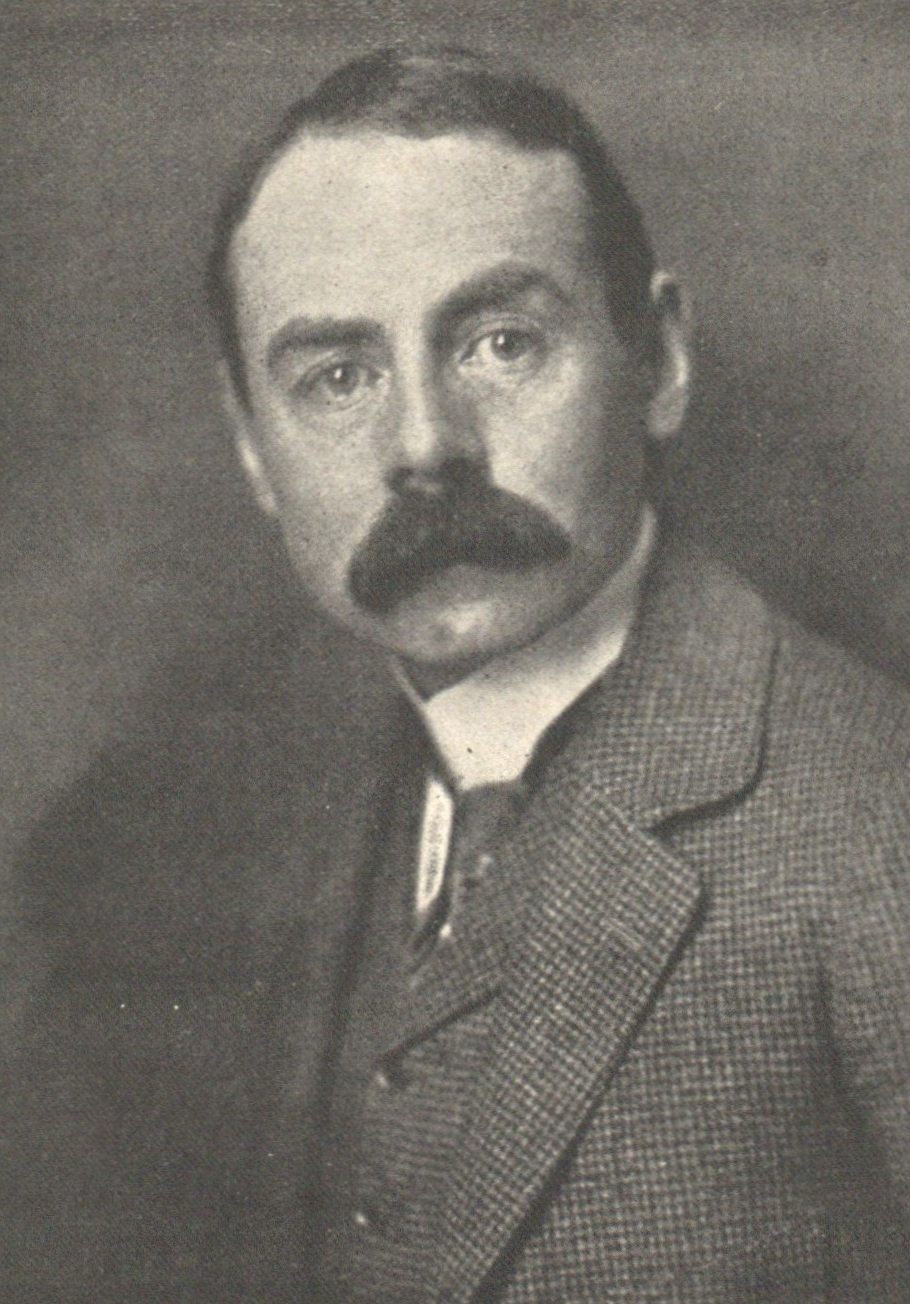
Leopold Andrian (1875–1951)

- Andrian-Werburg, Ferdinand Leopold von (1835–1914), österreichischer Geologe und Anthropologe
- Andrian-Werburg, Ferdinand von (1776–1851), bayerischer Regierungspräsident
- Andrian-Werburg, Irmtraud von (1943–2019), deutsche Historikerin, Archivdirektorin im Germanischen Nationalmuseum in Nürnberg
- Andrian-Werburg, Klaus von (1930–2004), deutscher Archivar und Diplomatiker
- Andrian-Werburg, Otto von (1876–1936), deutscher Verwaltungsjurist und Bezirksoberamtmann
- Andrian-Werburg, Rudolf von (1844–1919), deutscher Regierungspräsident in Niederbayern
- Andrian-Werburg, Victor Franz von (1813–1858), österreichischer Politiker, Landtagsabgeordneter
- Andrianainarivelo, Hajo (* 1967), madagassischer Betriebswirt und Politiker
- Andrianampoinimerina († 1810), Begründer des Königreichs Madagaskar und König der InselAndrianampoinimerina († 1810)

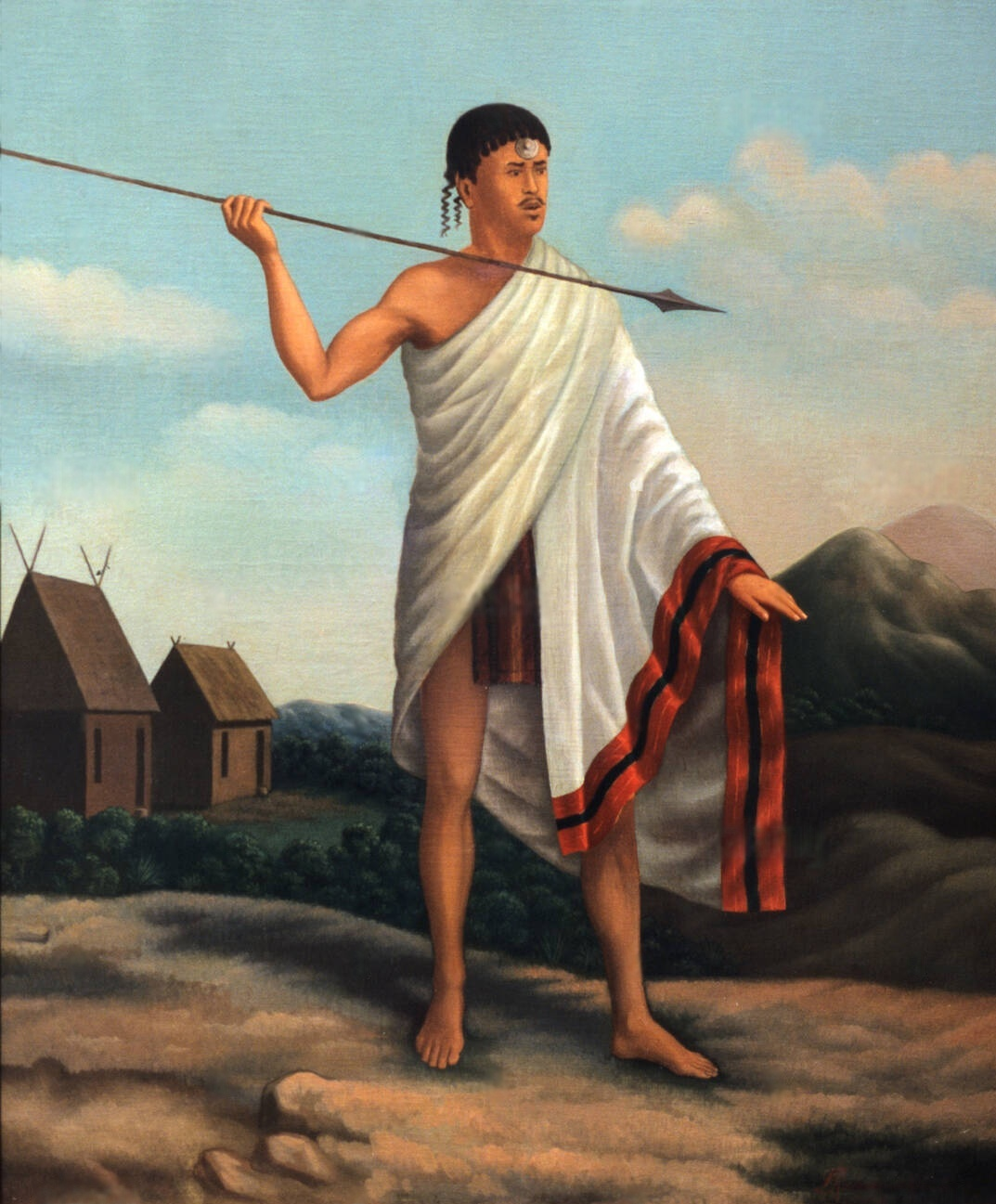
Andrianampoinimerina († 1810)

- Andrianantenaina, Lionel (* 1988), madagassischer Fußballschiedsrichter
- Andrianarivo, Tantely (1954–2023), madagassischer Politiker und Premierminister
- Andriani, Oscar (1905–1987), italienischer Schauspieler
- Andriani, Ottaviano (* 1974), italienischer Marathonläufer
- Andrianjafitrimo, Tessah (* 1998), französische Tennisspielerin
- Andrianjaka († 1630), Herrscher des Imerina in Madagaskar
- Andrianne, René (1928–2009), belgischer Romanist und Literaturwissenschaftler
- Andriano, Dan (* 1977), US-amerikanischer Rockmusiker
- Andriano, Heinrich (1774–1836), deutscher Kaufmann und Politiker
- Andriano, Max (1867–1933), deutscher Theaterschauspieler und -regisseur
- Andriano, Ruprecht (1886–1959), deutscher Korvettenkapitän der Kriegsmarine
- Andrianopoulos, Leonidas (1911–2011), griechischer Fußballspieler
- Andrianow, Anatoli Nikolajewitsch (1936–2020), russischer Mathematiker
- Andrianow, Nikolai Jefimowitsch (1952–2011), sowjetischer TurnerNikolai Jefimowitsch Andrianow (1952–2011)

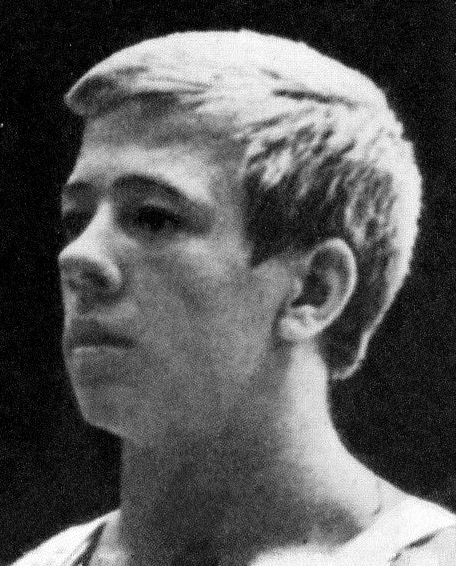
Nikolai Jefimowitsch Andrianow (1952–2011)

- Andrianow, Wassili Michailowitsch (1902–1978), sowjetischer Politiker
- Andrianowa, Nadija (1921–1998), ukrainische Autorin, Übersetzerin und Esperantistin
- Andrianowa, Tatjana Nikolajewna (* 1979), russische Leichtathletin
- Andriantsitakatrandriana, Herrscher des Königreichs Imerina im zentralen Hochland von Madagaskar
- Andriantsitohaina, Naina (* 1963), madagassischer Unternehmer, Bürgermeister von Antananarivo
- Andriantsoavina, Jean Pascal (* 1969), madagassischer Geistlicher und römisch-katholischer Bischof von Antsirabé
- Andriantsoly († 1847), Sultan von Mayotte
- Andrias, antiker griechischer Töpfer
- Andriasjan, Sawen (* 1989), armenischer Schachspieler
- Andriatianarivelo, Dimbiniaina, madagassischer Fußballschiedsrichter
- Andriato, Rafael (* 1987), brasilianischer Radrennfahrer
- Andriatsima, Faneva (* 1984), madagassischer Fußballspieler
- Andrić, Adolf (1942–1972), jugoslawischer politischer Emigrant und Terrorist
- Andrić, Ambroz (1939–1972), kroatischer politischer Emigrant, Terrorist und Attentäter
- Andrić, Branko (1942–2005), jugoslawischer bzw. serbischer Schriftsteller und Künstler
- Andrić, Dragan (* 1962), jugoslawischer Wasserballspieler und -trainer
- Andrić, Ivo (1892–1975), jugoslawischer Schriftsteller
- Andrić, Komnen (* 1995), serbischer Fußballspieler
- Andric, Mario (* 1998), österreichischer Fußballspieler
- Andrić, Srđan (* 1980), kroatischer Fußballspieler
- Andrich, Frieder (* 1948), deutscher Fußballspieler
- Andrich, Giuseppe (* 1940), italienischer Geistlicher und emeritierter römisch-katholischer Bischof von Belluno-Feltre
- Andrich, Paul (1640–1711), deutscher Hofbaumeister und Alchemist
- Andrich, Robert (* 1994), deutscher FußballspielerRobert Andrich (* 1994)

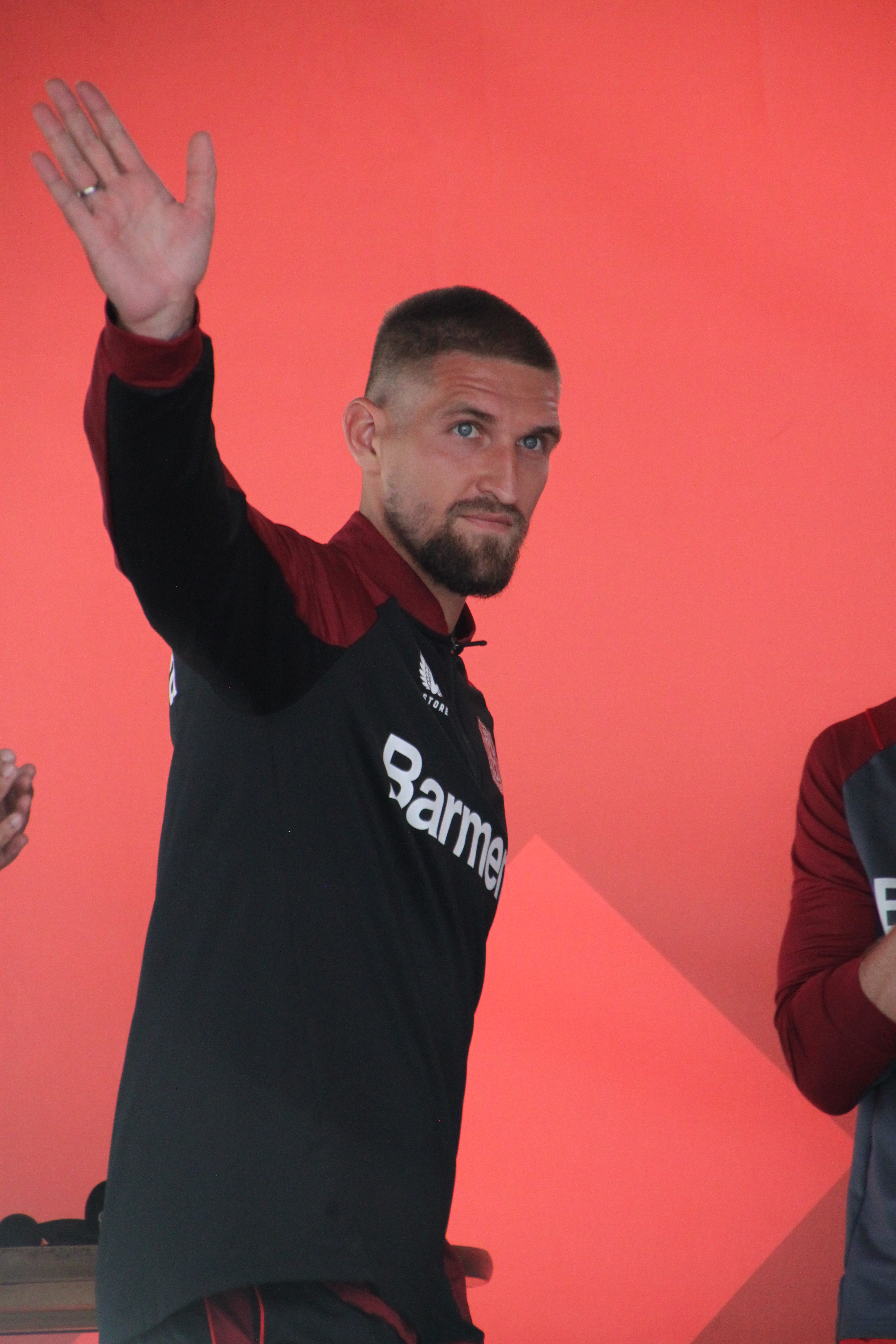
Robert Andrich (* 1994)

- Andrick, Michael (* 1980), deutscher Schriftsteller, Philosoph, Publizist und Kolumnist
- Andricu, Mihail (1894–1974), rumänischer Komponist, Pianist, Musikkritiker und -pädagoge
- Andrie, George (1940–2018), US-amerikanischer American-Football-Spieler
- Andriel, Pierre, französischer Reeder
- Andrien, Jean-Jacques (* 1944), belgischer Filmregisseur, Produzent und Drehbuchautor
- Andries, Dennis (* 1953), guyanischer Boxer
- Andrieș, Elena (* 1994), rumänische Gewichtheberin
- Andries, Franzleo (1912–1979), deutscher Komponist und Musikproduzent
- Andries, Neeltje, niederländische Holzhändlerin, vom Vorwurf der Zauberei freigesprochen
- Andries, Nick (* 1990), US-amerikanischer Automobilrennfahrer
- Andries, Peter (1845–1910), deutscher Kaufmann und Erfinder
- Andrieshen, Nina (* 1980), deutsche Politikerin (SPD), MdL
- Andriesse, Emmy (1914–1953), niederländische Fotografin
- Andrießen, Carl (1925–1993), deutscher Drehbuchautor, Satiriker und Kritiker
- Andriessen, Cees (1940–2023), niederländischer Maler, Grafiker und Zeichner
- Andriessen, Frans (1929–2019), niederländischer Politiker (KVP, CDA)
- Andriessen, Hendrik (1892–1981), niederländischer Komponist
- Andriessen, Jurriaan (1925–1996), niederländischer Komponist und Lehrer
- Andriessen, Koos (1928–2019), niederländischer Politiker, Wirtschaftswissenschaftler und Manager
- Andriessen, Lara (1956–2011), deutsche Schriftstellerin
- Andriessen, Louis (1939–2021), niederländischer Komponist und LehrerLouis Andriessen (1939–2021)

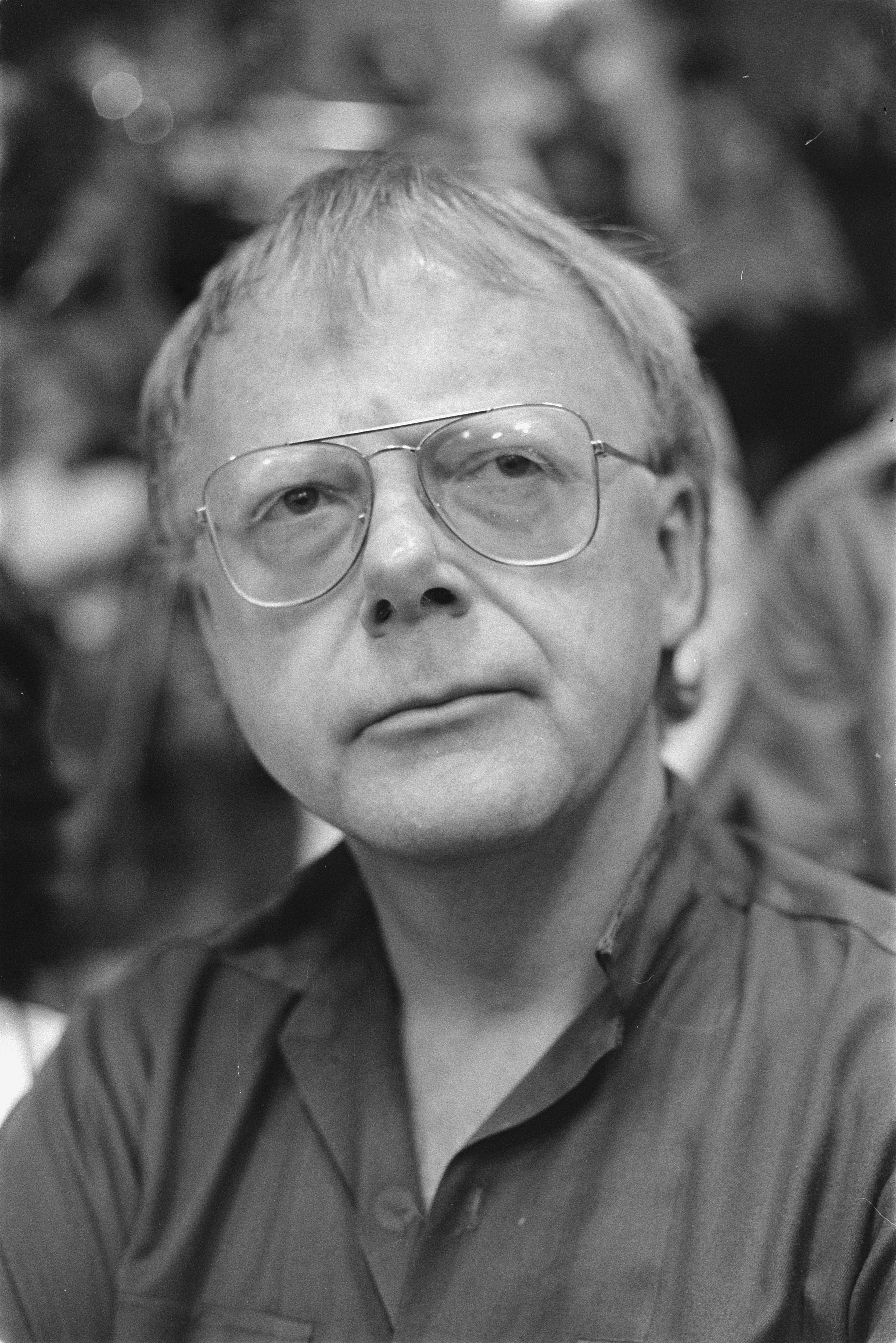
Louis Andriessen (1939–2021)

- Andriessen, Mari (1897–1979), niederländischer Bildhauer
- Andriessen, Willem (1887–1964), niederländischer Komponist und Professor
- Andriessens, Pola (1919–2023), niederländisch-deutsche Psychologin und Hochschullehrerin
- Andrietta, José Reginaldo (* 1957), brasilianischer Geistlicher und römisch-katholischer Bischof von Jales
- Andrieu d’Humières († 1458), Militär im Dienst des Herzogs von Burgund
- Andrieu, Claire (* 1952), französische Historikerin
- Andrieu, Éric (* 1960), französischer Politiker (PS), Bürgermeister und MdEP
- Andrieu, Michel (1886–1956), französischer römisch-katholischer Liturgiewissenschaftler
- Andrieu, Pierre-Paulin (1849–1935), französischer Geistlicher und Erzbischof von Bordeaux
- Andrieux, Antoine (1916–1983), französischer Politiker
- Andrieux, Emile (1795–1862), französischer Augenarzt
- Andrieux, François (1759–1833), französischer Dichter und Gelehrter
- Andrieux, Henri (1931–2008), französischer Radrennfahrer
- Andrieux, Jacques (* 1940), französischer Fußballspieler
- Andrieux, Louis (1840–1931), französischer Politiker, Polizeipräfekt von Paris, Botschafter in Madrid
- Andrieux, Michel (* 1967), französischer Ruderer
- Andrieux, Sylvie (* 1961), französische Politikerin, Mitglied der Nationalversammlung
- Andriev, Gheorghe (* 1968), rumänischer Kanute
- Andrievskaia, Marina (* 1974), russische und schwedische Badmintonspielerin
- Andrievsky, Felix (* 1936), ukrainischer Geiger und Musikpädagoge
- Andrighetto, Sven (* 1993), Schweizer EishockeyspielerSven Andrighetto (* 1993)

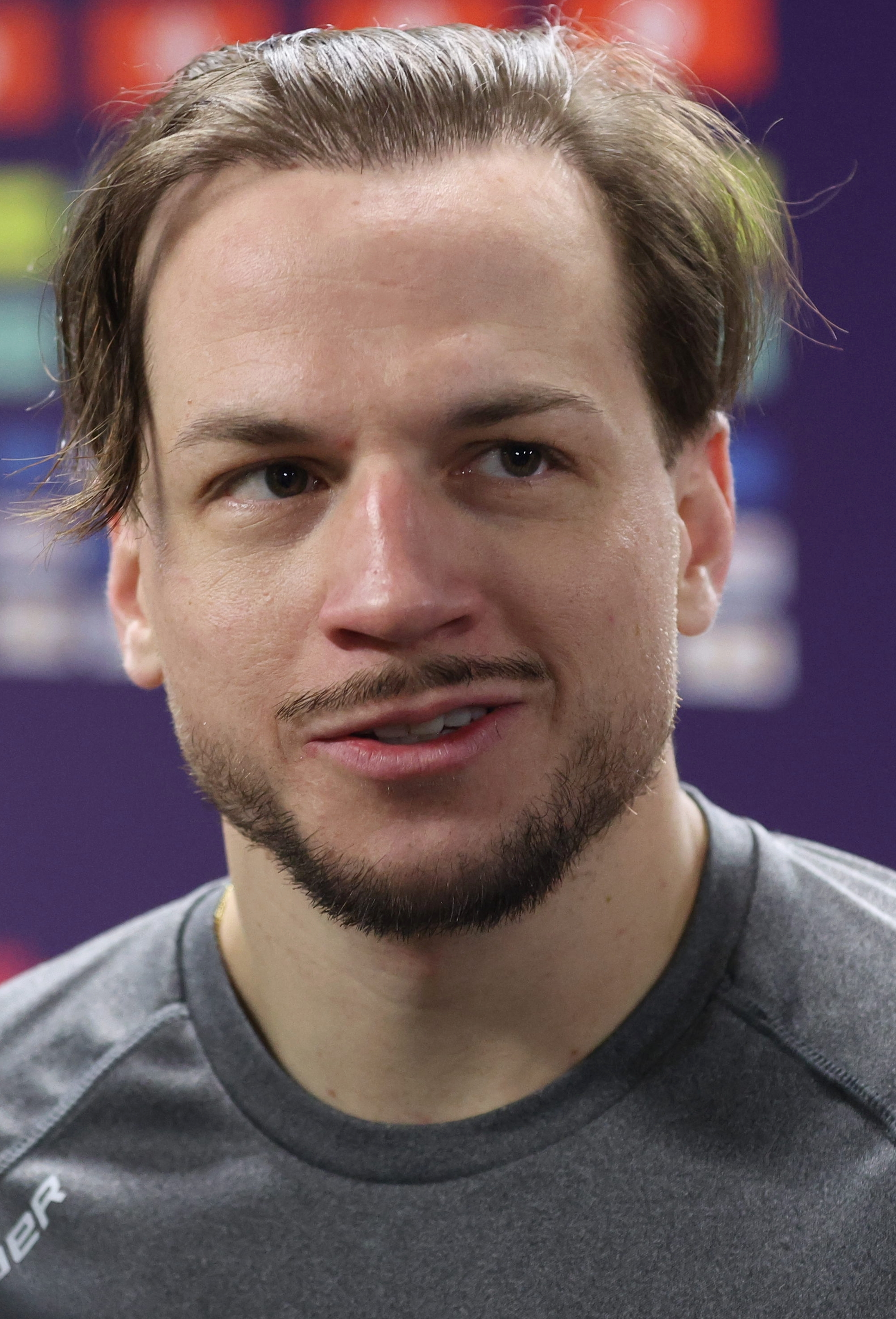
Sven Andrighetto (* 1993)

- Andrijanic, Marcel (* 1992), deutscher Fußballspieler
- Andrijašević, Klara (* 2001), kroatische Leichtathletin
- Andrijauskaitė, Lina (* 1987), litauische Weitspringerin
- Andrijenko, Alexander Alexandrowitsch (* 1990), russischer Skirennläufer
- Andrijenko, Daniil Wladimirowitsch (* 1989), russischer Ruderer
- Andrijewskyj, Oleksandr (* 1994), ukrainischer Fußballspieler
- Andrijewskyj, Oleksij (1845–1902), ukrainischer Pädagoge, Historiker, Schriftsteller und Journalist
- Andrijewskyj, Opanas (1878–1955), ukrainischer Jurist, sozialer Aktivist und Politiker
- Andrijic, Jay (* 1995), australischer Tennisspieler
- Andrijzew, Walerij (* 1987), ukrainischer Ringer
- Andrikienė, Laima Liucija (* 1958), litauische Politikerin, MdEP
- Andrikis, Rimas (* 1950), litauischer Rechtsanwalt und Richter
- Andrikopoulos, Nikolaos (* 1997), griechischer Dreispringer
- Andriksons, Jānis (1912–1967), lettischer Eisschnellläufer
- Andrinet, Pauline (1904–1999), deutsche Dienstmagd, Küchenhilfe, Erntehelferin und Tagelöhnerin
- Andring, René (* 1939), luxemburgischer Radrennfahrer
- Andringa, Casey (* 1995), US-amerikanischer Freestyle-Skier
- Andringa, Martinus van (1864–1918), niederländischer Porträt-, Stillleben- und Landschaftsmaler
- Andrino, José Escolástico (1817–1862), salvadorianischer Komponist
- Andrinúa, Genar (* 1964), spanischer Fußballspieler
- Andriof, Udo (* 1942), deutscher Jurist und ehemaliger politischer Beamter
- Andriola, Alfred (1912–1983), US-amerikanischer Comiczeichner
- Andriola, Elina (* 1986), griechische Sportgymnastin
- Andrioletti, Elia (* 1952), italienischer Endurosportler
- Andriolli, Michał Elwiro (1836–1893), polnischer Maler und Architekt
- Andriolo, Raymundo, uruguayischer Fußballspieler
- Andriopoulos, Spyros (* 1962), griechischer Langstreckenläufer
- Andriot, Lucien (1892–1979), französischer Kameramann
- Andriotis, Nikolaos P. (1906–1976), griechischer Sprachwissenschaftler und Neogräzist
- Andriotto, Dario (* 1972), italienischer Radrennfahrer
- Andris, Guido (1879–1974), deutscher römisch-katholischer Priester
- Andrisík, Patrik (* 2003), slowakischer Eishockeytorwart
- Andriškevičius, Jonas (* 1944), litauischer General, Befehlshaber der litauischen Streitkräfte (1993–1999)
- Andriskos († 146 v. Chr.), König von Makedonien
- Andrist, Marilen (* 1938), deutsch-schweizerische Kulturjournalistin, Publizistin und Autorin
- Andrist, Stephan (* 1987), Schweizer Fußballspieler
- Andritsos, Liveris (* 1959), griechischer Basketballspieler
- Andritz, Karl (1914–1993), österreichischer Fußballspieler
- Andritzki, Alois (1914–1943), sorbischer Märtyrer der katholischen KircheAlois Andritzki (1914–1943)

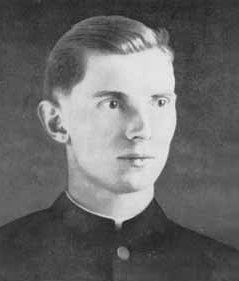
Alois Andritzki (1914–1943)

- Andritzky, Michael (1940–2017), deutscher Journalist, Publizist, Ausstellungs- und Filmemacher
- Andriukaitis, Juras (* 1951), litauischer Politiker
- Andriukaitis, Vytenis (* 1951), litauischer sozialdemokratischer Politiker
- Andriukaitytė, Akvilė (* 2000), litauische Sprinterin
- Andriukaitytė, Urtė (* 1996), litauische Volleyball- und Beachvolleyballspielerin
- Andriulaitis, Vytautas (* 1956), litauischer Fernschachspieler
- Andriulis, Vytautas (1937–2017), litauischer Rechtshistoriker, Professor für Rechtsgeschichte an der Mykolas-Romeris-Universität in Vilnius
- Andriulytė, Agnė (* 1971), litauische Journalistin und Politikerin
- Andriušaitis, Vitalius Vladas (1927–2006), litauischer Schachspieler und Schachschiedsrichter
- Andriuškevičius, Alfonsas (* 1933), litauischer Mathematiker, Politiker und Mitglied des Seimas
- Andriuškevičius, Alfonsas (* 1940), litauischer Kunsthistoriker, Kunstkritiker und Schriftsteller
- Andriuškevičius, Martynas (* 1986), litauischer Basketballspieler
- Andriuškevičius, Vytautas (* 1990), litauischer Fußballspieler

### Andrj
- Andrjuschina, Jekaterina Sergejewna (* 1985), russische Handballspielerin
- Andrjuschina, Tatjana Sergejewna (* 1990), russische Degenfechterin und Weltmeisterin

### Andrl
- Andrle, René (* 1974), tschechischer Radrennfahrer
- Andrlik, Eveline (1935–2016), österreichische Politikerin (SPÖ)

### Andro
- Androdias, Matthieu (* 1990), französischer Ruderer
- Androgyn, Ichgola (* 1960), deutscher Theaterschauspieler und Kabarettist
- Androi, Giovanni Gaetano († 1755), Stuckateur der Barockzeit
- Androić, Toni (* 1991), kroatischer Tennisspieler
- Androkleidas, thebanischer antispartanischer Politiker
- Androkles († 746 v. Chr.), Sohn des messenischen Königs Phintas aus dem Geschlecht der Aipytiden
- Androkles († 682 v. Chr.), Nachkomme des messenischen Königs Androkles aus dem Geschlecht der Aipytiden
- Androkles († 411 v. Chr.), athenischer Politiker und Demagoge
- Androklus, römischer Sklave
- Androkydes, Arzt Alexanders des Großen
- Androkydes, griechischer Maler
- Androl, Heidi (* 1980), US-amerikanische Sportjournalistin
- Andromache (* 1995), griechische SängerinAndromache (* 1995)

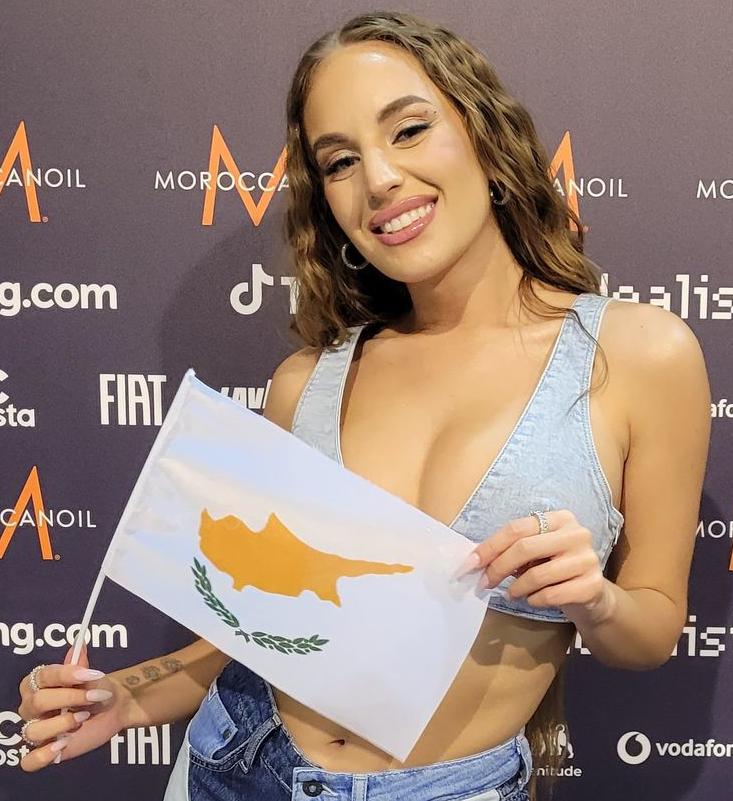
Andromache (* 1995)

- Andromachos, Feldherr des Seleukidenreichs
- Andromachos, Herrscher in der sizilischen Stadt Tauromenion
- Andromachos († 332 v. Chr.), Satrap von Syrien
- Andromachos, Kavallerieoffizier Alexanders des Großen
- Andromachos aus Carrhae, Dynast von Carrhae
- Andromachos der Ältere, griechischer Arzt
- Andromachos der Jüngere, griechischer Arzt
- Andromachos von Aspendos, Feldherr und Statthalter der Ptolemäer in Koilesyrien und Phönizien
- Andron, athenischer Politiker
- Andronache, Gabi, rumänischer Schauspieler, Kampfkünstler, Journalist, Autor, Drehbuchautor, Theaterproduzent, Fitnesstrainer und Diätologe
- Androne, Valentin (* 2001), rumänischer Hochspringer
- Andronescu, Ecaterina (* 1948), rumänische Wissenschaftlerin und Politikerin
- Andronico, Enzo (1924–2002), italienischer Schauspieler
- Andronicus von Pannonien, Apostel, Märtyrer, einer der Siebzig Jünger
- Andronikaschwili, Elewter Luarsabowitsch (1910–1989), russisch-georgischer Physiker und Hochschullehrer
- Andronikaschwili, Iwane (1798–1868), georgischer Fürst und russischer General
- Andronikaschwili, Ketewan (1754–1782), georgische Adlige und die erste Gemahlin von König Giorgi XII. von Kartlien-Kachetien
- Andronikos, antiker Astronom und Architekt
- Andronikos, makedonischer Offizier
- Andronikos, seleukidischer Funktionär
- Andronikos Angelos, byzantinischer General und Diplomat, Vater von Alexios III. und Isaak II.
- Andronikos Asanes, byzantinischer Statthalter von Morea
- Andronikos Asanes der Jüngere, byzantinischer Sebastokrator und Heerführer, Neffe von Kaiser Johannes VI. Kantakuzenos
- Andronikos Bryennios Komnenos, byzantinischer Aristokrat und Gouverneur, Verschwörer gegen Kaiser Isaak II.
- Andronikos Dukas, byzantinischer General und Hofwürdenträger
- Andronikos Dukas († 1077), byzantinischer General und Hofwürdenträger
- Andronikos Dukas, byzantinischer Mitkaiser
- Andronikos I. († 1235), Kaiser von Trapezunt
- Andronikos I. († 1185), byzantinischer KaiserAndronikos I. († 1185)

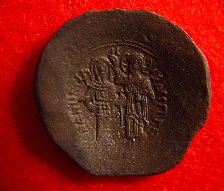
Andronikos I. († 1185)

- Andronikos II. († 1266), Kaiser von Trapezunt
- Andronikos II. (1259–1332), byzantinischer Kaiser
- Andronikos III. (1297–1341), byzantinischer Kaiser
- Andronikos III. († 1332), Kaiser von Trapezunt
- Andronikos IV. (1348–1385), byzantinischer Kaiser (1376–1379)
- Andronikos Kamateros, byzantinischer Beamter
- Andronikos Komnenos (* 1091), byzantinischer Prinz, Sohn von Kaiser Alexios I.
- Andronikos Komnenos († 1142), byzantinischer Prinz, Sohn von Kaiser Johannes II.
- Andronikos Komnenos (1355–1376), trapezuntischer Prinz, Sohn von Kaiser Alexios III.
- Andronikos Kontostephanos, byzantinischer General und Admiral, Neffe von Kaiser Manuel I.
- Andronikos Lampardas, byzantinischer General; Rebell gegen Kaiser Andronikos I.
- Andronikos Nestongos, byzantinischer Aristokrat, Usurpator gegen Kaiser Johannes III.
- Andronikos Palaiologos, byzantinischer Despot in Nikaia, Schwiegersohn und Thronfolger von Kaiser Theodor I. Laskaris
- Andronikos Palaiologos, byzantinischer Feldherr, Vater von Michael VIII. Palaiologos Kaiser von Byzanz (1259–1282)
- Andronikos Palaiologos (1400–1429), byzantinischer Despot und letzter Statthalter von Thessaloniki
- Andronikos V., byzantinischer Mitkaiser, Sohn von Johannes VII. Palaiologos
- Andronikos von Pergamon, pergamenischer Diplomat
- Andronikos von Rhodos, griechischer Philosoph
- Andronikos, Manolis (1919–1992), griechischer Archäologe
- Androníková, Hana (1967–2011), tschechische Schriftstellerin
- Andronikow, Irakli Luarsabowitsch (1908–1990), russisch-georgischer Literaturwissenschaftler und Schriftsteller
- Andronnikow, Wladimir Nikolajewitsch (1885–1942), russischer Revolutionär und sowjetischer Politiker
- Andronow, Alexander Alexandrowitsch (1901–1952), sowjetischer Physiker und Mitglied der sowjetischen Akademie der Wissenschaften
- Andronow, Juri Wladimirowitsch (* 1971), russischer Geher
- Andronow, Sergei Wladimirowitsch (* 1989), russischer Eishockeyspieler
- Andropow, Juri Wladimirowitsch (1914–1984), sowjetischer PolitikerJuri Wladimirowitsch Andropow (1914–1984)

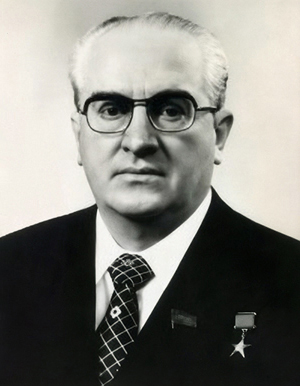
Juri Wladimirowitsch Andropow (1914–1984)

- Andros, Edmund (1637–1714), britischer Kolonialgouverneur
- Androsch, Claudia (* 1964), österreichische Schauspielerin
- Androsch, Hannes (1938–2024), österreichischer Unternehmer und Politiker (SPÖ), Abgeordneter zum Nationalrat
- Androsch, Maurice (* 1970), österreichischer Polizeibeamter und Politiker (SPÖ), Mitglied des Nationalrates
- Androsch, Peter (* 1963), österreichischer Komponist
- Androschin, Hans (1892–1976), österreichischer Kameramann
- Androschin, Leopoldine (1902–1995), österreichische Lehrerin und Schriftstellerin
- Androssow, Kirill Gennadjewitsch (* 1972), russischer Manager, Wirtschaftswissenschaftler und Hochschullehrer
- Androssowa, Olena (* 1988), ukrainische Sängerin, Musikerin und YouTuberin
- Androssowa-Ionowa, Marija Nikolajewna (1864–1941), russische bzw. sowjetische Folkloristin jakutischer Herkunft
- Androsthenes, thessalischer Feldherr
- Androsthenes von Aigina, antiker griechischer Philosoph
- Androsthenes von Korinth, makedonischer Feldherr
- Androsthenes von Thasos, Begleiter des Nearchos auf dessen Fahrt über den Indischen Ozean
- Androt, Albert (1781–1804), französischer Komponist
- Androtion, athenischer Politiker, Redner und Atthidograph
- Androuet du Cerceau, Baptiste († 1590), französischer Architekt
- Androuet du Cerceau, Jacques I., französischer Architekt, Architekturtheoretiker, Zeichner und Kupferstecher
- Androuët, Mathilde (* 1984), französische Politikerin (RN), MdEP
- Androuët, Pierre (1915–2005), französischer Käsehändler, Affineur, Gastronomiekritiker und Sachbuchautor
- Androulakis, Nikos (* 1979), griechischer Politiker, MdEP
- Androutsopoulos, Adamantios (1919–2000), griechischer Politiker und ehemaliger Ministerpräsident
- Androutsopoulos, Jannis (* 1967), griechischer Linguist
- Androutsos, Christos (1869–1935), griechischer orthodoxer Theologe und Philosoph
- Androutsos, Odysseas (1788–1825), griechischer Freiheitskämpfer
- Androvits, Adalbert (1926–2005), rumänischer Fußballspieler

### Andrs
- Andrs, Vladimír (1937–2018), tschechoslowakischer Ruderer
- Andršt, Luboš (1948–2021), tschechischer Blues- und Jazzmusiker (Gitarre)

### Andru
- Andru, Ross (1927–1993), US-amerikanischer Comiczeichner und Verlagsredakteur
- Andruchowytsch, Jurij (* 1960), ukrainischer Schriftsteller, Dichter, Essayist und ÜbersetzerJurij Andruchowytsch (* 1960)

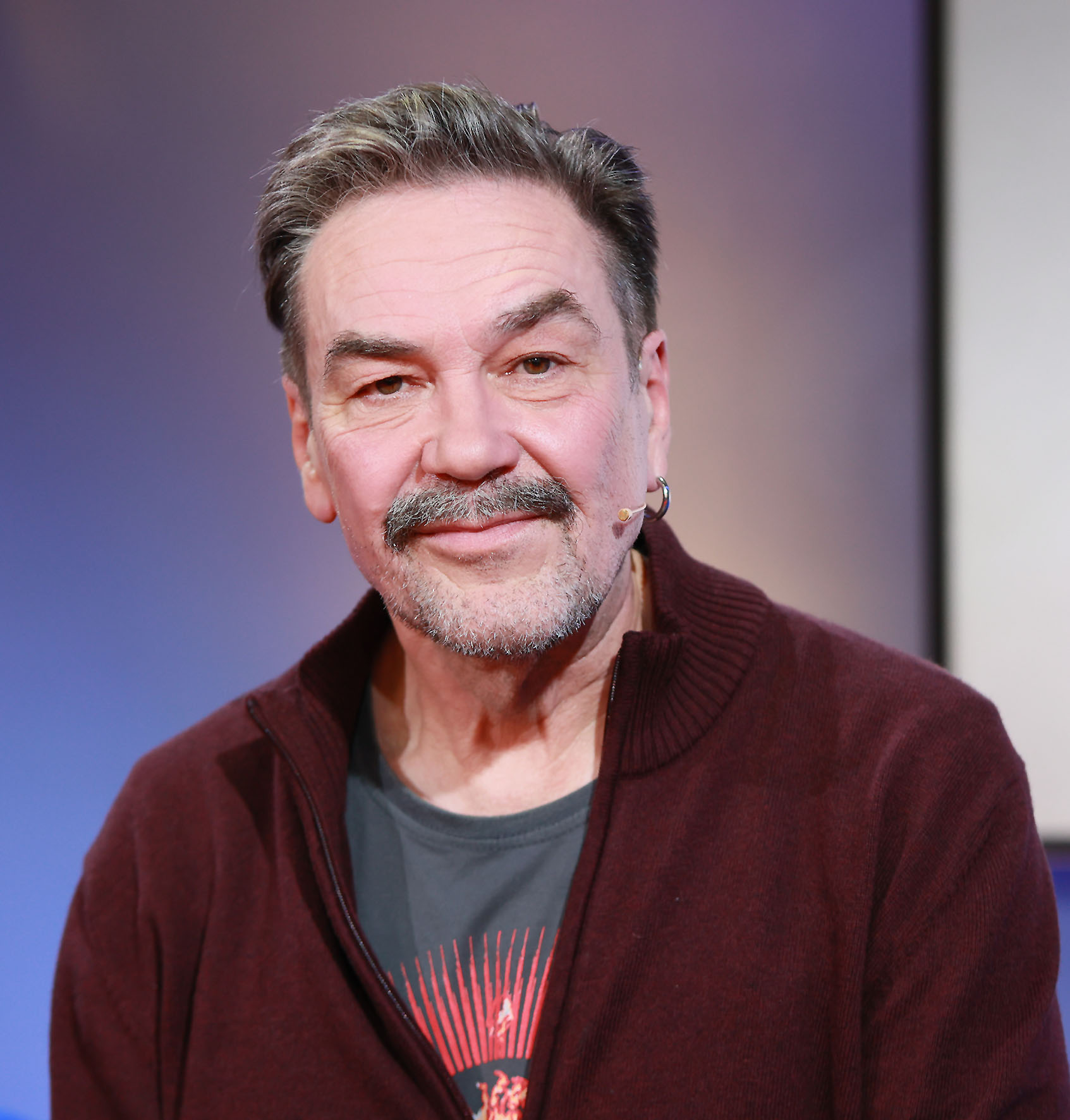
Jurij Andruchowytsch (* 1960)

- Andruchowytsch, Sofija (* 1982), ukrainische Schriftstellerin, Essayistin und Übersetzerin
- Andruet, Gilles (1958–1995), französischer Schachspieler
- Andruet, Jean-Claude (* 1940), französischer Rennfahrer
- Andruff, Ron (* 1953), kanadischer Eishockeyspieler
- Andrukaitienė, Irena (* 1948), litauische Politikerin, Mitglied des Seimas
- Andrulionis, Gytis (* 1978), litauischer Jurist, Politiker und stellv. Justizminister
- Andrulis, Mindaugas, litauischer und deutscher Pathologe und Hochschullehrer
- Andrup, Otto (1883–1953), dänischer Kunsthistoriker und Museumsdirektor
- Andrus, Bart (* 1958), US-amerikanischer American-Football-Trainer
- Andrus, Cecil D. (1931–2017), US-amerikanischer Politiker
- Andrus, Chuck (1928–1997), US-amerikanischer Jazzmusiker
- Andrus, Clift (1890–1968), Generalmajor der United States Army
- Andrus, Jeff (1947–2011), US-amerikanischer Drehbuchautor
- Andrus, John Emory (1841–1934), US-amerikanischer Politiker
- Andrus, Mark (* 1955), US-amerikanischer Drehbuchautor
- Andrusak, Greg (* 1969), kanadischer Eishockeyspieler
- Andruschtschenko, Nikolai Stepanowitsch (1943–2017), russischer Journalist
- Andruschtschenko, Wiktor (* 1949), ukrainischer Philosoph, Politiker und Universitätsrektor
- Andruschtschenko, Wiktor (* 1986), ukrainisch-belarussischer Eishockeyspieler
- Andruškevičius, Arvydas (* 1954), litauischer Jurist und Professor
- Andrusov, Dimitrij (1897–1976), tschechoslowakischer Geologe und Paläontologe
- Andrussjak, Mychajlo (* 1955), ukrainischer Autor
- Andrussow, Leonid (1896–1988), deutscher Chemieingenieur
- Andrussow, Nikolai Iwanowitsch (1861–1924), russischer Geologe und Paläontologe

### Andry
- Andry de Boisregard, Nicolas (1658–1742), französischer Mediziner
- Andry, Dumenic (* 1960), Schweizer Romanist und Schriftsteller
- Andry, Hansi (1864–1946), österreichische Schriftstellerin
- Andrychiewicz, Zygmunt (1861–1943), polnischer Maler
- Andrycz, Nina (1912–2014), polnische Schauspielerin und Schriftstellerin
- Andryczuk, Hartmut (* 1957), deutscher Künstler, Autor und Verleger
- Andryienko, Olga (* 1986), ukrainisch-deutsche Comiczeichnerin
- Andryjeuski, Aljaksandr (* 1968), belarussischer Eishockeyspieler und -trainer
- Andrys, Leonard, polnischer Architekt
- Andrysek, Franz (1906–1981), österreichischer Gewichtheber
- Andrysiak, Andrzej (* 1939), polnischer Politiker, Sejm-Abgeordneter
- Andrýsková, Veronika (* 1997), tschechische Handballspielerin
- Andryy (* 1993), Schweizer Musiker

### Andrz
- Andrzejczak, Rajmund (* 1967), polnischer General
- Andrzejewska, Jadwiga (1915–1977), polnische Schauspielerin
- Andrzejewski, Andrzej (1961–2008), polnischer Militär, Brigadegeneral der polnischen Luftwaffe
- Andrzejewski, Bogumił (1922–1994), polnischer Lyriker und Linguist
- Andrzejewski, Bohdan (* 1942), polnischer Degenfechter
- Andrzejewski, Florian (1950–1989), polnischer Radrennfahrer
- Andrzejewski, Jerzy (1909–1983), polnischer Schriftsteller, Mitglied des SejmJerzy Andrzejewski (1909–1983)

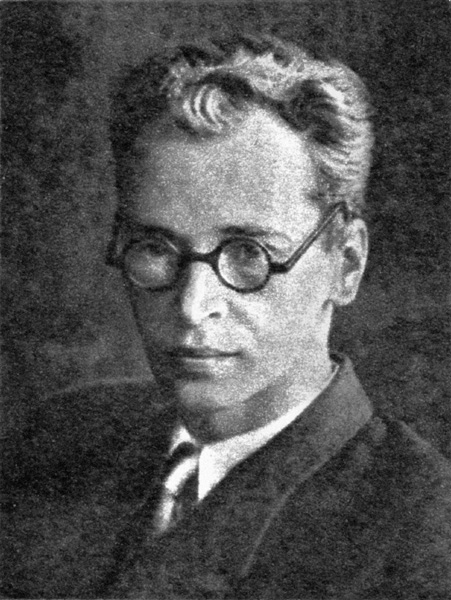
Jerzy Andrzejewski (1909–1983)

- Andrzejewski, Max (* 1986), deutscher Jazzmusiker (Schlagzeug, Komposition)
- Andrzejewski, Roman (1931–2012), polnischer Politiker, Mitglied des Sejm
- Andrzejewski, Roman (1938–2003), polnischer katholischer Bischof
- Andrzejowski, Antoni Lukianowicz († 1868), russisch-polnischer Botaniker, Zoologe und Paläontologe
- Andrzejuk, Robert (* 1975), polnischer Degenfechter des Klubs AZS AWF Wrocław (2008)